# Yelmo de Sutton Hoo
El yelmo de Sutton Hoo es un yelmo anglosajón ornamentado que se encontró durante una excavación de 1939 en el barco funerario de Sutton Hoo. Fue enterrado hacia el año 625 y se cree que perteneció al rey Redvaldo de Estanglia; su elaborada decoración podría haberle dado una función secundaria similar a la de una corona. El yelmo era tanto una pieza funcional de armadura que habría ofrecido una protección considerable si se hubiera utilizado en la guerra, como una pieza decorativa y prestigiosa de metalistería extravagante. Se describe como «el objeto más emblemático» de «uno de los descubrimientos arqueológicos más espectaculares jamás realizados», y quizás el artefacto anglosajón más importante conocido.
El rostro contiene cejas, nariz y bigote, creando la imagen de un hombre unido a la cabeza de un dragón para convertirse en un dragón volador con las alas extendidas. Se ha convertido en un símbolo de la Alta Edad Media y «de la Arqueología en general». Se excavó en forma de cientos de fragmentos oxidados, y se expuso por primera vez tras una primera reconstrucción en 1945-46, y luego en su forma actual tras una segunda reconstrucción en 1970-71.
Se determinó que el yelmo y los demás objetos del yacimiento eran propiedad de Edith Pretty, dueña del terreno en el que se encontraron. Ella los donó al Museo Británico, donde el yelmo se expone de forma permanente en la sala 41.

## Contexto

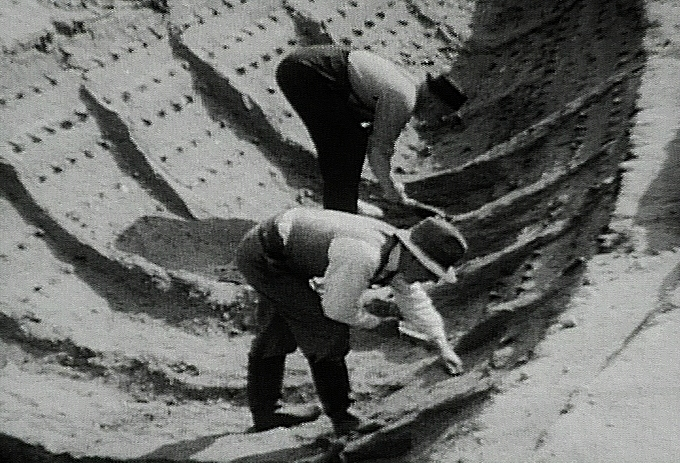
Basil Brown (en primer plano) y el teniente comandante J. K. D. Hutchison excavando en Sutton Hoo en 1939

El yelmo fue depositado junto a otros objetos e instrumentos de poder como parte de un enterramiento en un barco funerario, que probablemente data de principios del siglo VII. El barco había sido arrastrado desde el río cercano hasta la colina y enterrado en una zanja. Dentro de esta, el yelmo fue envuelto en telas y colocado a la izquierda de la cabeza del cuerpo. Se construyó un túmulo ovalado alrededor del barco. Mucho después, el techo de la cámara se derrumbó violentamente debido al peso del túmulo, comprimiendo el contenido del barco en una veta de tierra.
Se cree que el yelmo se hizo añicos por el derrumbe de la cámara funeraria o por la fuerza de otro objeto que cayó sobre él. El hecho de que el yelmo se hiciese añicos ha permitido reconstruirlo. Si el yelmo se hubiera aplastado antes de que el hierro se hubiera oxidado por completo, dejándolo todavía flexible, el yelmo se habría aplastado, dejándolo con una forma distorsionada similar a la de los yelmos de Vendel y Valsgärde.

## Descubrimiento
El yelmo de Sutton Hoo se descubrió en tres días de julio y agosto de 1939, cuando solo quedaban tres semanas en la excavación del barco funerario. Se encontró en más de 500 piezas, que resultarían ser menos de la mitad de la superficie original. El descubrimiento quedó registrado en el diario de Charles Phillips de la siguiente manera:

- Viernes, 28 de julio de 1939: «Los restos triturados de un yelmo de hierro fueron encontrados 1,2 m al este del umbo del escudo en el lado norte del depósito central. Los restos consistían en numerosos fragmentos de hierro recubiertos de un ornamento en relieve de un entrelazado con el que también se asociaban láminas de oro, tejidos, una pieza facial antropomorfa compuesta por una nariz, una boca y un bigote fundidos en su totalidad (bronce), y monturas zoomorfas de bronce y enriquecimientos».
- Sábado, 29 de julio: «Salieron a la luz algunos fragmentos más del yelmo de hierro y fueron guardados con el resto encontrado el día anterior».
- Martes, 1 de agosto: «El día se dedicó a limpiar la parte de popa excavada del barco y a prepararla para su estudio. Antes de esto, una última recogida y cribado en la zona de enterramiento había producido algunos fragmentos que probablemente se asocien con el yelmo y la cota de malla respectivamente».

Aunque el yelmo se considera ahora uno de los artefactos más importantes jamás encontrados en suelo británico, su estado destrozado hizo que al principio pasara desapercibido. No se tomaron fotografías de los fragmentos in situ, ni se registraron sus posiciones relativas, ya que aún no se había tomado conciencia de la importancia del descubrimiento. El único registro contemporáneo de la ubicación del yelmo fue un círculo en el diagrama de la excavación marcado como «núcleo de restos del yelmo». Cuando, años más tarde, se inició la reconstrucción del yelmo, este se convertiría en «un rompecabezas sin ningún tipo de imagen en la tapa de la caja», por no hablar de un rompecabezas al que le faltaban la mitad de sus piezas.
El yelmo, que al principio pasó desapercibido, no tardó en llamar la atención. Incluso antes de que se hubieran excavado todos los fragmentos, el Daily Mail hablaba de «un yelmo de oro con incrustaciones de piedras preciosas». Unos días más tarde describiría con más precisión el yelmo como «con elaborados adornos entrelazados en plata y pan de oro». A pesar del escaso tiempo para examinar los fragmentos, estos fueron calificados de «elaborados» y «magníficos»; «aplastados y podridos» y «tristemente rotos», de manera que «nunca podrá constituir una exposición tan imponente como debería», se pensó no obstante que el yelmo «puede ser uno de los hallazgos más emocionantes». Incluso se pensó al principio que el ciervo hallado en el enterramiento —colocado posteriormente sobre el cetro— adornaba la cresta del yelmo, en paralelo al yelmo de Benty Grange con cresta de jabalí. Sin embargo, esta teoría no prosperó y el yelmo tuvo que esperar a la Segunda Guerra Mundial antes de que se iniciara su reconstrucción.
Las excavaciones en Sutton Hoo finalizaron el 24 de agosto de 1939, y todos los objetos fueron enviados al día siguiente. Nueve días después, Gran Bretaña declaró la guerra a Alemania. El tiempo transcurrido permitió «el tratamiento de primeros auxilios de los objetos frágiles y perecederos» y que «los hallazgos se depositaran en condiciones de seguridad». Durante la Segunda Guerra Mundial, los objetos de Sutton Hoo, junto con otros tesoros del Museo Británico, como los mármoles de Elgin, fueron almacenados en la estación de metro de Aldwych. Solo a finales de 1944 se hicieron los preparativos para desembalar, conservar y restaurar los hallazgos de Sutton Hoo.

## Descripción

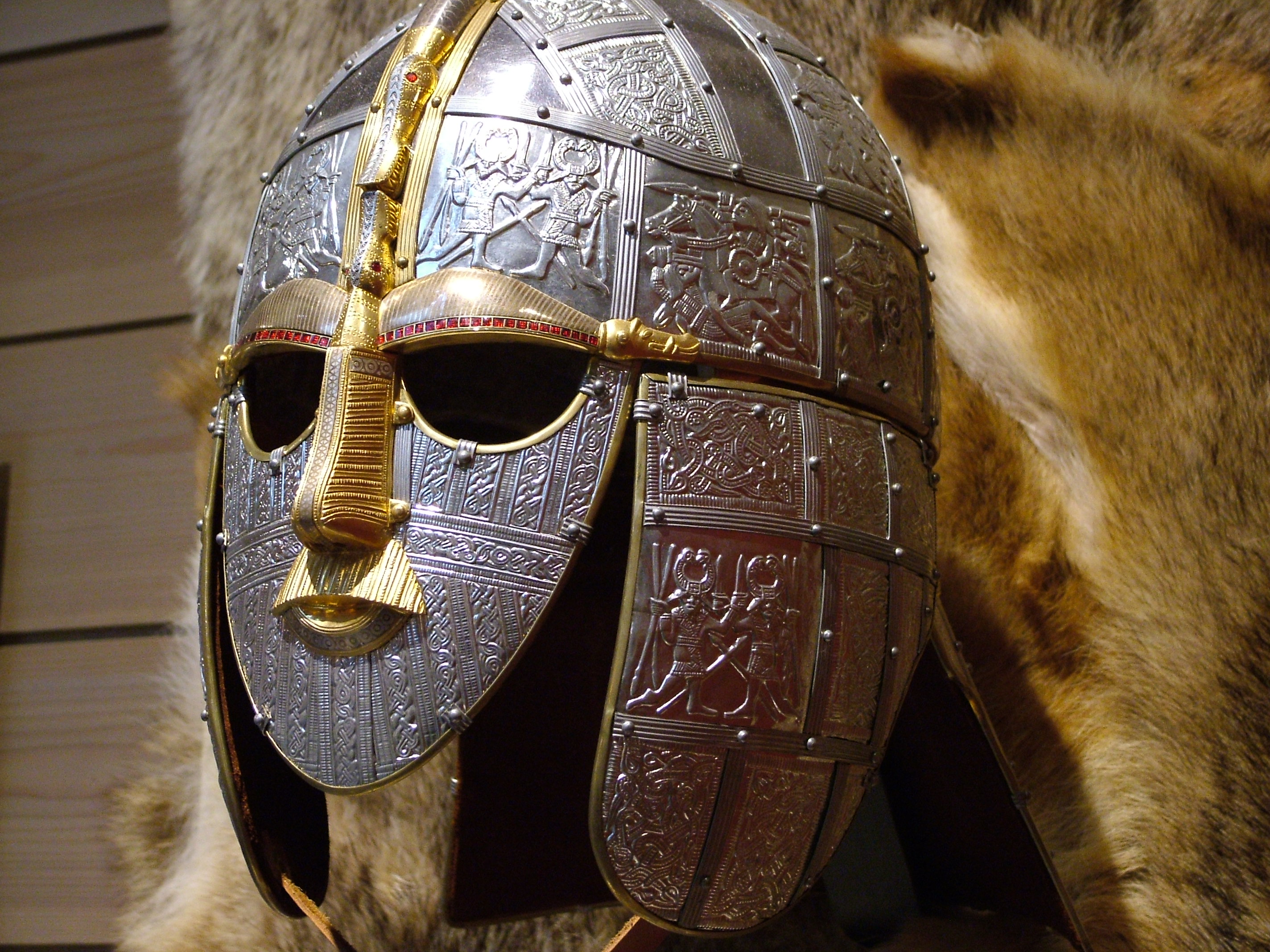
Réplica del yelmo que muestra los diseños 1, 2, 4 y 5, situados (1) por encima de las cejas y en la protección de las mejillas, (2) en la tapa del cráneo, (4) en la protección de las mejillas y en la tapa del cráneo, y (5) en la máscara facial

El yelmo de Sutton Hoo, con un peso estimado de 2,5 kg, era de hierro y estaba recubierto de láminas decoradas de bronce estañado. Las tiras estriadas de las molduras dividían el exterior en paneles, cada uno de los cuales estaba estampado con uno de los cinco diseños. Dos de ellos representan escenas figuradas, otros dos motivos zoomorfos entrelazados; un quinto motivo, conocido solo por siete pequeños fragmentos e incapaz de ser restaurado, solo se sabe que aparece una vez en un yelmo que, por lo demás, es simétrico, y puede haber sido utilizado para sustituir un panel dañado. La existencia de estos cinco diseños ha sido generalmente comprendida desde la primera reconstrucción, publicada en 1947. Los tres decenios siguientes permitieron comprender mejor los diseños y sus paralelos en las imágenes contemporáneas, lo que permitió avanzar en las posibles reconstrucciones de los paneles completos y, gracias a la segunda reconstrucción, volver a determinar su ubicación en la superficie del yelmo. Como se indica a continuación, los diseños están numerados según el trabajo de Rupert Bruce-Mitford de 1978.

### Construcción
El núcleo del yelmo era de hierro y consistía en un casquete del que colgaba una máscara facial y protectores de mejillas y cuello. El casquete se moldeó a partir de una sola pieza de metal. A ambos lados colgaban unas carrilleras de hierro, lo suficientemente profundas como para proteger todo el lado de la cara, y curvadas hacia dentro tanto vertical como horizontalmente. Dos bisagras por lado, posiblemente de cuero, sujetaban estas piezas, lo que permitía tirar de ellas y cerrar completamente el rostro. En la parte posterior del casquete se colocaba un protector de cuello compuesto por dos piezas superpuestas: una pieza más corta colocada en el interior del casquete , sobre la que se colocaba una «parte ancha en forma de abanico» que se extendía hacia abajo, «recta de arriba abajo pero curvada lateralmente para seguir la línea del cuello». La porción insertada permitía al protector del cuello un mayor movimiento y, al igual que los protectores de las mejillas, estaba unida al casquete mediante bisagras de cuero. Por último, la máscara facial estaba remachada al casquete por ambos lados y por encima de la nariz. Dos recortes servían como aberturas para los ojos, mientras que un tercero se abría en el hueco de la nariz superpuesta, facilitando así el acceso a los dos orificios nasales situados debajo; aunque pequeños, estos orificios habrían sido una de las pocas fuentes de aire fresco para el portador.
Sobre la capa base de hierro se colocaron láminas decorativas de bronce estañado. Estas láminas, divididas en cinco diseños figurados o zoomorfos, se fabricaban mediante el proceso de pressblech. Unas matrices preformadas, similares a las de las placas de Torslunda, estaban recubiertas de un fino metal que, mediante la fuerza aplicada, recogía el diseño que había debajo; de este modo, se podían producir en masa diseños idénticos a partir de la misma matriz, lo que permitía su uso repetido en el yelmo y en otros objetos. Las tiras estriadas de moldes de aleación blanca —posiblemente de estaño y cobre, y posiblemente prensadas— dividían los diseños en paneles enmarcados, sujetos al yelmo mediante remaches de bronce. Las dos tiras que van de la parte delantera a la trasera, junto a la cresta, estaban doradas. Los bordes del yelmo estaban además protegidos por tubos de latón en forma de «U», fijados por clips de bronce prensados, que a su vez sujetaban los paneles pressblech que compartían bordes con el yelmo.
Una última capa de adornos añadía al yelmo una cresta, cejas, nariz y boca, y tres cabezas de dragón. Una cresta de hierro hueca recorría la parte superior del casquete y terminaba en la parte delantera y trasera. Estaba hecha de un tubo de sección D y constaba de dos partes, una pieza en forma de U invertida en cuya parte inferior se colocaba una tira plana. Como no quedan restos de soldadura, la cresta puede haber sido forjada o encajada sobre el casquete. De cada extremo de la cresta se extendía una espiga de hierro, a cada una de las cuales se remachaba una cabeza de dragón dorada. La de la parte delantera era de bronce fundido, mientras que la de la parte trasera era de otra aleación, y ahora se ha degradado en su mayor parte en óxido de estaño. Una tercera cabeza de dragón, fundida en bronce, estaba orientada hacia arriba en la parte delantera del yelmo y rompía el plano entre la máscara facial y el casquete; su cuello descansaba sobre la máscara facial, mientras que bajo sus ojos se sujetaba al casquete mediante un gran vástago de remache. A cada lado del cuello se proyectaba una ceja hueca de bronce fundido, en la que se incrustaban hilos de plata paralelos. Las cabezas de jabalí terminales estaban doradas, al igual que la parte inferior de las cejas, donde las celdas individuales de bronce sostenían granates cuadrados. Las cejas estaban remachadas, tanto al casquete en sus extremos exteriores como a la espiga de una pieza de nariz y boca que se extendía hacia arriba por debajo del cuello de la cabeza de dragón. Esta espiga estaba a su vez remachada al casquete, uno de los cinco puntos de fijación de la nariz y la boca de bronce fundido. A ambos lados de la nariz había «dos pequeñas placas redondas que sobresalían», unidas por tiras estriadas y estampadas, y que ocultaban los remaches. Una tira de alambre incrustado se extendía a lo largo de la cresta nasal, junto a la cual se «perforaba el fondo» y se rellenaba con nielado u otra incrustación metálica, dejando «triángulos en relieve» que se plateaban. Se utilizó un trazador (un «cincel bastante romo... utilizado principalmente para delinear») para proporcionar un borde acanalado a cada lado. A un lado del puente nasal, en horizontal, había tres círculos perforados por lado, con incrustaciones de plata y posiblemente rodeados de nielado. Debajo de estos círculos, que también discurrían horizontalmente desde el centro de la nariz hacia los lados, había «filas alternas de estrías lisas y tiras acanaladas que discurren oblicuamente entre la tira central y un borde inferior acanalado». Este mismo patrón se repite en forma vertical en el bigote. La curva a lo largo del labio inferior biselado, a su vez, repite el patrón circular utilizado en el puente nasal. A excepción de las partes cubiertas por las cejas y la cabeza de dragón, o adornadas con plata o nielado, la nariz y la boquilla estaban fuertemente doradas, lo que se sugiere por la presencia de mercurio que se hizo con el método de dorado.
Rompiendo la simetría del yelmo, hay sutiles diferencias en las dos cejas y en los métodos empleados para modelar los granates de cloisonné. Las cejas diestra y siniestra, aunque a primera vista son idénticas, pueden haber sido «fabricadas de forma diferente aunque con la intención de que parezcan esencialmente iguales». La ceja del diestro es aproximadamente 5 milímetros más corta que la del siniestro, y contenía 43 en lugar de 46 hilos de plata incrustados y uno o dos granates menos. El dorado de la ceja diestra era «de color rojizo» frente al tono «amarillento» de la siniestra, mientras que esta última contiene tanto trazas de mercurio como un producto de corrosión del estaño que están ausentes en su homóloga. Además, mientras que las celdas de bronce en las que están engastados los granates, tanto en la frente dextrógira como en tres de los cuatro ojos de dragón restantes, están recubiertas por pequeños trozos de «lámina de oro incrustada», las del lado siniestro y el ojo siniestro de la cabeza de dragón superior no tienen ese respaldo. El fondo de oro servía para reflejar la luz a través de los granates, aumentando su brillo y profundizando su color. En el caso de la ceja siniestra y de uno de los ojos del dragón, la luminosidad de los granates puede haber sido atenuada por su colocación directa sobre el bronce.

### Motivos de dragón

El motivo del dragón alado de la parte delantera del yelmo, con las cejas como alas y la nariz y la pieza bucal como cuerpo y cola

En el yelmo están representadas tres cabezas de dragón. Dos cabezas de dragón doradas en bronce se sitúan en los extremos de la cresta de hierro que va desde la parte delantera hasta la trasera del casquete. La tercera se sitúa en la unión de las dos cejas, orientada hacia arriba y con una forma más completa gracias a las cejas, la nariz y el bigote para crear la impresión de un dragón en vuelo. El dragón se eleva hacia arriba, con sus alas forradas de granate, tal vez para transmitir una estela de fuego, y en el punto focal dramático del yelmo, enseña sus dientes al dragón serpiente que vuela en la cresta.
En la medida en que el yelmo está enjoyado, esta decoración se limita en gran medida a los elementos asociados a los dragones. Los granates convexos hundidos en las cabezas dan a los dragones ojos rojos. Las cejas están igualmente incrustadas con granates cuadrados en sus bordes inferiores, continuando hacia fuera en cada lado hasta donde terminan en cabezas de jabalí doradas; además de su función decorativa secundaria como alas, las cejas pueden adoptar por tanto una forma terciaria como cuerpos de jabalí. Las sutiles diferencias entre las cejas, la siniestra de las cuales carece de la lámina de oro empleada en la diestra, pueden sugerir una alusión al dios tuerto Odín; visto con poca luz, con los granates de un solo ojo reflejando la luz, el propio yelmo puede haber parecido tener un solo ojo.
Más oro cubre las cejas, la nariz y la boquilla, y las cabezas de dragón, al igual que las dos tiras estriadas que flanquean la cresta. La cresta y las cejas están además incrustadas con hilos de plata. Combinado con el color plateado del bronce estañado, el efecto era «un objeto de metal plateado bruñido, engastado en un enrejado de oro, coronado por una cresta de plata maciza, y embellecido con adornos dorados, granates y nielado; a su manera, una cosa magnífica y una de las obras maestras más destacadas del arte bárbaro».

### Diseño 1: guerreros danzantes

Diseño 1, con elementos conocidos por fragmentos en plata, y elementos reconstruidos en oro

La escena de los guerreros danzantes se conoce por seis fragmentos y aparece cuatro veces en el yelmo. Aparece en los dos paneles situados inmediatamente por encima de las cejas, lo que supone cinco de los fragmentos. El sexto fragmento está situado en la fila central de la protección de la mejilla diestra, en el panel más cercano a la máscara facial; la naturaleza generalmente simétrica del yelmo implica la posición del diseño también en el lado opuesto. Ninguna de las seis piezas muestra a ambos guerreros, aunque el «fragmento de la llave» representa sus muñecas cruzadas. La reconstrucción completa de la escena se dedujo después de la primera reconstrucción, cuando Rupert Bruce-Mitford pasó seis semanas en Suecia y se le mostró un diseño casi idéntico en el entonces inédito yelmo 7 de Valsgärde.

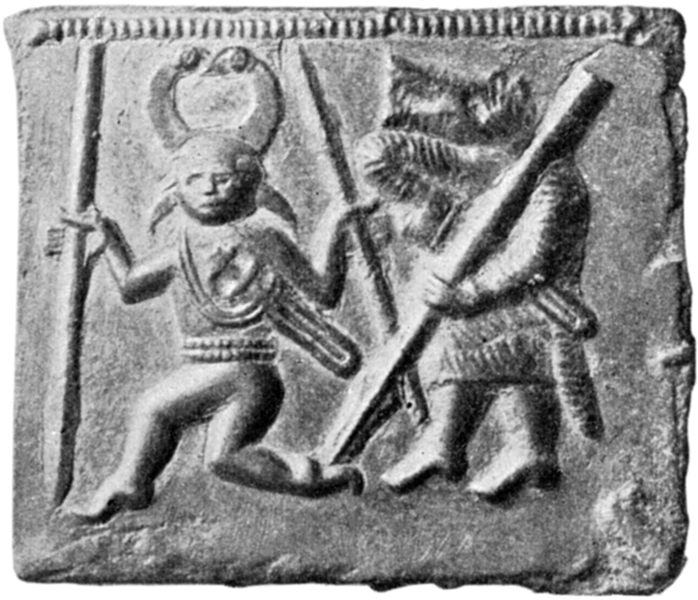
Una de las cuatro placas de Torslunda, que muestra una figura con cuernos similar a las del diseño 1. El ojo derecho que le falta sugiere que es Odín

El diseño 1 representa a dos hombres «con vestimenta civil o ceremonial», tal vez participando en una danza de lanzas o espadas «asociada al culto de Odín, el dios de la guerra». Sus manos exteriores sostienen cada una dos lanzas, apuntando hacia sus pies, mientras que sus manos cruzadas sostienen espadas. La representación sugiere «pasos intrincados», «ritmo» y una «elasticidad de los pasos de baile». Sus piernas exteriores arrastradas y sus caderas curvadas implican un movimiento hacia el otro, y puede que estén en el clímax de la danza. La prevalencia de escenas de danza con una «similitud en la presentación del esquema de movimiento» en el arte contemporáneo escandinavo y nórdico sugiere que las danzas rituales «eran fenómenos bien conocidos». Las danzas con espadas, en particular, se registraron entre las tribus germánicas ya en el siglo I, cuando Tácito escribió sobre «jóvenes desnudos que practican el baile atados en la danza entre espadas y lanzas», un «espectáculo» que «siempre se representaba en cada reunión». Cualquiera que sea el significado que transmita el ejemplo de Sutton Hoo, la «danza ritual no era evidentemente un fenómeno de moda limitado a una época particular, sino que se practicó durante siglos en una forma más o menos inalterada».
Aunque muchos diseños contemporáneos representan danzas rituales, al menos tres ejemplos muestran escenas excepcionalmente similares a la del yelmo de Sutton Hoo y contribuyen a la comprensión de la danza de espadas representada. El mismo diseño —idéntico pero con un tipo diferente de lanzas en la mano, un patrón diferente de vestimenta y la ausencia de lanzas cruzadas detrás de los dos hombres— se encuentra en el yelmo 7 de Valsgärde, mientras que un pequeño fragmento de lámina estampada procedente del túmulo oriental de Gamla Uppsala es «tan parecido en todos los aspectos al guerrero correspondiente del yelmo de Sutton Hoo que a primera vista parece proceder del mismo troquel», e incluso puede haber sido «cortado por el mismo hombre». El tercer diseño similar es una de las cuatro placas de Torslunda, descubierta en Öland, Suecia, en 1870. Esta placa, que está completa y representa una figura con los mismos atributos que en el diseño 1, sugiere la asociación de los hombres del ejemplo de Sutton Hoo con «el culto a Odín». A la figura de Torslunda le falta un ojo, que el escaneo con láser reveló que fue eliminado por un «corte brusco, probablemente en el modelo original utilizado para el molde». También Odín perdió un ojo, lo que evidencia la identificación de la figura de Torslunda con él, y de las figuras de Sutton Hoo como devotos suyos.

### Diseño 2: jinete y guerrero caído

Diseño 2, con elementos conocidos por fragmentos en plata, y elementos reconstruidos en oro

Ocho fragmentos y representaciones comprenden todas las instancias conocidas del segundo diseño, se cree que originalmente apareció doce veces en el yelmo, aunque esto supone que el tercer diseño no identificado, que ocupa uno de los doce paneles, fue un reemplazo de un panel dañado. Suponiendo esto, el diseño ocupaba ocho espacios en la fila inferior del casquete (es decir, todos menos los dos que muestran el diseño 1), y dos paneles, uno encima del otro que se eleva hacia la cresta, en el centro de cada lado. Todos los paneles que muestran el diseño 2 parecen haber sido acuñados con el mismo troquel. El caballo y el jinete se mueven, pues, en el sentido de las agujas del reloj alrededor del yelmo, mirando hacia la parte posterior del yelmo en el lado diestro, y hacia la parte delantera en el lado siniestro.

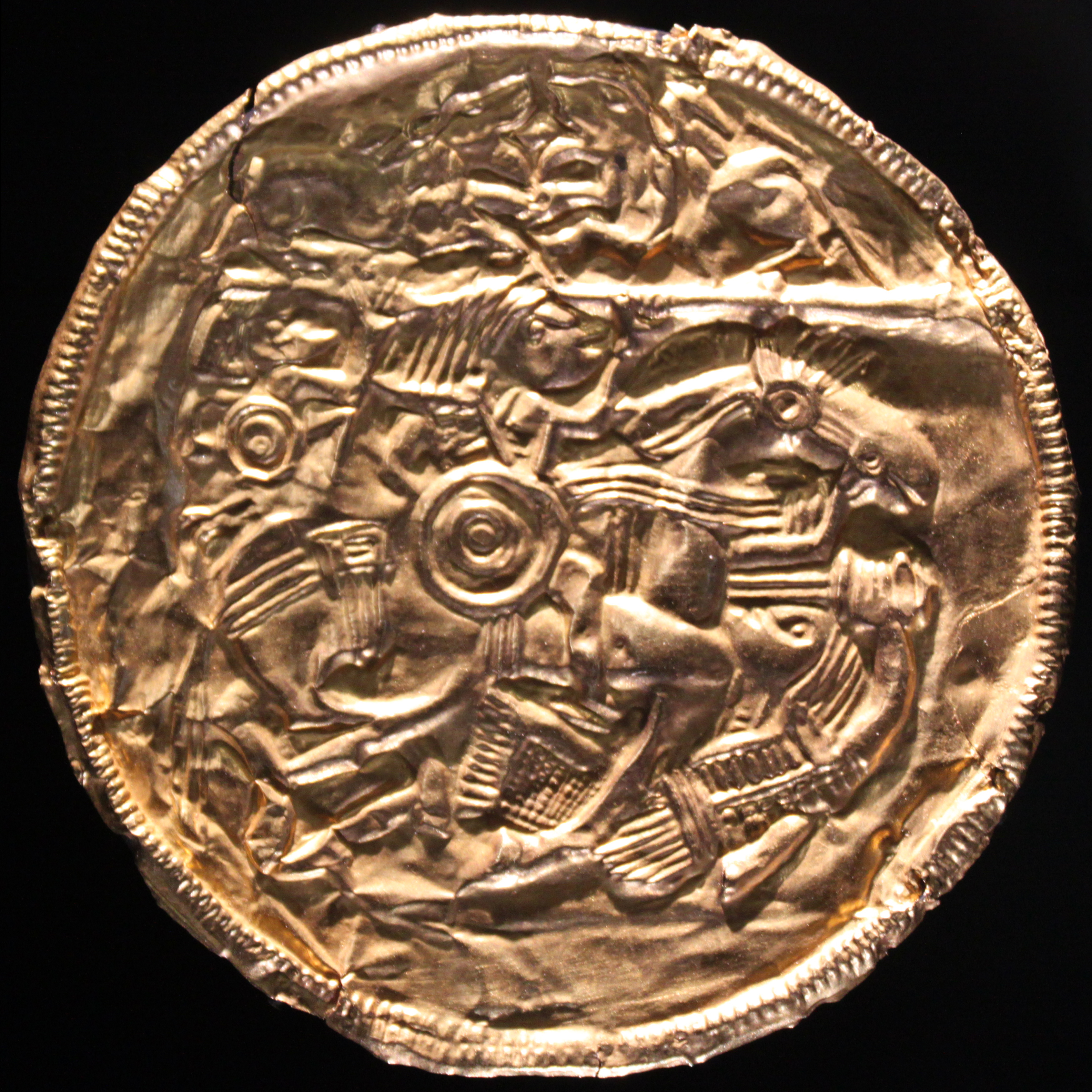
El broche de Pliezhausen muestra una escena casi idéntica al diseño 2

Dado que faltan secciones sustanciales del diseño 2, sobre todo de la «zona central», la reconstrucción se basa en parte en versiones continentales de la misma escena. En particular, se observan escenas similares en los yelmos de Valsgärde 7 y 8, en el yelmo de Vendel 1 y en el broche de Pliezhausen. Esta última pieza, en particular, es completa y casi idéntica al diseño de Sutton Hoo. Aunque es una imagen especular y carece de ciertos detalles representados en el diseño 2, como la espada que lleva el jinete y la vaina que lleva el guerrero caído, sugiere otros detalles, como el pequeño escudo que sostiene la figura arrodillada.
El diseño 2 muestra a un guerrero montado, con la lanza en alto, pisoteando a un enemigo en el suelo. Este se inclina hacia arriba y, agarrando las riendas con la mano izquierda, utiliza la derecha para clavar una espada en el pecho del caballo. Sobre la grupa del caballo se arrodilla una «figura humana diminuta, o al menos antropomorfa». La figura es estilísticamente similar al jinete. Sus brazos y piernas están colocados de forma idéntica y, junto con el jinete, sujeta la lanza con su mano derecha.
Se desconoce la iconografía subyacente al diseño 2. Es posible que derive de los modelos romanos, que con frecuencia representaban imágenes de guerreros pisoteando a los enemigos vencidos. El desarrollo posterior del diseño, que se ha encontrado en Inglaterra, Suecia y Alemania, sugiere que tenía un significado único ampliamente entendido en la tradición germánica. Mientras que los ejemplos romanos muestran a los jinetes en momentos de victoria incondicional, en las representaciones germánicas la escena es ambigua. El simbolismo es confuso, y los elementos de la victoria se combinan con los de la derrota: el jinete dirige su lanza directamente hacia un enemigo invisible, no hacia el enemigo visible en el suelo; aunque el enemigo es pisoteado, el caballo del jinete recibe una herida mortal; y una figura pequeña y posiblemente divina se cierne detrás del jinete, su cuerpo adopta la forma de una esvástica victoriosa mientras parece guiar la lanza. Por lo tanto, el tema general del diseño puede ser el del destino. En este sentido, la figura divina, posiblemente Odín, guía al guerrero en la batalla, pero no le libra completamente de las amenazas mortales a las que se enfrenta. Los propios dioses están sujetos a los caprichos del destino, y solo pueden proporcionar una ayuda limitada contra los enemigos del jinete.

### Dibujo 3: escena figurada no identificada
Siete pequeños fragmentos sugieren una tercera escena figurada en algún lugar del yelmo de Sutton Hoo. Sin embargo, son demasiado pequeños y ambiguos para permitir la reconstrucción de la escena. Su presencia se sugiere «no más de cuatro veces, y tal vez solo una»; dado que otros fragmentos demuestran la presencia del diseño 1 o del diseño 2 en los siete paneles disponibles en el lado siniestro del yelmo, y en los dos paneles más adelantados del lado diestro (además del panel diestro más alto), la colocación del diseño 3 «debe haber ocurrido hacia la parte posterior del yelmo» en el lado diestro.
Lo que queda del diseño 3 puede sugerir que se empleó una «escena de jinete variante» para arreglar los daños de un panel del diseño 2, de forma similar a como probablemente se utilizó en la reparación un diseño único de pressblech en el yelmo de Valsgärde 6. El fragmento (a), por ejemplo, muestra grupos de líneas paralelas en relieve que se corresponden «con cambios de ángulo o dirección en la superficie modelada, que por analogía con las escenas de jinetes de Sutton Hoo y otras en el arte de Vendel, sugieren fuertemente el cuerpo de un caballo». Aunque más pequeño, el fragmento (d) muestra patrones similares y sugiere una interpretación parecida. El fragmento (b), por su parte, muestra «dos líneas concéntricas en relieve separadas por dos milímetros» y «parece ser un segmento del borde de un escudo que tendría el mismo diámetro que el que sostiene el jinete en el diseño 2».
La teoría de que el diseño 3 es un panel de reemplazo obtiene cierto apoyo de los daños hacia la parte posterior del yelmo, pero se contradice con la ubicación del fragmento (c). La cresta, completa a lo largo de 25,5 cm desde la parte delantera a la trasera, falta 2 cm por encima de la cabeza de dragón trasera. Esta cabeza falta en su mayor parte y está ausente en la reconstrucción de 1945-46. Bruce-Mitford considera que estas partes faltantes son un posible indicio de que el yelmo sufrió en algún momento daños que hicieron necesaria la restauración de al menos un panel del diseño 2 con una nueva escena ecuestre. Sin embargo, esta teoría no explica por qué la cresta trasera y la cabeza de dragón no fueron reparadas por sí mismas, y no se ve favorecida por el fragmento (c). Este fragmento es una pieza de borde colocada en la reconstrucción de 1970-71 en la parte posterior dextrógira del yelmo, en la parte inferior izquierda de un panel en el que se espera el diseño 2 o el diseño 3, y sin embargo es «un elemento aislado bastante fuera de contexto con cualquier otro fragmento superviviente y con lo que parece ser el tema del panel del diseño 3». Bruce-Mitford sugiere que, al tratarse de una pieza de borde, puede haber sido originalmente un trozo colocado debajo de otra pieza para rellenar un hueco, ya que es «inexplicable de otro modo».

### Diseño 4: entrelazado grande

Diseño 4

El motivo de entrelazado más grande, que se encuentra en las protecciones de las mejillas, en la protección del cuello y en el casquete craneal, puede reconstruirse por completo. A diferencia de las dos escenas figuradas identificadas, se utilizaron impresiones parciales del diseño 4 además de impresiones completas. Los espacios en blanco del casquete craneal y del protector del cuello, desprovistos de diseños decorativos, permitieron realizar impresiones del diseño 4 casi o totalmente completas. En cambio, en las carrilleras, de forma irregular y totalmente decoradas, los diseños entrelazados aparecen de forma parcial, y a veces lateral.

Diseño 4 coloreado para mostrar las distintas partes: el ojo en naranja, la cabeza en azul, las mandíbulas en rojo, el cuello en rosa, el cuerpo en verde, las caderas en celeste, las piernas en amarillo y los pies en gris

El diseño 4 representa un único animal, o cuadrúpedo, en estilo de cinta, y tiene un borde acanalado en todos los lados. La cabeza del animal está situada en el centro superior del panel. El ojo está definido por dos círculos; el resto de la cabeza, compuesta por dos cintas separadas pero entrelazadas, la rodea. Una tercera cinta, que representa las mandíbulas y la boca, está debajo de la cabeza. A la izquierda, comienza como una pequeña cinta acanalada que desciende en un giro lleno de bolitas, pasa por debajo de sí misma y emerge como una cinta acanalada más grande. En sentido contrario a las agujas del reloj, pasa por encima y luego por debajo de otra cinta que representa el cuerpo, por debajo de ella de nuevo, y luego por encima y por debajo de una de las cintas que representan la cabeza. Sale como una segunda torsión llena de bolitas, forma de nuevo una cinta acanalada y termina en una forma que se asemeja a un pie. Una cuarta cinta, que forma el cuello del animal, parte de la cabeza y se dirige hacia abajo, por debajo y por encima de una cinta que forma una extremidad, y termina en un giro lleno de bolitas, en la esquina inferior derecha, que representa la cadera delantera. De la cadera parten dos extremidades. Una termina inmediatamente en el borde; la segunda discurre hacia arriba como una cinta acanalada, bajo y sobre el cuello, y termina en otra cadera («ilógicamente», según Bruce-Mitford). Otra extremidad corta, llena de bolitas, sale de esta cadera y termina en un pie. El cuerpo del animal, por su parte, está formado por otra cinta de bolitas que une la cadera delantera, en la parte inferior derecha, con la trasera, en la parte superior izquierda. De derecha a izquierda, pasa por debajo, por debajo y por encima de las mandíbulas y la boca, por debajo de una cinta acanalada que representa las patas, y luego conecta con la cadera trasera. La cadera trasera, al igual que la delantera, está conectada a dos extremidades. Una es un pequeño giro lleno de bolitas. La otra se desplaza hacia abajo en forma de cinta acanalada hasta la esquina inferior izquierda, donde termina en otra cadera que se conecta a una extremidad rellena de bolitas, y luego a un pie.
El diseño es representativo de lo que Bernhard Salin denominó Diseño II del estilo animal germánico.

### Diseño 5: entrelazado pequeño

Diseño 5

El diseño de entrelazado más pequeño cubría la máscara facial, se utilizaba de forma destacada en el protector del cuello y rellenaba varios espacios vacíos en los protectores de las mejillas. Es un diseño zoomorfo, como el entrelazado mayor, y muestra «dos animales, al revés e invertidos en relación con el otro, cuyas cabezas giradas hacia atrás se encuentran hacia el centro del panel».

## Función
El yelmo de Sutton Hoo era tanto una pieza funcional de equipo de batalla como un símbolo del poder y el prestigio de su propietario. Habría ofrecido una protección considerable si se utilizaba en la batalla, y como el yelmo anglosajón más rico conocido, indicaba el estatus de su propietario. Como es más antiguo que el hombre con el que fue enterrado, el yelmo pudo haber sido una reliquia, símbolo de las ceremonias de la vida y la muerte de su propietario; además, puede ser un antecedente de las coronas, conocidas en Europa desde aproximadamente el siglo XII, que indican tanto el derecho de un líder a gobernar como su conexión con los dioses.
Se desconoce si el yelmo se usó alguna vez en la batalla, pero aunque está delicadamente ornamentado, habría cumplido bien su función. Aparte de dejar espacios para permitir el movimiento de los hombros y los brazos, el yelmo deja la cabeza de su portador totalmente protegida, y a diferencia de cualquier otro yelmo conocido de su tipo, tiene una máscara facial, un casquete de una sola pieza y un sólido protector de cuello. La cresta de hierro y plata habría ayudado a desviar la fuerza de los impactos que caían, y los agujeros bajo la nariz habrían creado un ambiente transpirable —aunque sofocante— en su interior. Si se aceptan dos hipótesis —que los daños en la parte posterior del yelmo se produjeron antes del entierro y que Redvaldo está correctamente identificado como el propietario del yelmo—, entonces el yelmo puede describirse al menos como uno que sufrió algún grado de uso durante su vida, y que fue propiedad de una persona que entró en batalla.

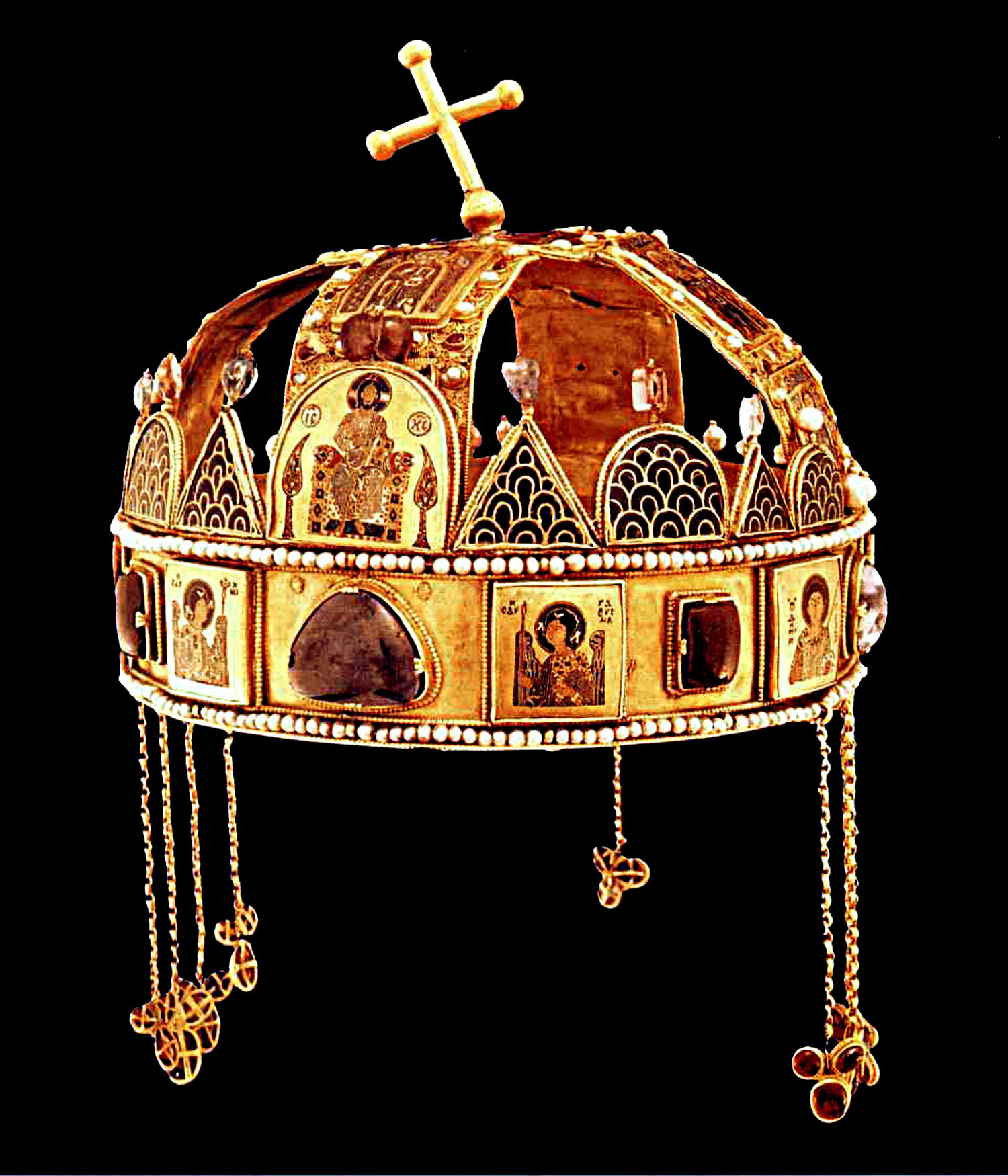
Con una banda en el entrecejo, una banda de la nariz a la nuca y bandas laterales, la corona de San Esteban del tiene una construcción básica similar a la de algunos yelmos anglosajones

Más allá de su propósito funcional, el yelmo de Sutton Hoo habría servido para transmitir el alto estatus de su propietario. Poco más que un casquete de hierro, como los yelmos de Shorwell y Wollaston, sería necesario si solo se buscaba proteger la cabeza. Sin embargo, los yelmos eran objetos de prestigio en la Inglaterra anglosajona, como indican las pruebas arqueológicas, literarias e históricas. Los yelmos son relativamente comunes en Beowulf, un poema anglosajón centrado en la realeza y su entorno aristocrático, pero rara vez se encuentran en la actualidad; solo se conocen seis, a pesar de la excavación de miles de tumbas de la época. En gran medida, esto podría reflejar la escasa supervivencia de los artefactos, o incluso su reconocimiento —el yelmo de Shorwell fue identificado erróneamente al principio como un «recipiente de hierro fragmentado», el yelmo de Wollaston como un cubo, y un casco romano de Burgh Castle como «fragmentos de caldero»—, la extrema escasez sugiere que los yelmos nunca se depositaron en gran número, y que significaban la importancia de quienes los llevaban.
El hecho de que el yelmo de Sutton Hoo tuviera probablemente unos 100 años de antigüedad cuando fue enterrado sugiere que pudo ser una reliquia, una muestra del tesoro real transmitida por otra generación. La misma sugerencia se ha hecho para el escudo del enterramiento, ya que tanto este como el yelmo son objetos de clara influencia sueca. La importancia de los objetos heredados está bien documentada en la poesía; todas las espadas importantes en Beowulf, desde Hrunting hasta Nægling, tienen una historia de este tipo, y el héroe del poema, cuya propia pira está llena de yelmos, utiliza sus últimas palabras para otorgar a su seguidor Wiglaf un collar de oro, una cota de malla y un yelmo dorado. El traspaso del yelmo, de guerrero a guerrero y luego a la tierra, habría sido un símbolo de la ceremonia más amplia del traspaso de títulos y poder, y la elegía final para el hombre enterrado en el túmulo.
El yelmo supera con creces a todos los demás ejemplos conocidos en términos de riqueza. Procede únicamente de un presunto entierro real, en una época en la que la monarquía se definía por el yelmo y la espada. Los yelmos, quizá porque los gobernantes los llevaban con frecuencia, pueden haber llegado a identificarse como coronas. Aunque todavía se desconocen muchas etapas intermedias de la evolución tipológica y funcional, las primeras coronas europeas que se conservan, como la de San Esteban y la de Constanza de Aragón, comparten la misma construcción básica de muchos yelmos, incluido el ejemplo de Coppergate, contemporáneo del de Sutton Hoo: una banda en la frente, una banda de la nariz a la nuca y bandas laterales. El derecho divino a gobernar, o al menos una conexión entre los dioses y el líder —también vista en cascos romanos anteriores, que a veces representaban a los dioses romanos— puede estar implícita en la alteración de la ceja siniestra del yelmo de Sutton Hoo; el aspecto tuerto solo podía ser visible con poca luz, como cuando su portador estaba en un salón, la sede del poder del rey.

## Propietario
Los intentos de identificar a la persona enterrada en el barco funerario han persistido prácticamente desde el momento en que se desenterró la tumba. El candidato preferido, con algunas excepciones cuando se cree que el entierro tuvo lugar más tarde, ha sido Redvaldo; se cree que su reino, Estanglia, tenía su sede en Rendlesham, a 6,8 kilómetros río arriba de Sutton Hoo. Los argumentos a favor de Redvaldo, que no son en absoluto concluyentes, se basan en la datación del enterramiento, la abundancia de riquezas y objetos identificados como regalia y, como correspondía a un rey que mantenía dos altares, la presencia de influencias tanto cristianas como paganas.

### Redvaldo
La escasa información que se conoce sobre el rey Redvaldo de Estanglia, según el historiador anglosajón Simon Keynes, podría caber «en el reverso del proverbial sello de correos». Casi todo lo que está registrado proviene de la Historia ecclesiastica gentis Anglorum del monje benedictino Beda, del siglo VIII, dejando el conocimiento de la vida de Redvaldo, ya escasamente registrado, a merced de cosas como las diferentes interpretaciones de la sintaxis del latín eclesiástico. Beda escribe que Redvaldo era hijo de Totila y nieto de Wuffa, de quien la dinastía Wuffinga de Anglia Oriental derivó su nombre. En sus respectivas obras Flores Historiarum y Chronica Majora, los historiadores del siglo XIII Roger de Wendover y Mateo de París parecen situar la muerte de Totila, y la presunta sucesión simultánea de Redvaldo en el trono, en el año 599, pero por muy razonable que parezca esta fecha, la dificultad demostrada por estos historiadores incluso con las fechas del siglo IX deja un amplio margen para la duda.
Redvaldo habría ascendido al poder al menos en el año 616, fecha en la que Beda lo registra como el levantador de un ejército en nombre de Edwino de Deira y la derrota de Etelfrido en una batalla en la orilla oriental del río Idle. Según Beda, Redvaldo estuvo a punto de aceptar un soborno de Etelfrido para entregar a Edwino, antes de que la esposa de Redvaldo le convenciera de que valorara la amistad y el honor por encima del tesoro. Después de la batalla que siguió, durante la cual Beda dice que el hijo de Redvaldo, Regenhere, fue asesinado, el poder de Redvaldo fue probablemente lo suficientemente importante como para merecer su inclusión en una lista de siete reyes que, según Beda, establecieron un gobierno sobre toda Inglaterra al sur del río Humber, denominado imperium; La Crónica anglosajona del siglo IX amplió la lista de Beda a ocho y aplicó el término bretwalda o brytenwalda, literalmente «gobernante de Gran Bretaña» o «gobernante de los britanos».
Beda registra que Revaldo se convirtió al cristianismo durante un viaje a Kent, solo para ser disuadido por su esposa a su regreso; después mantuvo un templo con dos altares, uno pagano y otro cristiano. En el caso probable de que esto ocurriera durante el gobierno de Ethelberto en Kent, habría sido en algún momento antes de la muerte de Ethelberto alrededor del año 618. La propia muerte de Redvaldo puede fecharse de forma conservadora entre el 616 y el 633 si se utiliza a Beda, cuyas fechas no son incuestionables. Todo lo que sea más específico se basa en fuentes cuestionables posteriores a la conquista. Roger de Wendover afirma, sin atribución, que Redvaldo murió en 624. El Liber Eliensis del siglo XII sitúa la muerte del hijo de Redvaldo, Eorpwald, que para entonces había sucedido a su padre, en el año 627, lo que significa que Redvaldo habría muerto antes. Si nos basamos únicamente en Beda, todo lo que podemos decir es que Redvaldo murió en algún momento entre su derrota de Etelfrido en el río Idle, alrededor del año 616, y el 633, cuando murió Edwin, que después de la muerte de Redvaldo convirtió a Eorpwald al cristianismo.

#### Fecha
Se necesita una fecha precisa para el entierro de Sutton Hoo para cualquier intento creíble de identificar a su homenajeado. Treinta y siete monedas merovingias de oro encontradas junto a los demás objetos ofrecen el medio más objetivo para datar el entierro. Las monedas —además de tres cospeles y dos pequeños lingotes— se encontraron en un monedero y son en sí mismas objetos de gran interés. Hasta 1960, y en gran medida sobre la base de las cronologías numismáticas establecidas durante el siglo XIX, las monedas de Sutton Hoo se databan generalmente entre 650 y 660. Con este rango, el enterramiento se atribuyó de forma variada a monarcas como Æthelhere, Anna, Æthelwold, Sigeberto y Ecgric, todos los cuales gobernaron y murieron en el periodo indicado o en torno a él.
El rango de años propuesto, y en consecuencia las atribuciones regias, fue modificado por estudios posteriores que tomaron la gravedad específica de unas 700 monedas de oro merovingias, que con cierta previsibilidad se acuñaron con pureza decreciente a lo largo del tiempo, para estimar la fecha de una moneda en función de la finura de su oro. Este análisis sugiere que las últimas monedas del monedero fueron acuñadas entre el 613 y el 635 d. C., y muy probablemente más cerca del principio de esta gama que del final. El rango es un terminus post quem tentativo para el enterramiento, antes del cual puede no haber tenido lugar; en algún momento posterior, tal vez después de un periodo de años, las monedas fueron recogidas y enterradas. Estas fechas son en general coherentes, pero no exclusivas, con Redvaldo.

#### Regalia
La presencia de objetos identificados como regalia se ha utilizado para apoyar la idea de que el enterramiento conmemora a un rey. Es probable que algunas joyas tuvieran un significado más allá de su riqueza. Los broches de los hombros sugieren un atuendo ceremonial. El peso de la gran hebilla de oro es comparable al precio pagado en recompensa por la muerte de un noble; su portador llevaba, por tanto, el precio de la vida de un noble en su cinturón, una muestra de impunidad que podría asociarse a pocos más que a un rey. El yelmo muestra tanto la riqueza como el poder, con una modificación en la ceja siniestra que vincula sutilmente al portador con el dios nórdico tuerto Odín. Otros dos objetos, una varita y una piedra de afilar, no muestran ningún propósito práctico, pero pueden haber sido percibidos como instrumentos de poder. La llamada varita, que solo se conserva como una tira de oro y granate de 96 mm con un anillo en la parte superior, monturas asociadas y restos de materia orgánica que puede haber sido madera, marfil o hueso, no tiene ningún uso discernible, sino como símbolo del cargo. Por otro lado, la piedra de afilar es teóricamente funcional como piedra de afilar, pero no muestra ninguna evidencia de tal uso. Su delicada ornamentación, que incluye una cabeza tallada con un ojo modificado, paralela a la posible alusión a Odín en el yelmo, sugiere que también era un objeto ceremonial, y se ha identificado provisionalmente como un cetro.

#### Sincretismo
La presencia de objetos con significado tanto cristiano como pagano ha aportado más pruebas de la asociación del entierro con Redvaldo. El enterramiento es, en la mayoría de los aspectos, eminentemente pagano; como enterramiento de un barco, es la manifestación de una práctica pagana anterior a la reintroducción gregoriana del cristianismo en Gran Bretaña, y puede haber servido como rechazo implícito al cristianismo franco invasor. Sin embargo, hay tres grupos de objetos que tienen una clara influencia cristiana: dos vainas, diez cuencos de plata y dos cucharas de plata. Los cuencos y las vainas presentan cruces, los primeros con un repoussé y los segundos con un cloisonné. Las cucharas están aún más estrechamente relacionadas con la Iglesia católica, ya que llevan inscritos los nombres ΠΑΥΛΟΣ (Paulos) y ΣΑΥΛΟΣ (Saulos) —o tal vez ambos ΠΑΥΛΟΣ, ya que la primera letra de esta última inscripción puede haber sido hecha por error— y están precedidas por una cruz. Aunque no sean cucharas bautismales, ya que Saulo era el nombre de Pablo el Apóstol antes de su conversión —una teoría que se ha relacionado con la conversión de Redvaldo en Kent—, están inequívocamente asociadas al cristianismo.

### Otros
Puede que Redvaldo sea el nombre más fácil de relacionar con el barco funerario de Sutton Hoo, pero a pesar de todos los intentos por hacerlo, estos argumentos se han esgrimido con más vigor que persuasión. El deseo de relacionar un entierro con un nombre conocido, y famoso, supera las pruebas. El entierro es ciertamente una muestra conmemorativa de riqueza y poder, pero no necesariamente conmemora a Redvaldo, o a un rey; teóricamente, el barco funerario podría haber sido incluso una ofrenda votiva. Los argumentos a favor de Redvaldo dependen en gran medida de la datación de las monedas, aunque la datación actual solo es precisa en dos décadas, y las cronologías de las monedas merovingias ya han variado anteriormente.
Los argumentos a favor de Redvaldo dependen de la suposición de que las concepciones modernas de la riqueza y el poder de la Edad Media son exactas. La riqueza del enterramiento de Sutton Hoo es sorprendente porque no hay paralelos contemporáneos, pero la falta de paralelos podría ser una peculiaridad de la supervivencia tanto como podría ser un indicador de la riqueza de Redvaldo. Muchos otros túmulos anglosajones han sido arados o saqueados, por lo que, al igual que se sabe poco sobre la realeza contemporánea, también se sabe poco sobre las tumbas reales contemporáneas; si los objetos denominados regalia tenían algún significado especial, podría haber sido religioso en lugar de real, y si algo se sabe de las tumbas reales es que las tumbas incluso de los simples ricos contenían riquezas que cualquier rey estaría encantado de poseer. Resulta difícil distinguir entre las tumbas de los caciques, los regentes, los reyes y los arribistas en busca de estatus. Cuando Mul de Kent, el hermano del rey Cædwalla de Wessex, fue asesinado en 687, el precio pagado en recompensa fue equivalente a un wergeld del rey. Si las vidas de un rey y de su hermano fueran iguales, sus tumbas serían igualmente difíciles de distinguir.
Por tanto, Redvaldo sigue siendo una identificación posible pero incierta. Como escribió el antiguo director del Museo Británico, David Mackenzie Wilson, aunque Redvaldo puede haber sido enterrado en Sutton Hoo, «la palabra puede debería acompañar a cualquier identificación de Redvaldo. Después de todo, puede o incluso podría ser Sigeberto, que murió a principios de la década de 630, o podría ser su hermano ilegítimo si tenía uno (y la mayoría lo tenía), o cualquier otro gran hombre de Anglia Oriental desde 610 hasta 650».

## Contexto y paralelismos
Único en muchos aspectos, el yelmo de Sutton Hoo está sin embargo inextricablemente ligado a sus contextos anglosajón y escandinavo. Es uno de los seis únicos yelmos anglosajones conocidos, junto con los encontrados en Benty Grange, Coppergate, Wollaston, Shorwell y Staffordshire, pero su carácter es más parecido al de los de Vendel y Valsgärde. Al mismo tiempo, el yelmo comparte paralelos «consistentes e íntimos» con los caracterizados en la epopeya anglosajona Beowulf, y, como el barco funerario de Sutton Hoo en su conjunto, ha tenido un profundo impacto en la comprensión moderna del poema.

### Yelmos
Dentro del corpus de yelmos de los siglos VI y VII, el yelmo de Sutton Hoo se clasifica a grandes rasgos como «yelmo con cresta», distinto de los spangenhelm y lamellenhelm continentales. 50 yelmos se clasifican así, aunque apenas se pueden reconstruir más de una docena y unos pocos están tan degradados que no son indiscutiblemente de yelmos. Salvo un fragmento atípico encontrado en Kiev, todos los yelmos con cresta proceden de Inglaterra o Escandinavia.
De los yelmos con cresta, el de Sutton Hoo pertenece a la clase de Vendel y Valsgärde, que a su vez derivan de los cascos de infantería y caballería romanos de los talleres constantinianos de los siglos IV y V. Se encontraron yelmos en las tumbas 1, 12 y 14 de Vendel (además de yelmos parciales en las tumbas 10 y 11), y en las tumbas 5, 6, 7 y 8 de Valsgärde. El ejemplo de Sutton Hoo comparte similitudes en el diseño, aunque «es más rico y de mayor calidad» que sus análogos escandinavos; sus diferencias pueden reflejar su fabricación para alguien de mayor estatus social, o su mayor proximidad temporal a los cascos romanos precedentes.
| Yelmo          | Ubicación                                            | Completitud             | Referencias                                                                             |
| -------------- | ---------------------------------------------------- | ----------------------- | --------------------------------------------------------------------------------------- |
| Sutton Hoo     | Inglaterra: Sutton Hoo, Suffolk                      | Yelmo                   |                                                                                         |
| Coppergate     | Inglaterra: York                                     | Yelmo                   |                                                                                         |
| Benty Grange   | Inglaterra: Derbyshire                               | Yelmo                   |                                                                                         |
| Wollaston      | Inglaterra: Wollaston, Northamptonshire              | Yelmo                   | [ 386 ] [ 387 ] [ 388 ] [ 389 ] [ 390 ] [ 391 ] [ 392 ] [ 393 ] [ 394 ] [ 395 ]         |
| Staffordshire  | Inglaterra: Staffordshire                            | Yelmo                   | [ 396 ] [ 397 ] [ 398 ]                                                                 |
| Guilden Morden | Inglaterra: Guilden Morden, Cambridgeshire           | Fragmento (jabalí)      | [ 399 ] [ 400 ] [ 401 ] [ 402 ] [ 403 ] [ 404 ] [ 405 ]                                 |
| Caenby         | Inglaterra: Caenby, Lincolnshire                     | Fragmento (lámina)      | [ 406 ] [ 407 ] [ 408 ] [ 409 ] [ 410 ] [ 411 ] [ 412 ] [ 368 ] [ 403 ] [ 413 ]         |
| Rempstone      | Inglaterra: Rempstone, Nottinghamshire               | Fragmento (cresta)      | [ 414 ] [ 403 ] [ 404 ]                                                                 |
| Asthall        | Inglaterra: Asthall, Oxfordshire                     | Fragmentos (lámina)     | [ 415 ] [ 416 ] [ 417 ] [ 411 ] [ 418 ] [ 368 ] [ 419 ] [ 420 ]                         |
| Icklingham     | Inglaterra: Icklingham, Suffolk                      | Fragmento (cresta)      | [ 421 ] [ 373 ] [ 403 ] [ 404 ]                                                         |
| Horncastle     | Inglaterra: Horncastle, Lincolnshire                 | Fragmento (cresta)      | [ 422 ] [ 423 ]                                                                         |
| Tjele          | Dinamarca: Tjele, Jutlandia                          | Fragmento (cejas/nariz) | [ 424 ] [ 425 ] [ 426 ] [ 427 ] [ 428 ] [ 412 ] [ 429 ] [ 430 ]                         |
| Gevninge       | Dinamarca: Gevninge, Lejre, Selandia                 | Fragmento (ojo)         | [ 431 ] [ 432 ] [ 433 ] [ 434 ]                                                         |
| Gjermundbu     | Noruega: Norderhov, Buskerud                         | Yelmo                   | [ 435 ] [ 384 ] [ 436 ] [ 437 ] [ 438 ] [ 439 ] [ 440 ]                                 |
| Øvre Stabu     | Noruega: Øvre Stabu, Toten, Oppland                  | Fragmento (cresta)      | [ 441 ] [ 384 ] [ 442 ] [ 375 ] [ 443 ] [ 373 ]                                         |
| By             | Noruega: By, Løten, Hedmarken                        | Fragmento               | [ 444 ] [ 442 ] [ 373 ] [ 443 ]                                                         |
| Vestre Englaug | Noruega: Vestre Englaug, Løten, Hedmarken            | Fragmento               | [ 445 ] [ 446 ] [ 447 ] [ 448 ] [ 444 ] [ 442 ] [ 449 ] [ 373 ]                         |
| Nes            | Noruega: Nes, Kvelde, Vestfold                       | Fragmento               | [ 450 ] [ 447 ] [ 442 ] [ 449 ] [ 373 ]                                                 |
| Lackalänga     | Suecia                                               | Fragmento               |                                                                                         |
| Suecia         | Suecia: ubicación desconocida (posiblemente central) | Fragmento (cresta)      | [ 451 ] [ 452 ] [ 453 ] [ 454 ]                                                         |
| Solberga       | Suecia: Askeby, Östergötland                         |                         |                                                                                         |
| Gunnerstad     | Suecia: Gamleby, Småland                             | Fragmentos              |                                                                                         |
| Prästgården    | Suecia: Prästgården, Timrå, Medelpad                 | Fragmentos (cresta)     | [ 256 ] [ 452 ] [ 368 ] [ 455 ]                                                         |
| Vendel I       | Suecia: Vendel, Uppland                              | Yelmo                   |                                                                                         |
| Vendel X       | Suecia: Vendel, Uppland                              | Fragmentos (cresta)     | [ 456 ] [ 457 ] [ 458 ] [ 453 ] [ 459 ] [ 375 ] [ 368 ]                                 |
| Vendel XI      | Suecia: Vendel, Uppland                              | Fragmentos              | [ 460 ] [ 461 ] [ 447 ] [ 462 ] [ 453 ] [ 463 ] [ 375 ] [ 454 ]                         |
| Vendel XII     | Suecia: Vendel, Uppland                              | Yelmo                   |                                                                                         |
| Vendel XIV     | Suecia: Vendel, Uppland                              | Yelmo                   |                                                                                         |
| Valsgärde 5    | Suecia: Valsgärde, Uppland                           | Yelmo                   |                                                                                         |
| Valsgärde 6    | Suecia: Valsgärde, Uppland                           | Yelmo                   |                                                                                         |
| Valsgärde 7    | Suecia: Valsgärde, Uppland                           | Yelmo                   |                                                                                         |
| Valsgärde 8    | Suecia: Valsgärde, Uppland                           | Yelmo                   |                                                                                         |
| Gamla Uppsala  | Suecia: Gamla Uppsala, Uppland                       | Fragmentos (lámina)     | [ 464 ] [ 465 ] [ 466 ] [ 467 ] [ 468 ] [ 469 ] [ 368 ] [ 470 ]                         |
| Ultuna         | Suecia: Ultuna, Uppland                              | Yelmo                   |                                                                                         |
| Vaksala        | Suecia: Vaksala, Uppland                             | Fragmentos              | [ 471 ] [ 472 ]                                                                         |
| Vallentuna     | Suecia: Vallentuna, Uppland                          | Fragmentos              | [ 473 ] [ 452 ] [ 368 ]                                                                 |
| Landshammar    | Suecia: Landshammar, Spelvik, Södermanland           | Fragmentos              |                                                                                         |
| Lokrume        | Suecia: Lokrume, Gotland                             | Fragmento               | [ 474 ] [ 475 ] [ 476 ] [ 477 ] [ 478 ] [ 452 ] [ 479 ] [ 480 ] [ 481 ] [ 482 ] [ 483 ] |
| Broe           | Suecia: Högbro Broe, Halla, Gotland                  | Fragmentos              | [ 484 ] [ 485 ] [ 486 ] [ 487 ] [ 488 ] [ 489 ] [ 477 ] [ 452 ] [ 490 ]                 |
| Gotland (3)    | Suecia: Endrebacke, Endre, Gotland                   | Fragmento               |                                                                                         |
| Gotland (4)    | Suecia: Barshaldershed, Grötlingbo, Gotland          | Fragmento (¿cresta?)    | [ 491 ] [ 487 ] [ 492 ] [ 453 ] [ 159 ] [ 469 ] [ 493 ]                                 |
| Hellvi         | Suecia: Hellvi, Gotland                              | Fragmentos (ceja)       | [ 494 ] [ 495 ] [ 496 ] [ 497 ] [ 498 ] [ 439 ] [ 493 ] [ 499 ]                         |
| Gotland (6)    | Suecia: desconocida, Gotland                         | Fragmento               |                                                                                         |
| Gotland (7)    | Suecia: Hallbjens, Lau, Gotland                      | Fragmentos              | [ 500 ] [ 495 ] [ 501 ] [ 453 ] [ 159 ] [ 469 ] [ 493 ]                                 |
| Gotland (8)    | Suecia: desconocida, Gotland                         | Fragmento (cresta)      | [ 502 ] [ 495 ] [ 503 ] [ 159 ] [ 469 ] [ 493 ]                                         |
| Gotland (9)    | Suecia: Grötlingbo (?), Gotland                      | Fragmento (cresta)      | [ 504 ] [ 495 ] [ 505 ] [ 159 ] [ 469 ] [ 493 ]                                         |
| Gotland (10)   | Suecia: Gudings, Vallstena, Gotland                  | Fragmento (cresta)      | [ 506 ] [ 495 ] [ 507 ] [ 159 ] [ 469 ] [ 493 ]                                         |
| Gotland (11)   | Suecia: Kvie y Allekiva, Endre, Gotland              | Fragmento (cresta)      | [ 508 ] [ 495 ] [ 509 ] [ 159 ] [ 469 ] [ 493 ]                                         |
| Uppåkra        | Suecia: Uppåkra, Escania                             | Fragmento (ceja/jabalí) | [ 510 ] [ 511 ] [ 512 ] [ 513 ] [ 432 ] [ 514 ] [ 515 ]                                 |
| Desjatinna     | Ucrania: Kiev                                        | Fragmento (ceja/nariz)  | [ 516 ] [ 517 ]                                                                         |

#### Anglosajón
Aunque el yelmo de Staffordshire, que está siendo investigado y reconstruido, podría estar más estrechamente relacionado, los otros cuatro yelmos anglosajones conocidos solo comparten detalles menores en la decoración y pocas similitudes en la construcción con el ejemplo de Sutton Hoo. En cuanto a la construcción, las protecciones de las mejillas y la cresta lo relacionan con sus contemporáneos anglosajones, pero sigue siendo el único yelmo que tiene una máscara facial, una protección fija para el cuello o un casquete de una sola pieza de metal. Desde el punto de vista decorativo, está vinculado por sus elaboradas cejas, motivos de jabalí e incrustaciones de hilo, pero no tiene parangón en cuanto a su amplia ornamentación y patrones pressblech. Las similitudes probablemente reflejen «un conjunto de motivos decorativos tradicionales más o menos estables durante un largo periodo de tiempo»; las diferencias pueden simplemente poner de manifiesto la disparidad entre los yelmos reales y los patricios, o pueden indicar que el yelmo de Sutton Hoo era más un producto de sus progenitores romanos que de sus homólogos anglosajones.
La principal similitud estructural entre el yelmo de Sutton Hoo y otros yelmos anglosajones radica en la presencia de protecciones en las mejillas, una característica que comparten los cascos de Coppergate, Wollaston y Staffordshire, pero que generalmente falta en sus homólogos escandinavos. Por lo demás, la construcción del yelmo de Sutton Hoo se distingue en gran medida de todos los demás ejemplos anglosajones. Su casquete es único, ya que está hecho de una sola pieza de hierro. Los casquetes de los demás yelmos estaban compuestos por al menos ocho piezas. En los yelmos de hierro de Coppergate, Shorwell y Wollaston, la banda de la frente estaba unida por una banda de la nariz a la nuca, dos bandas laterales y cuatro placas de relleno, mientras que el yelmo de Benty Grange estaba construido tanto de hierro como de cuerno. La banda de la frente estaba unida por bandas de nariz a nuca y de oreja a oreja y por cuatro tiras que subdividían los cuadrantes resultantes en octavos. Ocho piezas de cuerno rellenaban los ocho espacios abiertos, y cada una de las ocho uniones estaba cubierta por una tira adicional de cuerno. El yelmo de Sutton Hoo es el único yelmo anglosajón conocido que tiene una máscara en la cara o una protección fija en el cuello; los yelmos de Coppergate y Benty Grange, los únicos que conservan alguna forma de protección en el cuello, utilizaban almófar y cuerno, respectivamente, y junto con el yelmo de Wollaston protegían la cara mediante el uso de bandas de la nariz a la nuca alargadas para formar nasales.
Las similitudes decorativas entre el yelmo de Sutton Hoo y sus contemporáneos anglosajones son marginales, cuando no sustanciales. Los yelmos de Wollaston y Shorwell fueron diseñados para su uso más que para su exhibición; el segundo era casi totalmente utilitario, mientras que el primero, «un yelmo de combate escasamente decorado», solo contaba con una cresta de jabalí y conjuntos de líneas incisas a lo largo de sus bandas como decoración. Su cresta de jabalí es paralela a la del yelmo de Benty Grange, cuyos ojos están hechos de granates «engastados en cuencas de oro con bordes de filigrana...y con vástagos de oro huecos...que se hundían en un agujero» en la cabeza. Aunque superficialmente son similares a los granates y las incrustaciones de alambre del yelmo de Sutton Hoo, las técnicas empleadas para combinar el granate, el oro y la filigrana son de mayor complejidad, más indicativas del trabajo germánico. El yelmo de Coppergate presenta más similitudes con el de Sutton Hoo. Presenta una cresta y cejas, ambas trazadas de una manera que puede reflejar «reminiscencias o imitaciones de incrustaciones de alambre reales» similares a las del yelmo de Sutton Hoo. Las cejas y las crestas de ambos yelmos terminan además en cabezas de animales, aunque de forma menos intrincada en el yelmo de Coppergate, donde adoptan una forma más bidimensional. Estas similitudes son probablemente indicativas de «un conjunto de motivos decorativos tradicionales más o menos estables durante un largo periodo de tiempo», más que de una relación significativa entre los dos yelmos. En comparación con el «austero latón sobre el hierro del yelmo de Coppergate», el yelmo de Sutton Hoo, cubierto de diseños pressblech estañados y adornado además con granates, dorados e incrustaciones de hilos de plata, irradia «un rico efecto policromático». Su aspecto es sustancialmente más similar al del yelmo de Staffordshire, que, aunque todavía está en proceso de conservación, tiene «un par de piezas en las mejillas fundidas con intrincados diseños dorados entrelazados junto con una posible cresta dorada y terminales asociados». Al igual que el casco de Sutton Hoo, estaba cubierto de láminas prensadas, incluyendo un motivo de jinete y guerrero tan similar al diseño 3 como para haber sido tomado inicialmente por el mismo diseño.

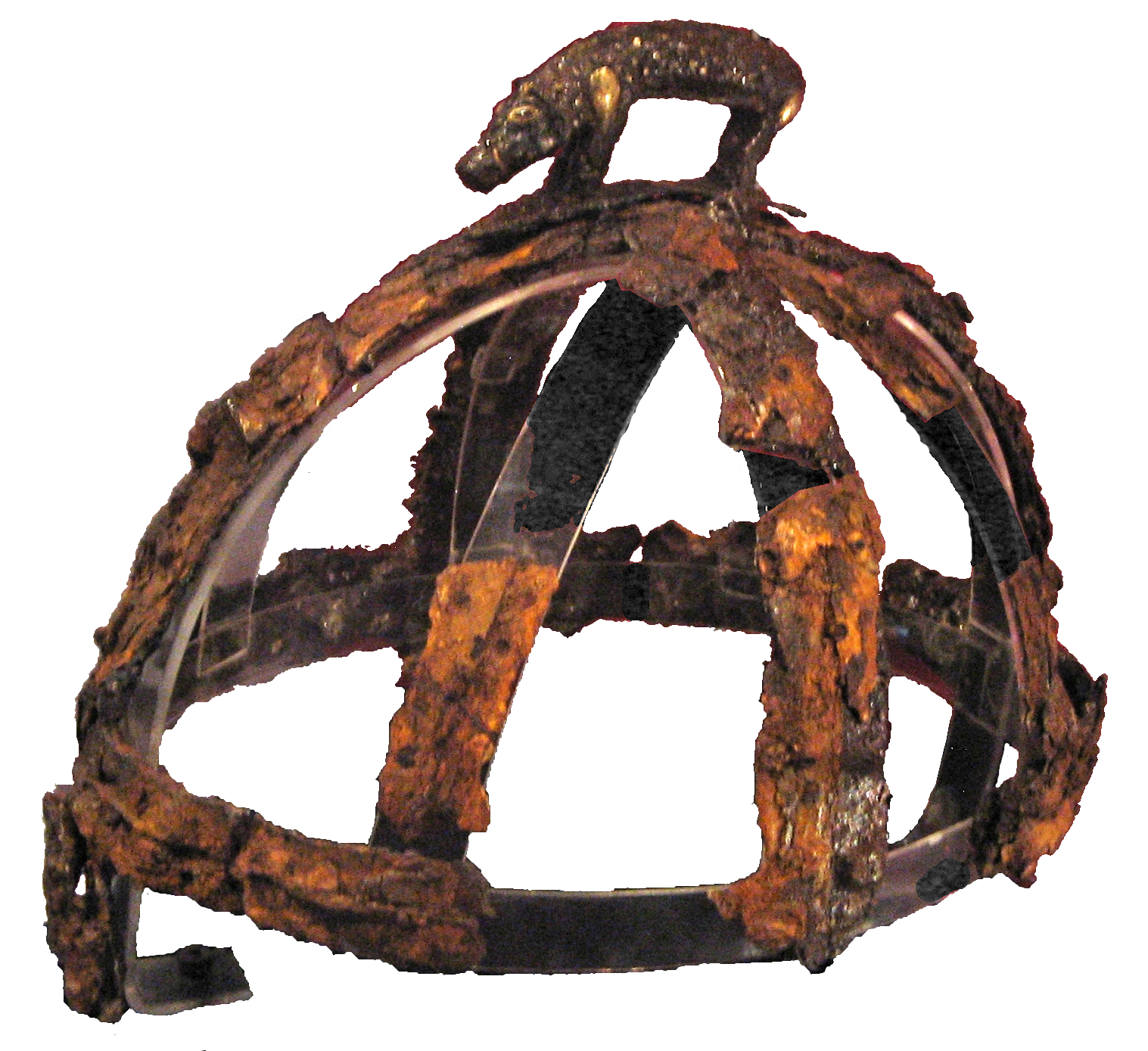
Benty Grange
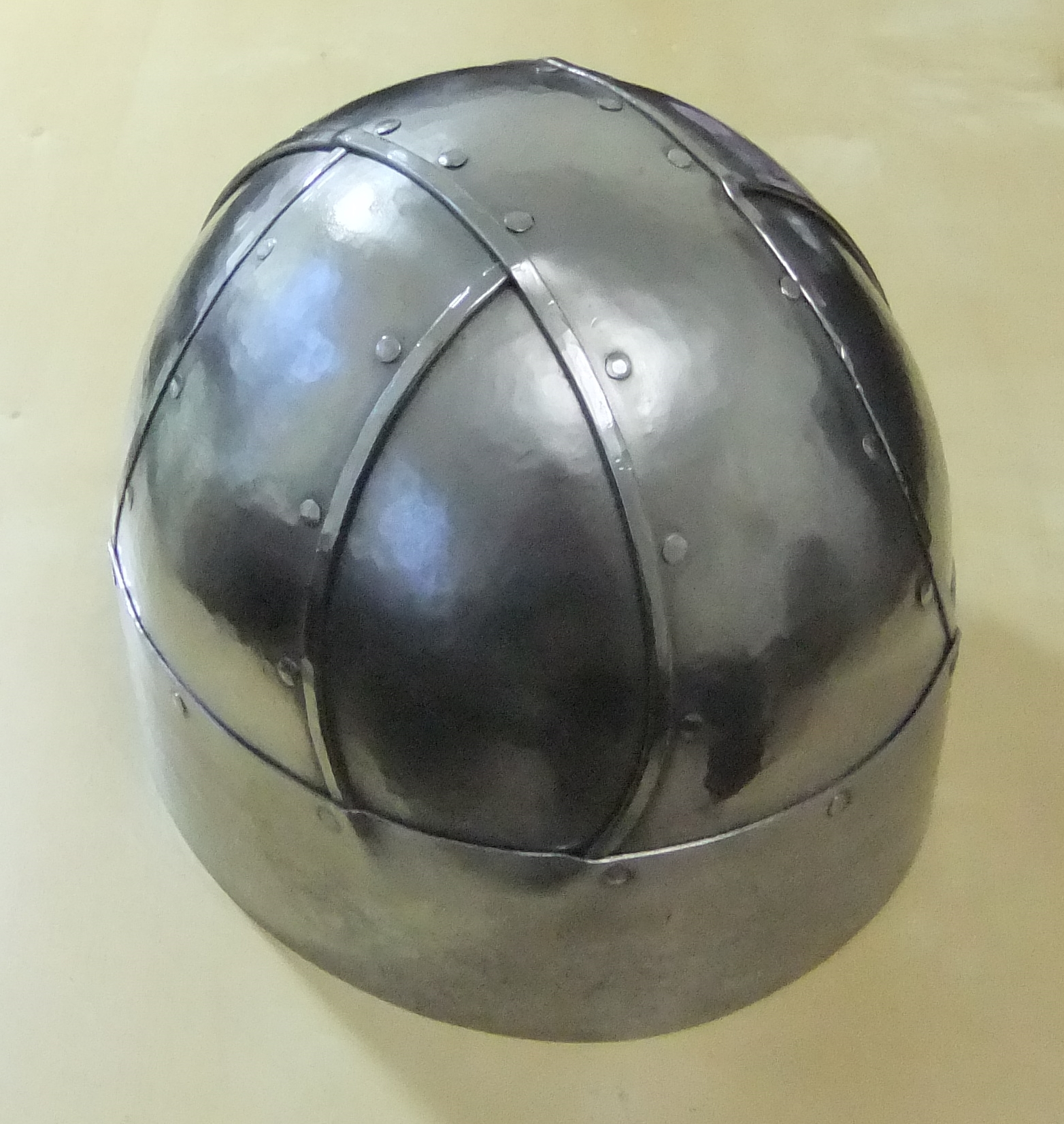
Shorwell
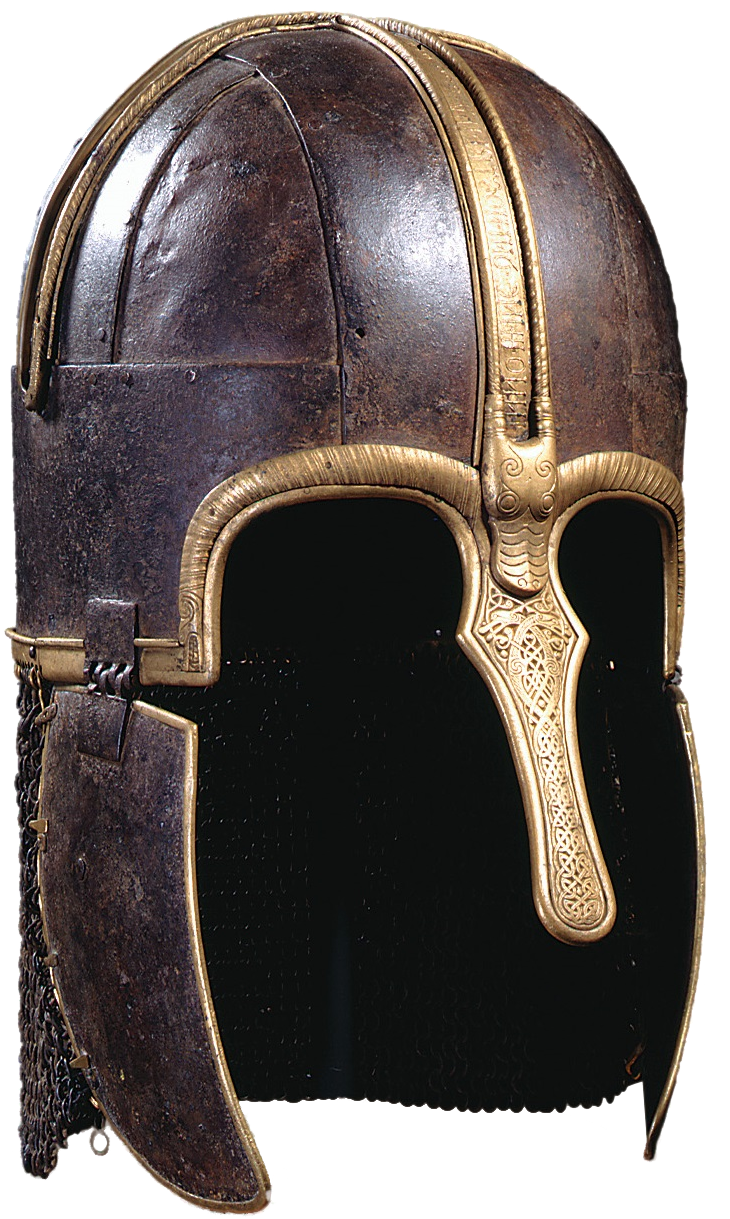
Coppergate
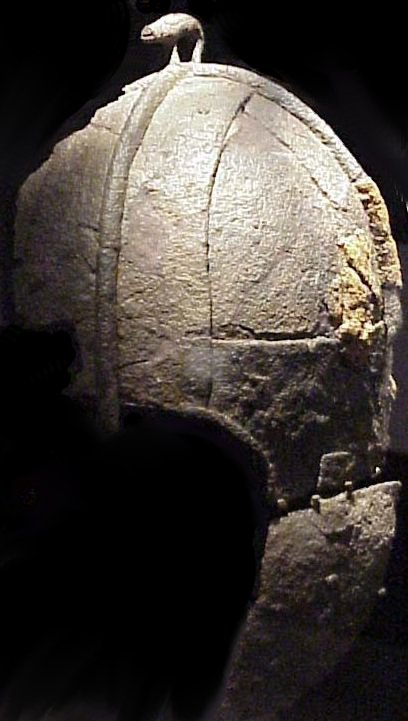
Wollaston
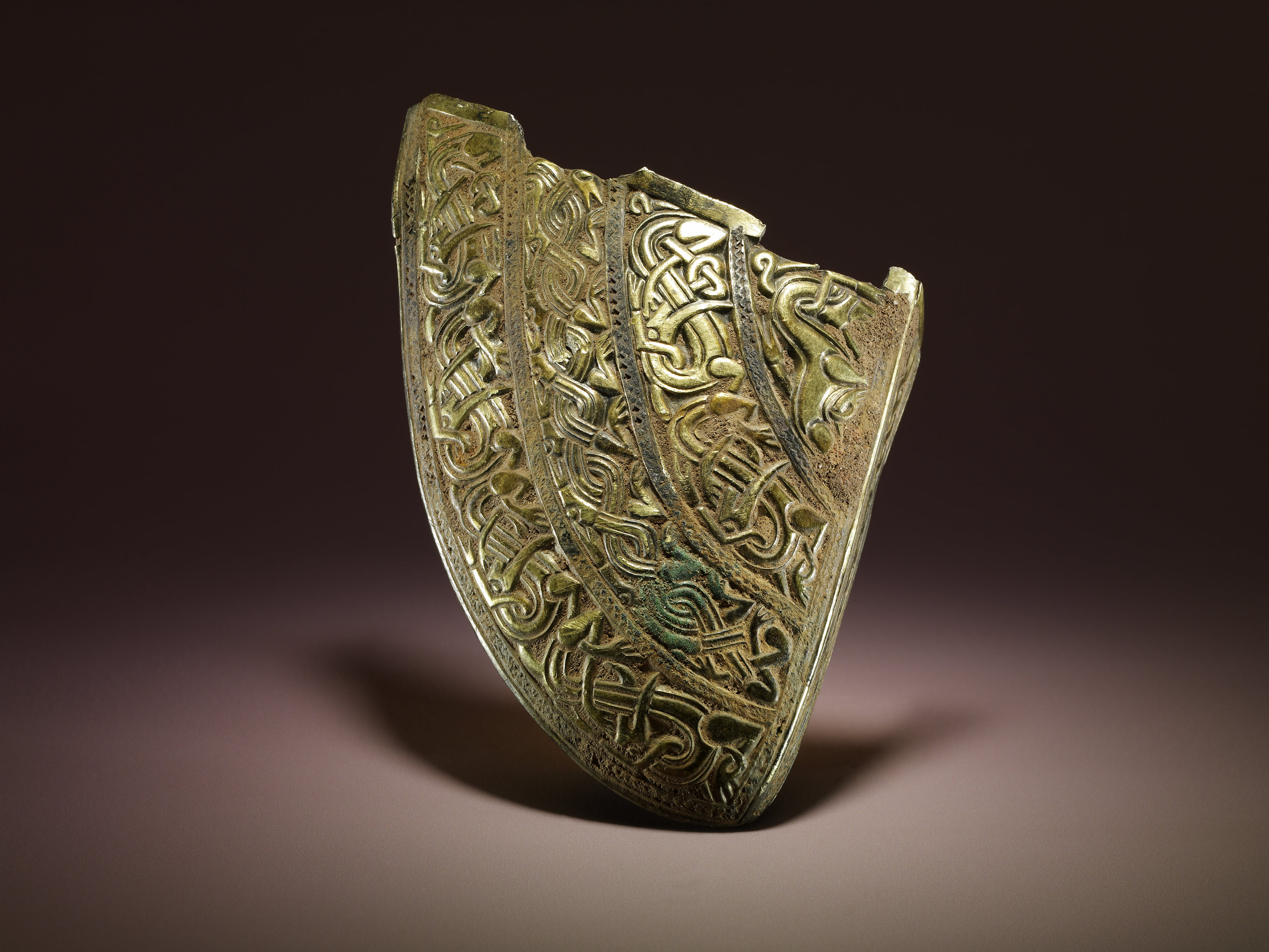
Staffordshire

#### Escandinavo
Las diferencias significativas en la construcción de los yelmos de Sutton Hoo y de los escandinavos contradicen las similitudes en sus diseños. Los yelmos escandinavos que se pueden restaurar estaban construidos de forma más sencilla que el de Sutton Hoo. Ninguno tiene una máscara facial, un protector de cuello sólido o un casquete hecho de una sola pieza de metal, y solo dos tienen protectores de mejillas. Los protectores del cuello «parecen haber sido, sin excepción, tiras de hierro o cortinillas de malla protectoras». Los yelmos de Ultuna, Vendel 14 y Valsgärde 5 utilizaban tiras de hierro como protección del cuello; cinco tiras colgaban de la parte posterior de las bandas de la frente de Vendel 14 y Valsgärde 5, y aunque solo se conservan dos tiras del yelmo de Ultuna, otras habrían colgado junto a ellas. El almófar se utilizaba en los yelmos restantes, de Valsgärde 6, 7 y 8, y de Vendel 1 y 12. Los restos fragmentarios de Vendel 10 y 11, y de Solberga, también sugieren el uso de almófar. En cuanto a la protección de las mejillas, solo dos yelmos tenían algo más que continuaciones del almófar o tiras de hierro utilizadas para proteger el cuello. El yelmo de Vendel 14 tenía protecciones en las mejillas, pero «una versión diferente hacia adelante en la cara» de las del yelmo de Sutton Hoo. Aunque no son totalmente reconstruibles, los fragmentos del yelmo de Broe sugieren una configuración similar a la del yelmo de Vendel 14. Por último, los casquetes de los yelmos escandinavos, que varían mucho, comparten una característica: ninguno es similar al del yelmo de Sutton Hoo. La forma básica de los yelmos de Vendel, Valsgärde, Ultuna y Broe comenzaba con una banda en la frente y otra en la nariz. El yelmo de Ultuna tenía los lados rellenos con tiras de hierro enrejadas, mientras que cada lado del yelmo de Valsgärde 8 estaba rellenado con seis tiras paralelas que iban desde la banda de la frente hasta la marca de la nariz a la nuca. Los cuatro yelmos restantes —excepto los de Vendel 1 y 10, y el de Broe, que están demasiado fragmentados para determinar su construcción exacta— empleaban dos bandas laterales y rellenos seccionales. El yelmo de Vendel 14 tenía ocho placas de relleno, una rectangular y otra triangular por cuadrante; el de Valsgärde 7 utilizaba cuatro placas de relleno, una para cada cuadrante; el de Valsgärde 6 también utilizaba rellenos idénticos para cada cuadrante, pero con tiras de hierro en forma de Y «elaboradas» que creaban un efecto enrejado; y el ejemplo de Valsgärde 5 rellenaba los dos cuadrantes posteriores con tiras de hierro enrejadas, y los dos cuadrantes anteriores con una sección rectangular de trabajo enrejado y una placa triangular.
Las similitudes decorativas e iconográficas entre los yelmos de Sutton Hoo y los escandinavos son notables; son tan pronunciadas que han ayudado a reconstruir la imaginería propia del yelmo de Sutton Hoo y han fomentado la idea de que el yelmo fue fabricado en Suecia, no en la Inglaterra anglosajona. Su cresta y sus cejas ornamentadas son paralelas a las de los diseños escandinavos, algunos de los cuales replican o imitan sus incrustaciones de hilo de plata; los granates adornan los yelmos de Sutton Hoo y Valsgärde 7; y los diseños pressblech que cubren los yelmos de Sutton Hoo y los escandinavos son a la vez omnipresentes e iconográficamente entrelazados. Aunque los yelmos anglosajones y escandinavos tienen casi de forma general crestas, de ahí su clasificación como «yelmos con cresta», las incrustaciones de hilos en la cresta de Sutton Hoo encuentran su paralelo más cercano en las «crestas de yelmos de tipo Veldel en las que tales patrones de incrustación de hilos son imitados en fundición o grabado». Así, las crestas de los yelmos de Vendel 1 y 12 tienen chevrones que imitan las incrustaciones de Sutton Hoo, al igual que el yelmo de Ultuna y todos los de Valsgärde, así como los fragmentos de Vendel 11 y de Suecia central. Las cejas de los yelmos escandinavos están aún más estrechamente vinculadas, ya que las del yelmo de Broe tienen incrustaciones de hilos de plata, mientras que el fragmento de yelmo de Lokrume tiene incrustaciones o sobrecosturas de plata. Incluso las cejas sin plata suelen estar adornadas. Las cejas de Valsgärde 8, Vendel 1 y Vendel 10 tienen chevrones siguiendo el mismo patrón que sus crestas, y aunque carece de una cresta tan elaborada, el yelmo de Vendel 14 también tiene conjuntos de líneas paralelas grabadas longitudinalmente en las cejas; la única ceja encontrada en Hellvi está decorada de forma similar. Los que carecen de chevrones —los hallazgos singulares de Uppåkra y Gevninge, además de los yelmos de Valsgärde 5, 6 y 7— siguen estando muy decorados, y las cejas de Valsgärde 7 con incrustaciones de granate son el único paralelo conocido a las de Sutton Hoo.
En todos estos aspectos decorativos, dos yelmos escandinavos, el de Valsgärde 7 y el de Gamla Uppsala, son singularmente similares al ejemplo de Sutton Hoo. La cresta de Valsgärde 7 tiene un «ornamento de chevrón fundido»; el yelmo «está enjoyado, como el de Sutton Hoo, pero muestra un mayor uso de granates»; y contiene motivos figurados y entrelazados pressblech, incluyendo versiones de los dos diseños figurados utilizados en el yelmo de Sutton Hoo. A diferencia de este, el diseño del jinete y el guerrero caído de Valsgärde 7 se realizó con dos troqueles, de modo que los de los lados diestro y siniestro se ven en movimiento hacia el frente, y contienen algunos «elementos diferentes y adicionales». La versión de Valsgärde 7 del diseño de los guerreros danzantes, sin embargo, contiene «solo [una] diferencia iconográfica importante», la ausencia de dos lanzas cruzadas detrás de los dos hombres. Las escenas son tan similares que solo con el diseño de Valsgärde 7 en la mano se pudo reconstruir el diseño de Sutton Hoo. La versión de Gamla Uppsala de esta escena es aún más parecida. Al principio se pensó que había sido acuñada con el mismo troquel, y fue necesario medir con precisión los fragmentos originales para demostrar lo contrario. Aunque los ángulos de los antebrazos y entre las lanzas son ligeramente diferentes, el fragmento de Gamla Uppsala ofrece, no obstante, «el mayor paralelismo posible» con el diseño de Sutton Hoo. En conjunto, el yelmo de Valsgärde 7 sirve «mejor que cualquiera de los otros yelmos de su tipo para hacer explícito el contexto escandinavo oriental del yelmo de Sutton Hoo». Sus diferencias, quizás, se explican por el hecho de que estaba en la tumba de un «campesino», no de la realeza. «Todavía no se han excavado en Suecia tumbas reales estrictamente contemporáneas, pero sin duda los yelmos y escudos que contenían esas tumbas estarían más cerca en calidad de los ejemplos de Sutton Hoo». Por esta razón, el fragmento de Gamla Uppsala es especialmente interesante; al proceder de una cremación real sueca y con «los troqueles aparentemente cortados por la misma mano», el yelmo puede haber sido originalmente similar al de Sutton Hoo.

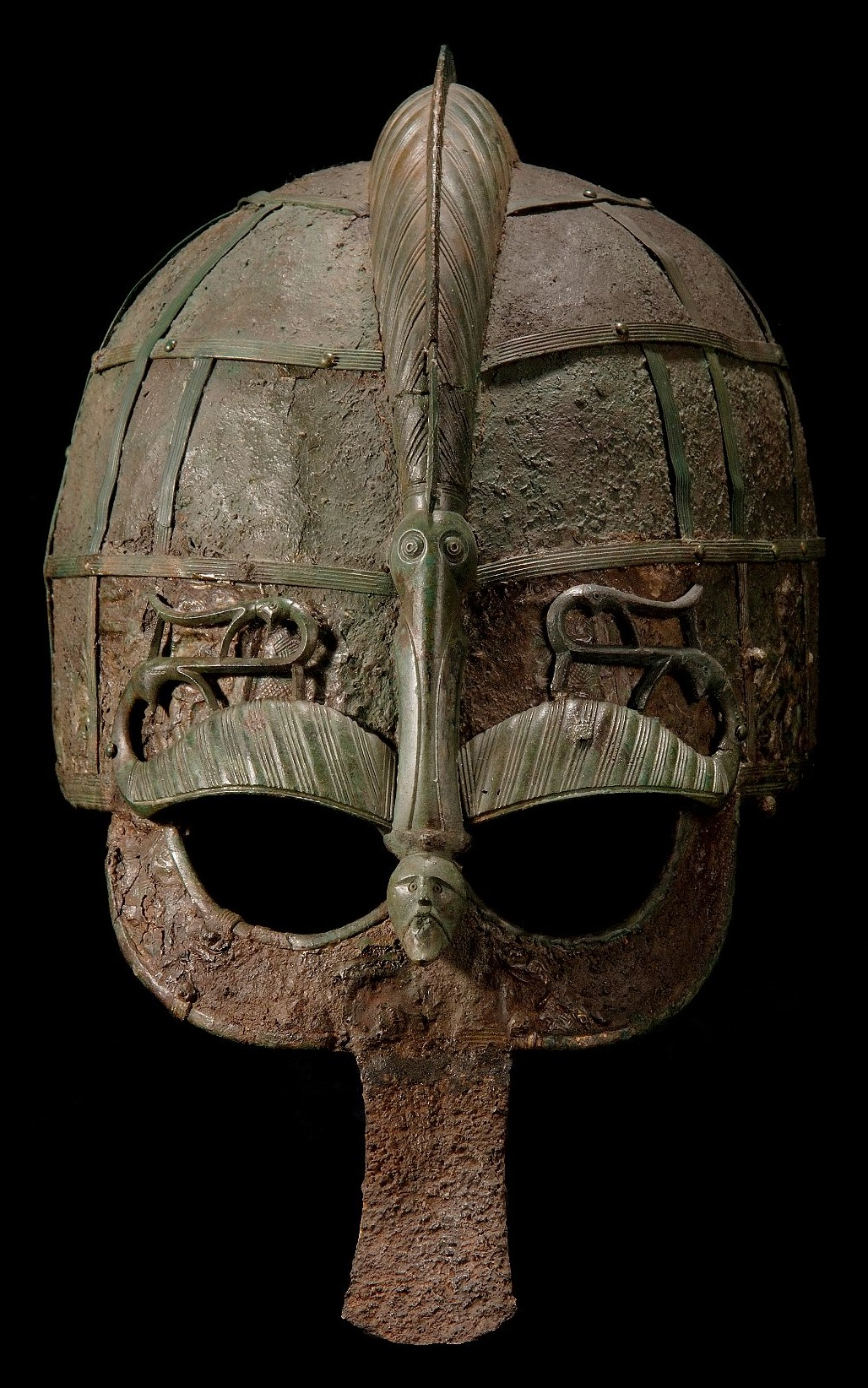
Vendel 1
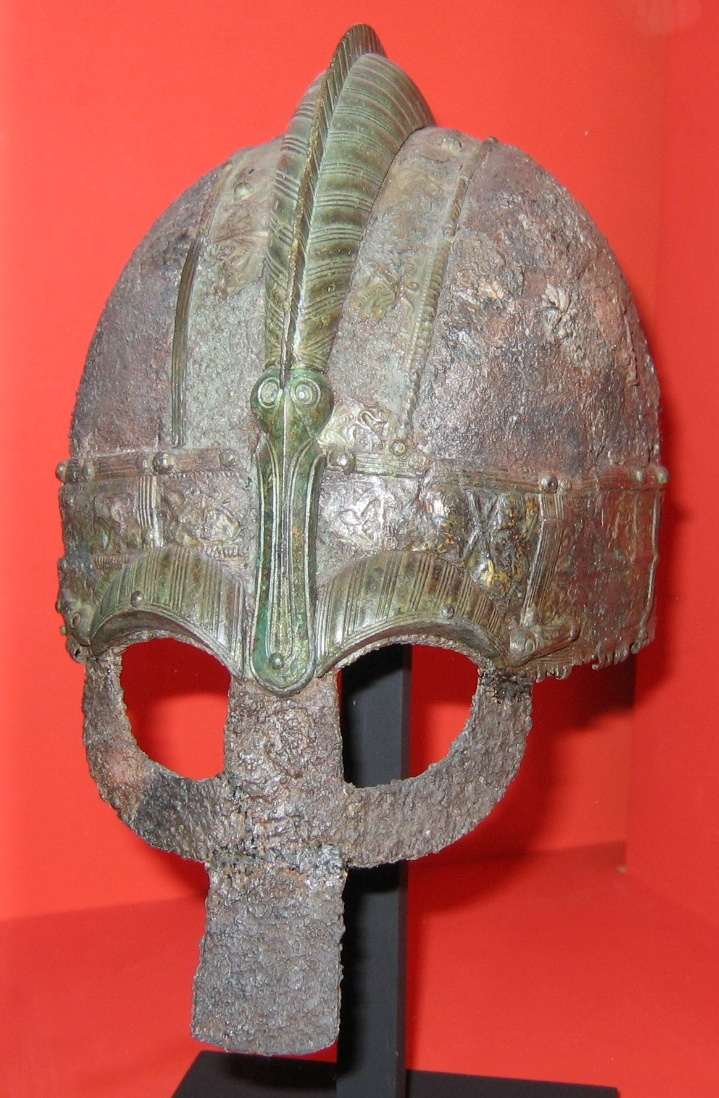
Vendel 12
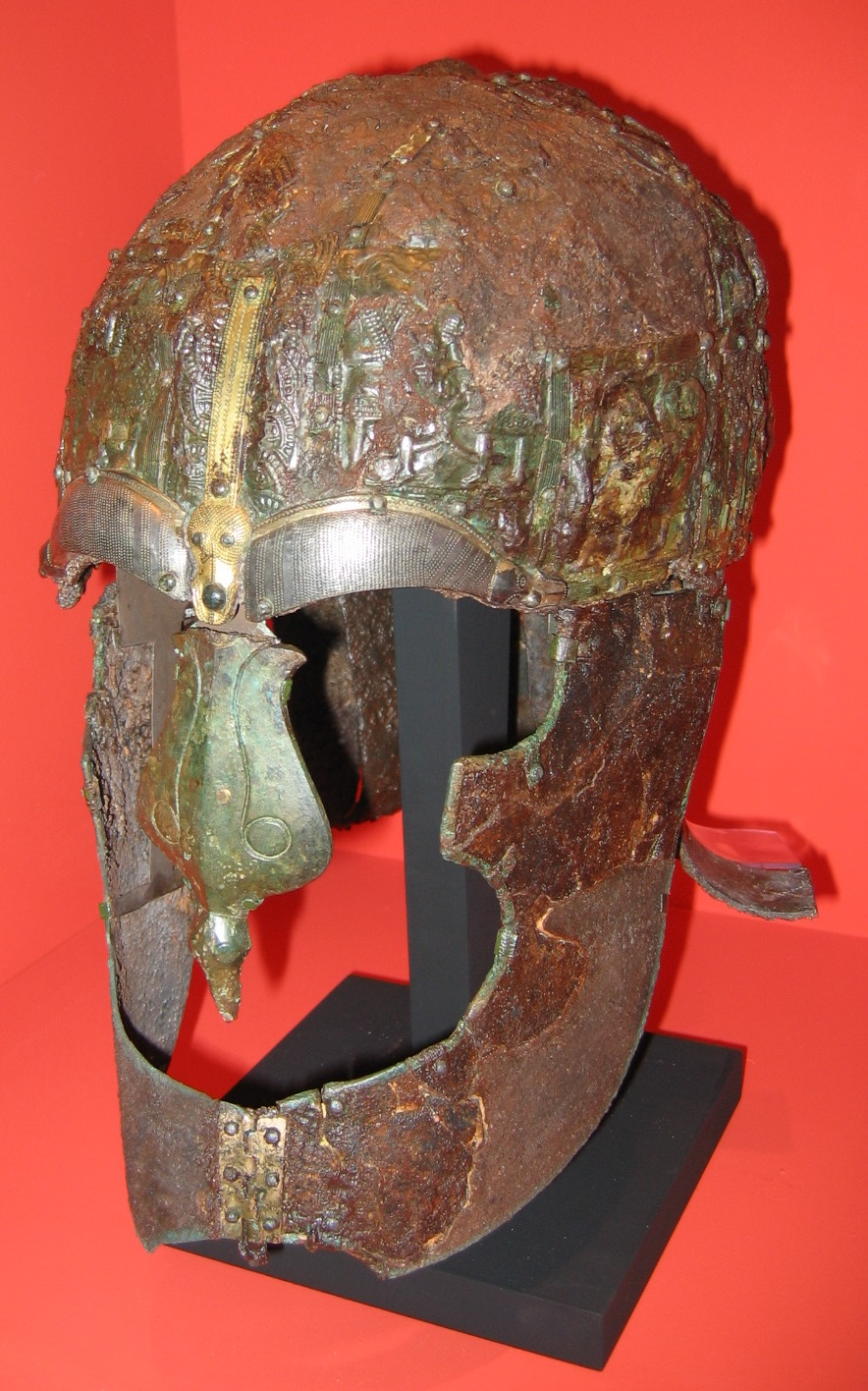
Vendel 14
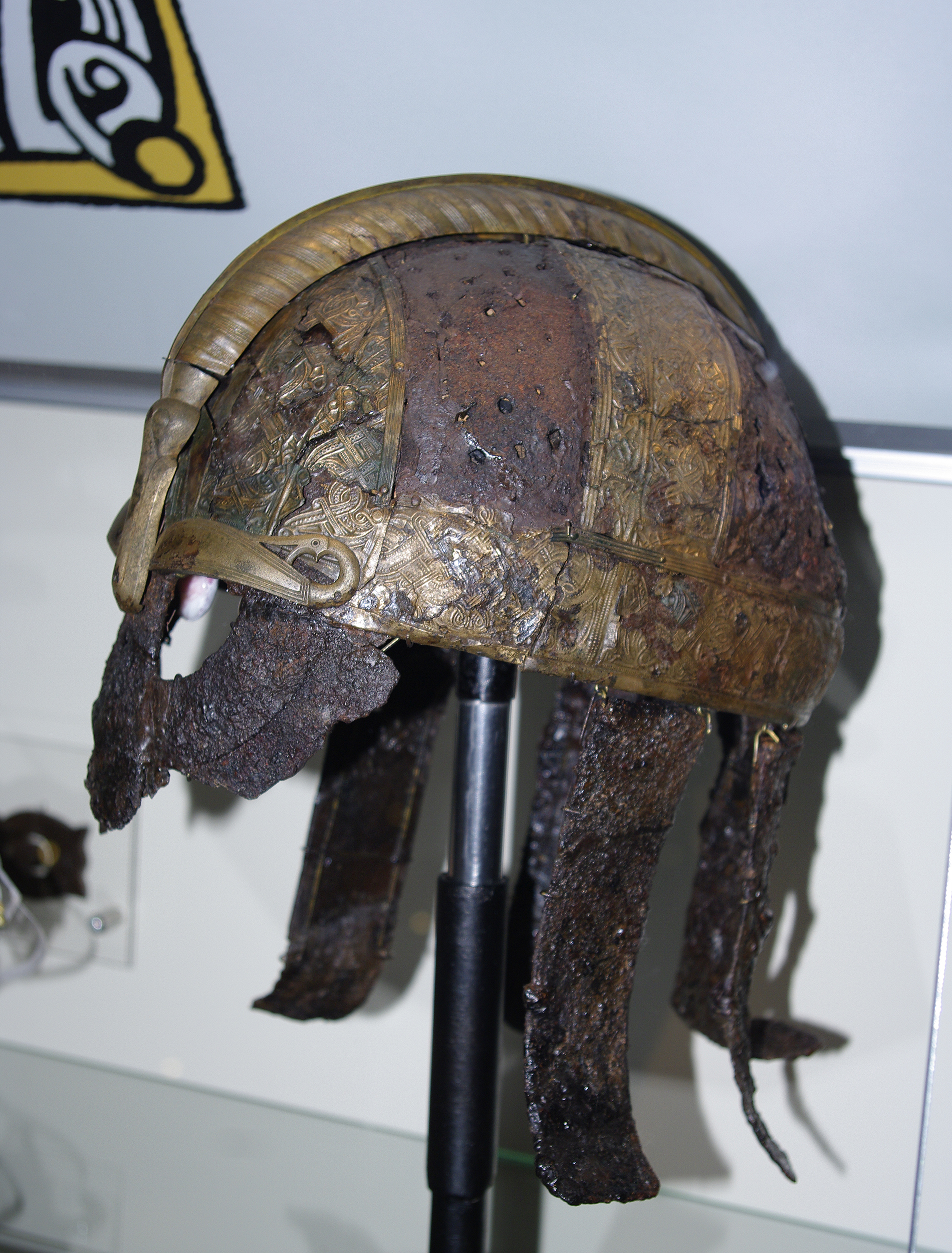
Valsgärde 5
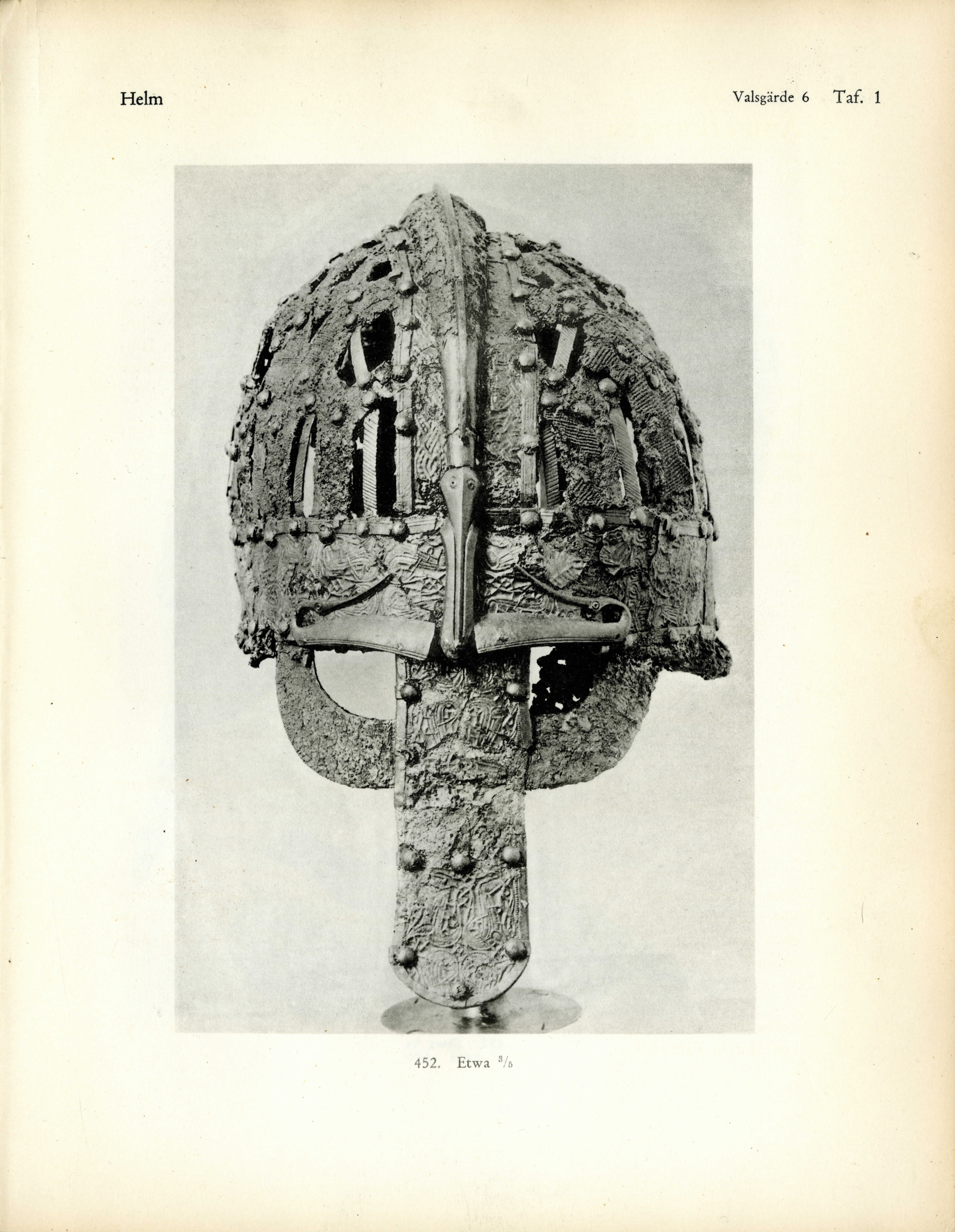
Valsgärde 6
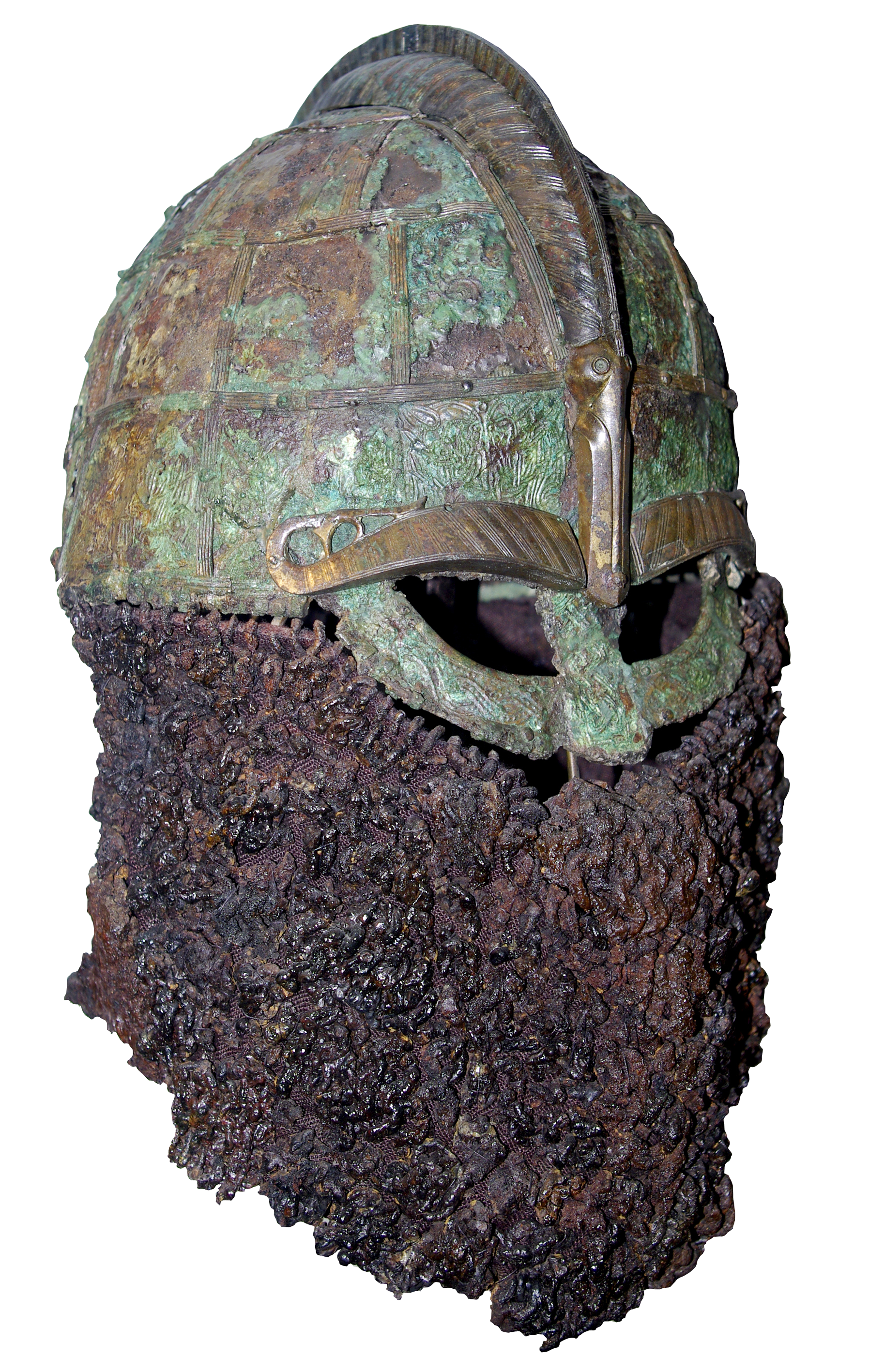
Valsgärde 8
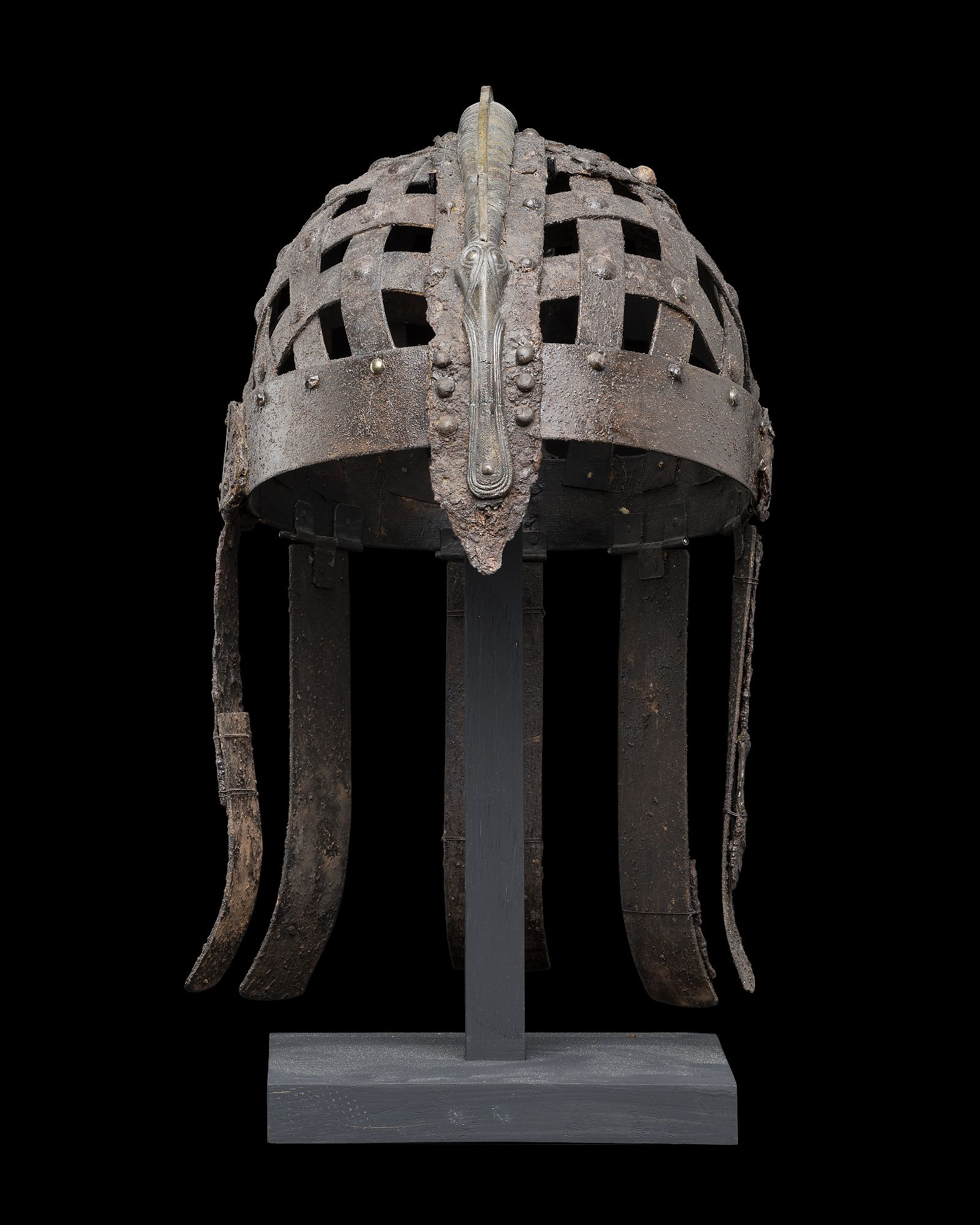
Ultuna
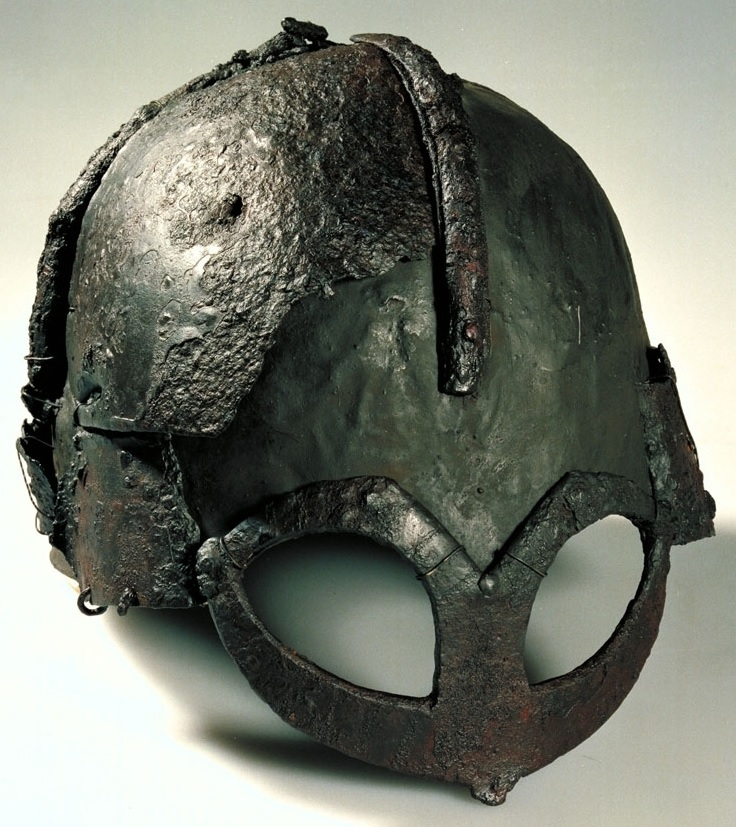
Gjermundbu
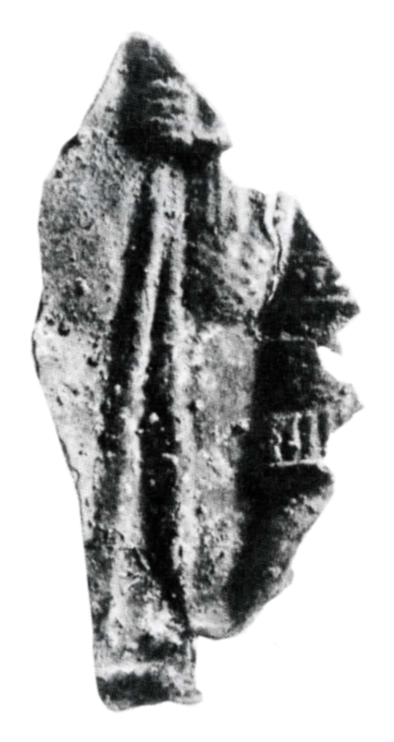
Fragmento de Gamla Uppsala

#### Romano
Sean cuales sean sus orígenes anglosajones o escandinavos, el yelmo de Sutton Hoo desciende de los cascos romanos de los talleres constantinianos de los siglos IV y V. Su construcción —con una cresta distintiva, un casquete sólido, protecciones en el cuello y las mejillas, una máscara facial y un forro de cuero— guarda claras similitudes con estos cascos anteriores. Numerosos ejemplos tienen una cresta similar a la del yelmo de Sutton Hoo, como los de Deurne, Concești, Augsburg-Pfersee y Augst, y los cascos Berkasovo 1 y 2 e Intercisa 2 y 4. Por su parte, el casquete de una sola pieza que se encuentra debajo, único en este sentido entre los yelmos anglosajones y escandinavos, representa el final de una técnica griega y romana. Utilizada principalmente en los cascos de los siglos I y II de principios del imperio romano antes de ser sustituida por cascos de construcción bipartita —de ahí el papel de la cresta para mantener unidas las dos mitades—, se cree que esta práctica fue finalmente olvidada alrededor del año 500. Las sólidas protecciones de hierro en las mejillas del yelmo de Sutton Hoo también proceden del estilo constantiniano y están marcadas por recortes en la parte posterior. La reconstrucción actual asume en parte la influencia romana de las carrilleras; la práctica romana reforzó la creencia de que se empleaban bisagras de cuero, mientras que las carrilleras siniestra y diestra se intercambiaron después de que un experto en armas y armaduras sugiriera que los recortes debían estar en la parte posterior. El protector del cuello también asume las bisagras de cuero y, con su construcción de hierro macizo —como el casquete de una sola pieza, único entre los yelmos anglosajones y escandinavos— se asemeja aún más a los ejemplos romanos, si bien es más largo de lo que era típico. El casco de Witcham Gravel del siglo I tiene un protector de cuello ancho y profundo, y los cascos de Deurne y Berkasovo 2 cuentan con protectores sólidos que sobresalen. Otra característica del yelmo de Sutton Hoo que no tiene parangón con sus contemporáneos —su máscara facial— es igualada por los ejemplos romanos. Entre otros, el casco de Ribchester, de finales del siglo I, y el casco de Emesa, de principios del siglo I, incluyen una máscara facial antropomorfa; esta última es más parecida a la del yelmo de Sutton Hoo, ya que está sujeta al casquete por una sola bisagra en lugar de rodear completamente la cara. Por último, la sugerencia de un forro de cuero en el yelmo de Sutton Hoo, que en gran medida no está respaldada por pruebas positivas, aparte de la extraña textura del interior del yelmo, cobró más fuerza por la prevalencia de forros similares en los cascos romanos tardíos.
Varios de los aspectos decorativos del yelmo de Sutton Hoo, en particular su apariencia brillante, las incrustaciones de granates y los remaches prominentes, también derivan de la práctica romana. Su superficie estañada es comparable a la de los cascos de Berkasovo 1 y 2, Concești, Augsburgo-Pfersee y Deurne. Los cascos de Berkasovo 1 y Budapest están además adornados con piedras preciosas o semipreciosas, un posible origen para los granates de los yelmos de Sutton Hoo y Valsgärde 7. Por último, los prominentes remaches que se ven en algunos yelmos con cresta, como los de Valsgärde 8 y Sutton Hoo, pueden haberse inspirado en el efecto decorativo similar logrado por los remaches en cascos romanos como los ejemplos de Berkasovo 2 y Duerne.

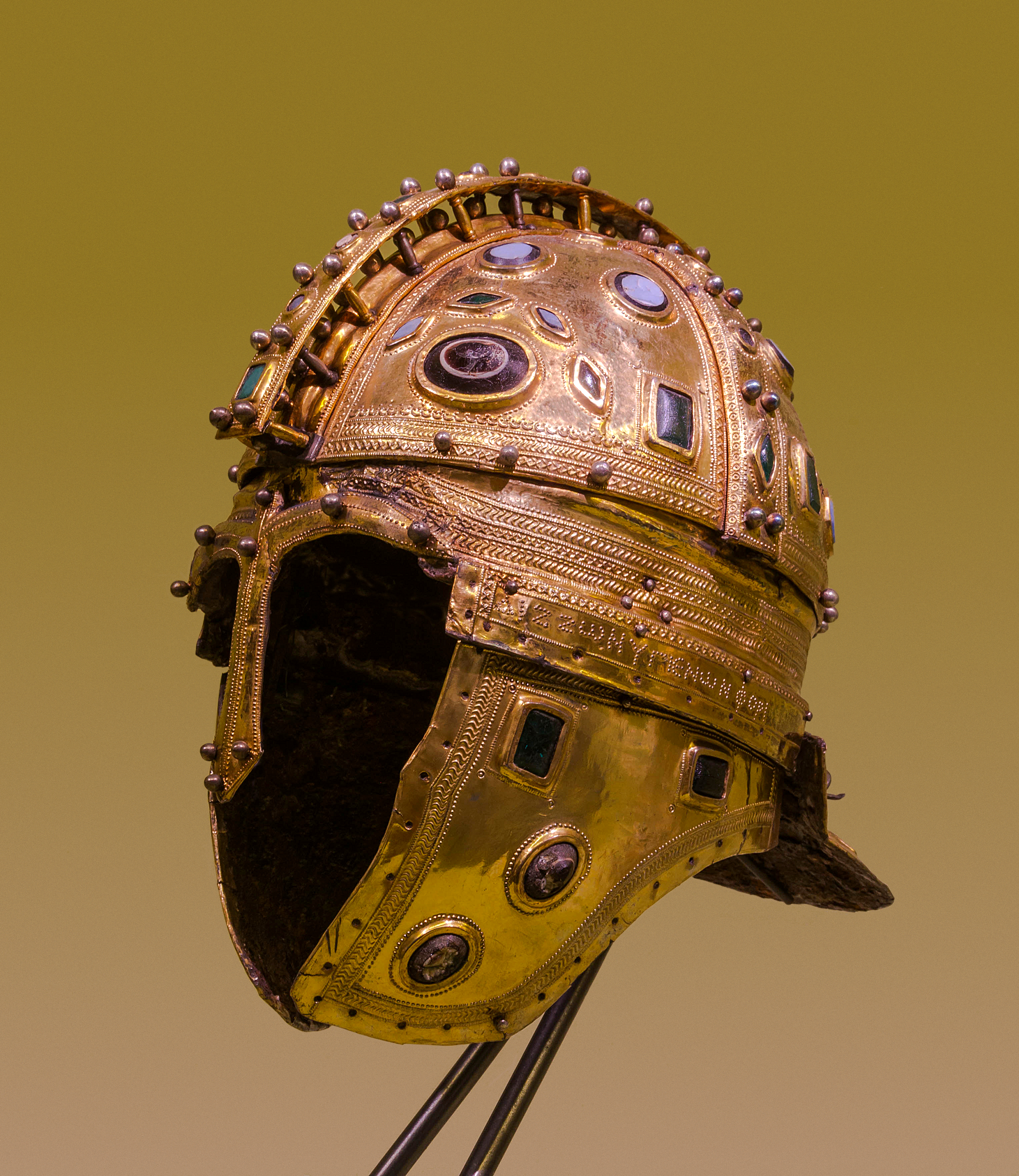
Berkasovo 1
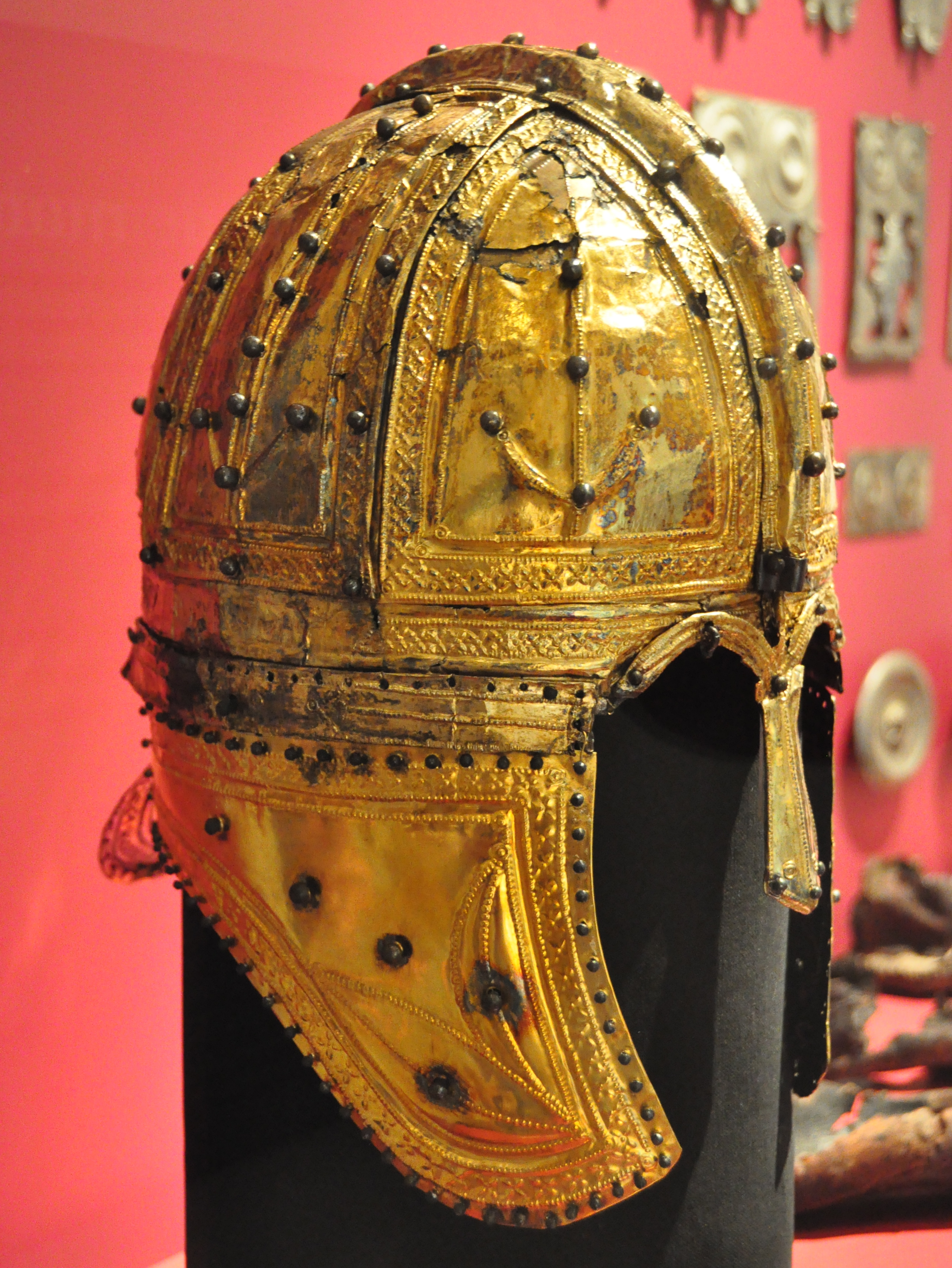
Deurne
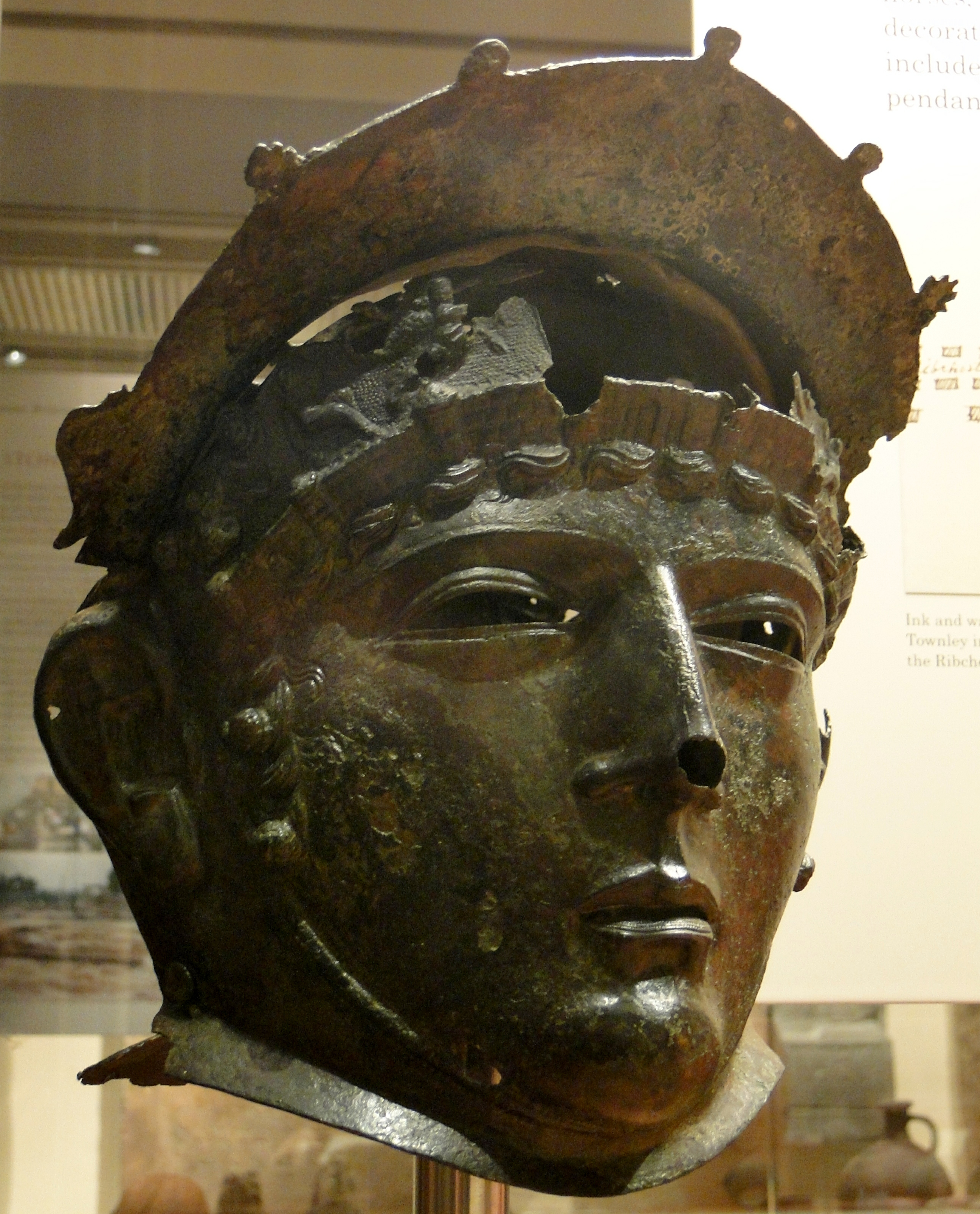
Ribchester
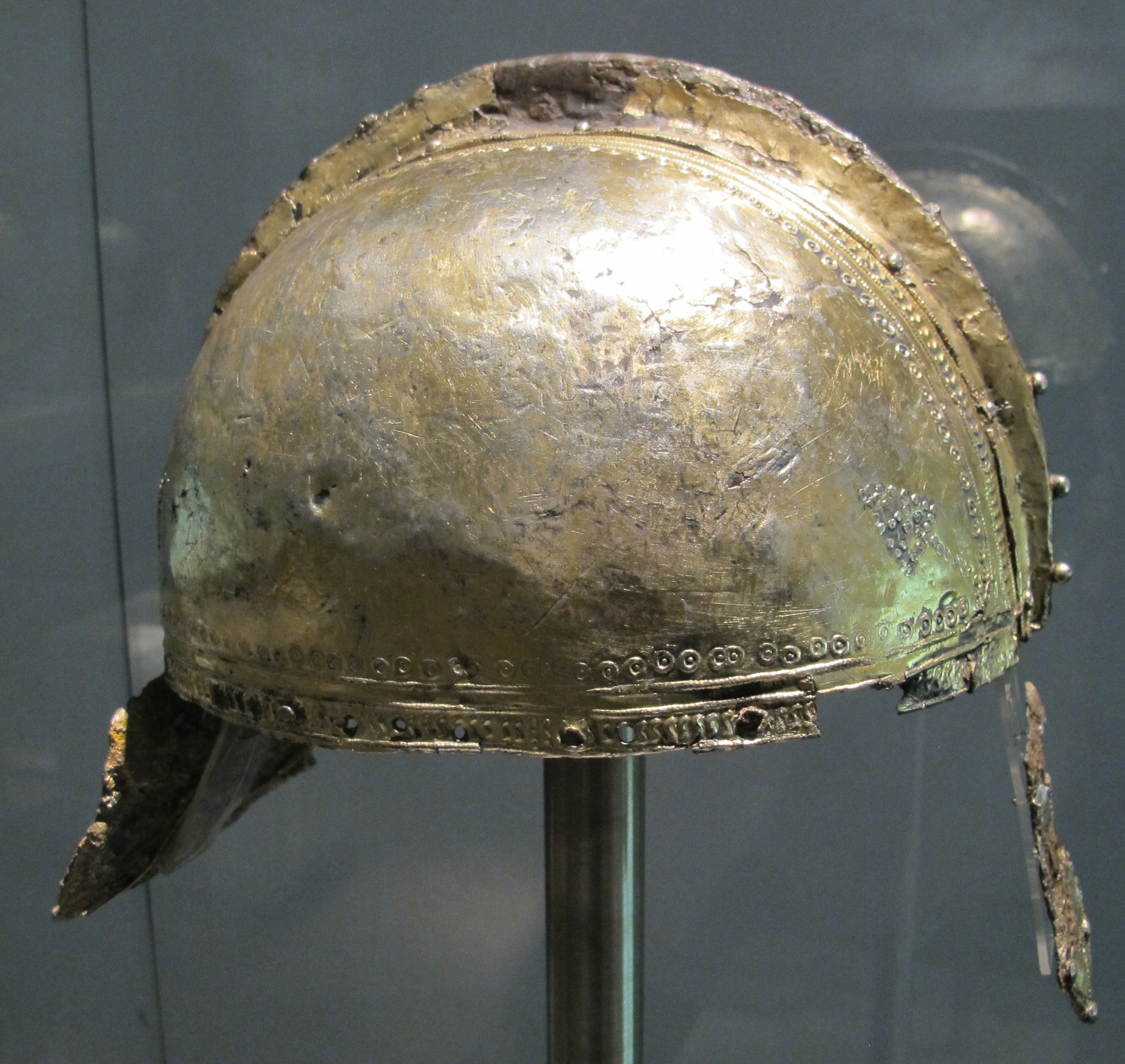
Augsburg-Pfersee
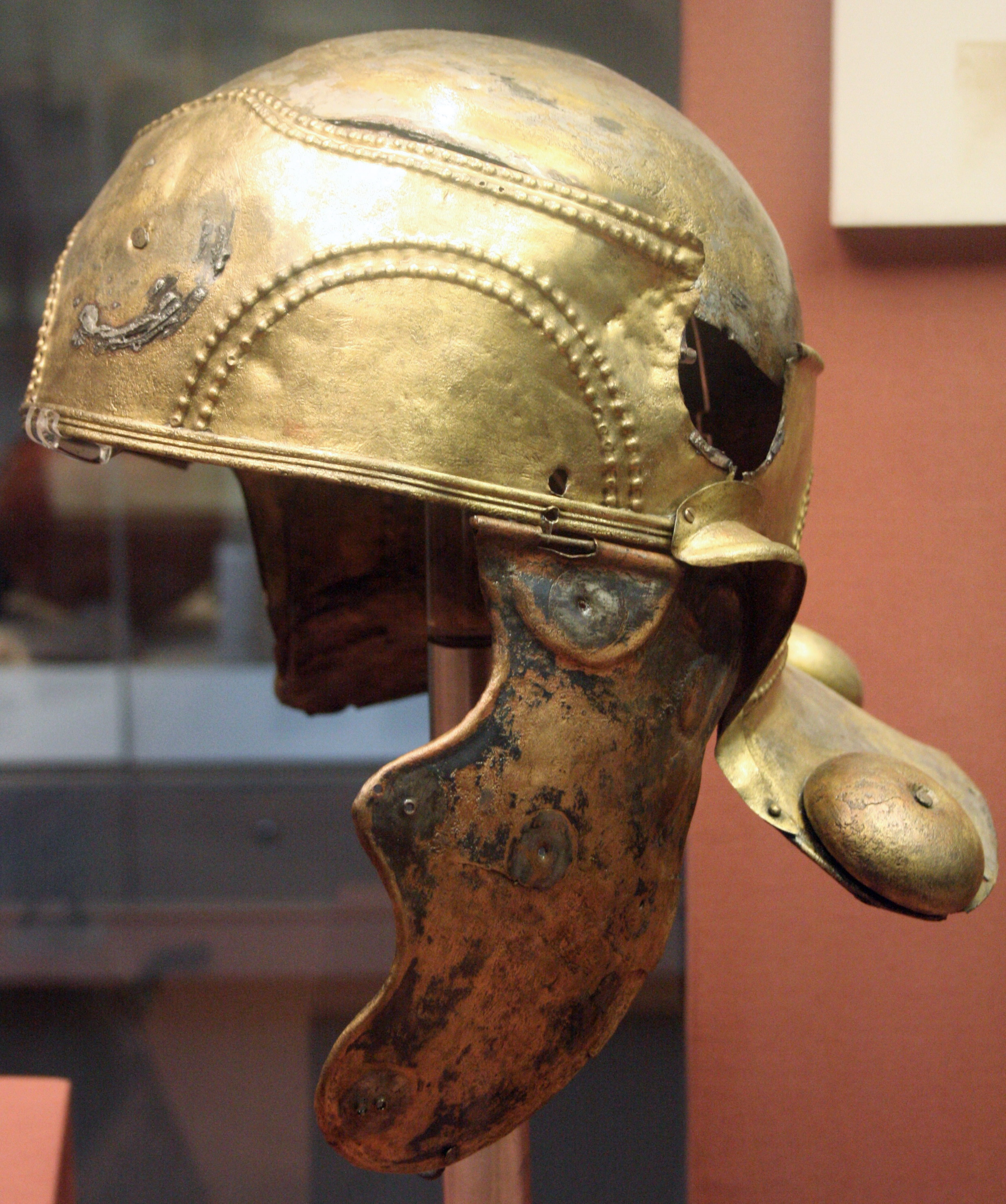
Witcham Gravel

### Beowulf
La comprensión del barco funerario de Sutton Hoo y de Beowulf ha estado entrelazada desde el descubrimiento del primero en 1939. «A finales de la década de 1950, Beowulf y Sutton Hoo eran tan inseparables que, en un estudio tras otro, la aparición de uno evocaba inevitable y automáticamente al otro. Si Beowulf entraba en escena primero, Sutton Hoo se traía rápidamente para ilustrar lo mucho que la realidad del siglo VII se parecía a lo que el poeta representaba; si Sutton Hoo actuaba primero, Beowulf le seguía de cerca para dar voz a la evidencia muda del primero». Aunque «cada obra arroja luz sobre la otra», la conexión entre ambos «se ha concretado demasiado». Sin embargo, «los yelmos se describen con más detalle que cualquier otro elemento de equipo de guerra en el poema», y se pueden establecer algunas conexiones específicas. La imagen del jabalí, la cresta y la visera encuentran paralelos en Beowulf, al igual que el aspecto brillante del yelmo. Aunque no se puede decir que el yelmo de Sutton Hoo refleje totalmente un yelmo de Beowulf, las numerosas similitudes aisladas ayudan a asegurar que «a pesar de las limitadas pruebas arqueológicas, ningún rasgo de las descripciones poéticas es inexplicable y sin paralelo arqueológico».

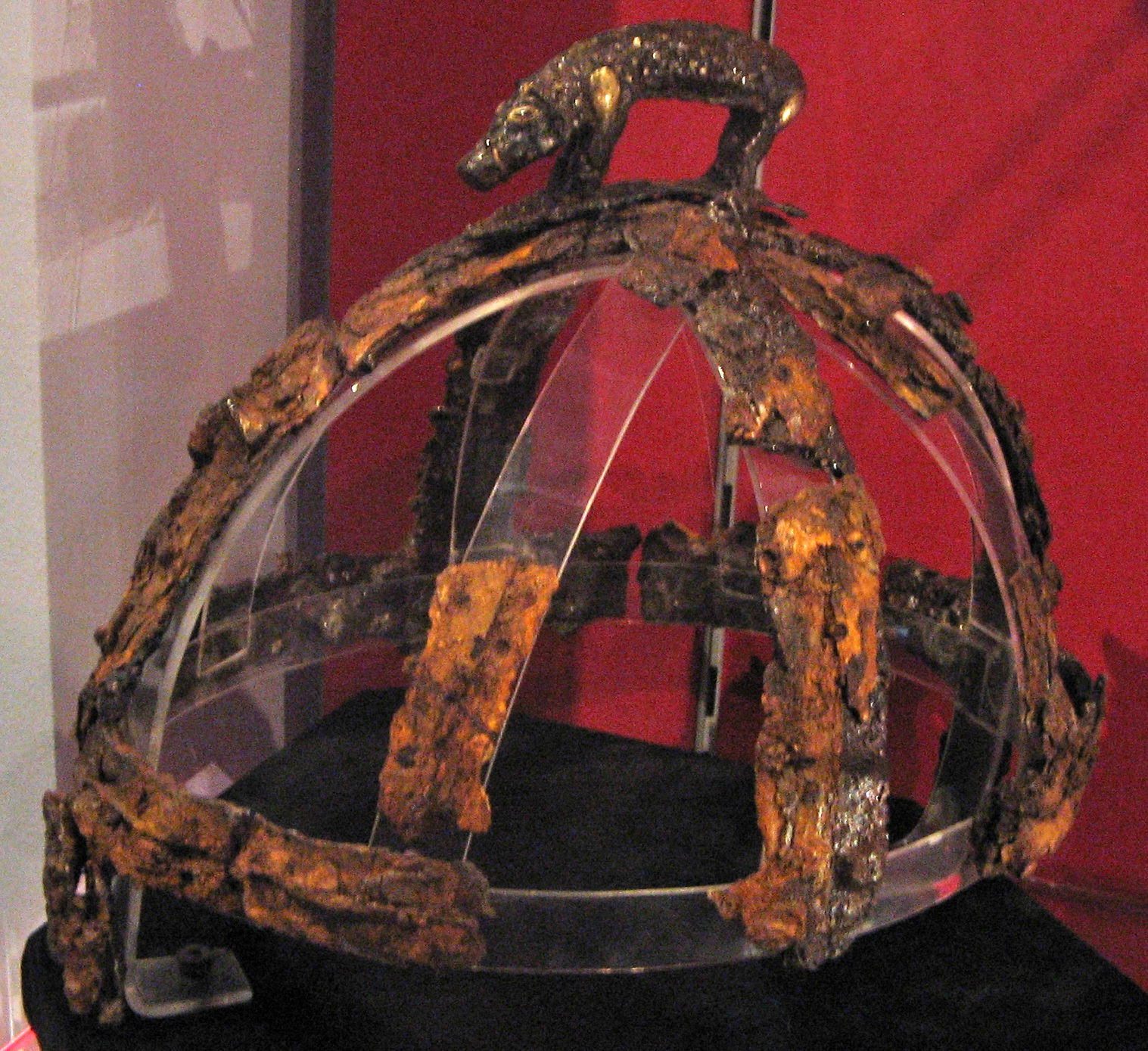
El yelmo de Benty Grange exhibe el motivo de jabalí mencionado en Beowulf

Los yelmos con motivos de jabalíes se mencionan cinco veces en Beowulf, y se dividen en dos categorías: los que tienen jabalíes independientes y los que no. Cuando Beowulf y sus catorce hombres desembarcan y son conducidos a ver al rey Hroðgar, dejan el barco anclado en el agua:

Gewiton him þa feran, flota stille bad, seomode on sale sidfæþmed scip, oa ancre fæst. Eoforlic scionon ofer hleorbergan gehroden golde, fah ond fyrheard, ferhwearde heold guþmod grimmon.
Así que siguieron su camino. El barco surcaba las aguas, con sus anchas vigas, atado por sus cabos y anclado firmemente. Las formas de los jabalíes brillaban por encima de sus protectores de mejillas, el trabajo brillantemente forjado de los orfebres, vigilando a aquellos hombres de rostro severo.

Estas formas de jabalí pueden ser como las del yelmo de Sutton Hoo, que terminan en los extremos de las cejas y miran por encima de las protecciones de las mejillas. El propio Beowulf se pone un casco «con imágenes de jabalí» (besette swin-licum) antes de su lucha con la madre de Grendel; descrito además como «el casco brillante...realzado por joyas» (ac se hwita helm...since geweorðad), una descripción similar podría haberse aplicado al ejemplo de Sutton Hoo (sin embargo, los dos yelmos no habrían sido idénticos; el de Beowulf se describía además como «rodeado de eslabones señoriales» —befongen frea-wrasnum—, una posible referencia al tipo de cota de malla de los yelmos de Valsgärde 6 y 8 que proporcionaba protección para el cuello y la cara). El otro estilo de adorno de jabalí, mencionado tres veces en el poema, parece referirse a los yelmos con un jabalí aislado sobre la cresta. Cuando Hrothgar lamenta la muerte de su gran amigo Æschere, recuerda cómo este era «mi mano derecha cuando las filas se enfrentaban y nuestras crestas de jabalí tenían que recibir un golpe en la línea de acción». Estas crestas eran probablemente más parecidas a las de los yelmos de Benty Grange y Wollaston, un jabalí aislado encontrado en Guilden Morden, y las que se ven en imágenes contemporáneas en los yelmos de Vendel 1 y Valsgärde 7 y en las placas de Torslunda.

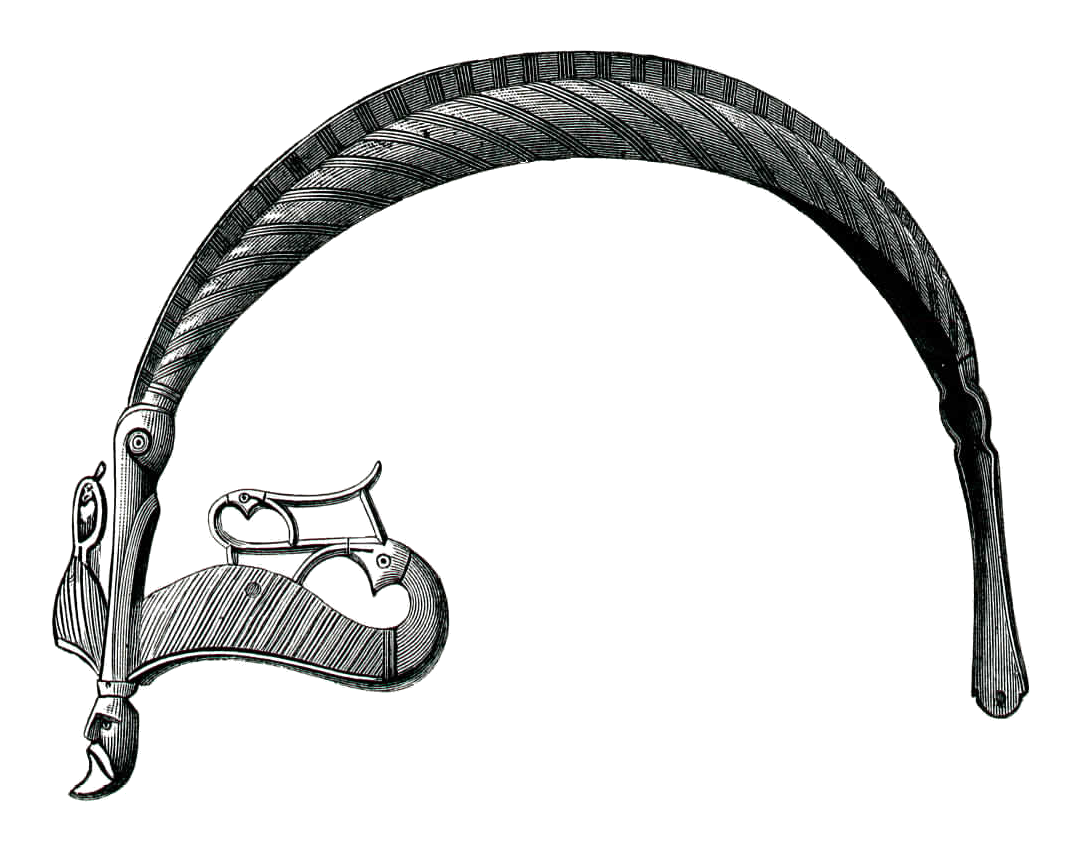
La cresta del yelmo de Vendel 1 contiene «reminiscencias o imitaciones de incrustaciones reales de hilos», el wirum bewunden que se encuentra en los yelmos de Beowulf y Sutton Hoo

Además de la imagen del jabalí en las cejas, las incrustaciones de plata de la cresta del yelmo de Sutton Hoo encuentran apoyo lingüístico en Beowulf. El yelmo que se le entregó a Beowulf como «regalo de victoria» tras la derrota de Grendel se describe con idénticas características:

no he þære feohgyfte for sceotendum scamigan ðorfte. Ne gefrægn ic freondlicor feower madmas golde gegyrede gummanna fela in ealobence oðrum gesellan. Ymb þæs helmes hrof heafodbeorge wirum bewunden wala utan heold, þæt him fela laf frecne ne meahton scurheard sceþðan, þonne scyldfreca ongean gramum gangan scolde.
No era una vergüenza que le hicieran tales regalos delante de las tropas. No ha habido muchos momentos, estoy seguro, en que los hombres intercambiaron cuatro tesoros semejantes en una sesión tan amistosa. Una cresta en relieve, una banda rematada con hilos arqueada sobre el yelmo: protección de la cabeza para evitar que el filo afilado de la tierra la dañara cuando el peligro amenazaba y el hombre luchaba detrás de su escudo.

Esta parte del poema se consideraba «probablemente corrupta» hasta que se descubrió el yelmo, con la sugerencia de que «el propio escriba no parece haberlo entendido»; el significado de wala, en particular, solo se adivinaba. El término se utiliza generalmente en inglés antiguo para referirse a una cresta de tierra, no a la cresta de un yelmo; denominada metafóricamente wala en el poema, la cresta es además wirum bewunden, literalmente «rematada con hilos». Por lo tanto, es paralela a las incrustaciones de plata a lo largo de la cresta del yelmo de Sutton Hoo. Tal cresta, como se describe en Beowulf, proporcionaría protección contra la acción de una espada. «Un rápido giro de la cabeza al caer el golpe permitiría al portador llevarlo a través de la peineta y evitar que cayera en paralelo a la peineta y partiera el casquete». El descubrimiento ha llevado a muchos diccionarios de inglés antiguo a definir wala dentro del «contexto inmediato» de Beowulf, incluso como una «cresta o peine con incrustaciones de hilos que recorre la parte superior del yelmo de delante a atrás», aunque al hacerlo «se ironiza sobre el lenguaje figurado» que se pretende en el poema. Sin embargo, el significado específico del término tal y como se utiliza en el poema queda explicado por el yelmo de Sutton Hoo, que a su vez «ilustra la intimidad de la relación entre el material arqueológico de la tumba de Sutton Hoo y el poema de Beowulf».
Un último paralelismo entre el yelmo de Sutton Hoo y los de Beowulf es la presencia de máscaras faciales, una característica que hace que el primero sea único entre sus homólogos anglosajones y escandinavos orientales. La singularidad puede reflejar que, como parte de un entierro real, el yelmo es «más rico y de mayor calidad que cualquier otro yelmo encontrado hasta ahora». En Beowulf, «un poema sobre reyes y nobles, en el que apenas aparece el pueblo llano», términos como «máscara de batalla» (beadogriman), «máscara de guerra» (heregriman), «máscara-yelmo» (grimhelmas) y «cabeza de guerra» (wigheafolan) indican el uso de yelmos con visera. El término «cabeza de guerra» es especialmente adecuado para el yelmo antropomórfico de Sutton Hoo. «La palabra describe efectivamente un yelmo de forma realista. Wigheafola: cobertura completa de la cabeza, frente, cejas, ojos, mejillas, nariz, boca, barbilla, ¡incluso un bigote!».

## Primera reconstrucción
El yelmo fue reconstruido por primera vez por Herbert Maryon entre 1945 y 1946. Maryon, profesor jubilado de escultura y una autoridad en la metalurgia antigua, fue contratado especialmente como agregado técnico en el Museo Británico el 11 de noviembre de 1944. Su trabajo consistía en restaurar y conservar los hallazgos del barco funerario de Sutton Hoo, incluyendo lo que Bruce-Mitford denominó «los verdaderos dolores de cabeza, especialmente el escudo aplastado, el yelmo y los cuernos para beber». El trabajo de Maryon sobre los objetos de Sutton Hoo continuó hasta 1950, de los cuales seis meses continuos se dedicaron a reconstruir el yelmo. Este llegó a la mesa de trabajo de Maryon como una masa corroída de fragmentos, algunos friables e incrustados en arena, otros duros y parcialmente transformados en limonita. Como observó Bruce-Mitford, la «tarea de restauración se redujo así a un rompecabezas sin ningún tipo de imagen en la tapa de la caja» y, «como se demostró, faltan muchas de las piezas».
Maryon comenzó por familiarizarse con los distintos fragmentos; trazó y detalló cada uno de ellos en un trozo de papel rígido, y los separó por decoraciones, marcas distintivas y grosor. Después de lo que denominó «un largo tiempo», Maryon pasó a la reconstrucción. Adhirió las piezas contiguas con Durofix, manteniéndolas juntas en una caja de arena mientras el adhesivo se endurecía. A continuación las colocó en una cabeza de tamaño humano que Maryon esculpió en yeso, con capas añadidas para dar cuenta del revestimiento que habría separado originalmente la cabeza del metal. Los fragmentos del casquete craneal se pegaron inicialmente a la cabeza con plastilina o, si eran más gruesos, se colocaron en los espacios recortados en la cabeza. Por último, se utilizó yeso blanco resistente para fijar los fragmentos de forma permanente y, mezclado con ámbar marrón, rellenar los huecos entre las piezas. Mientras tanto, los fragmentos de las protecciones de las mejillas, el protector del cuello y la visera se colocaron en una malla metálica, cubierta de yeso, y luego se fijaron con más yeso y se unieron al casquete.
Aunque es visiblemente diferente de la reconstrucción actual, «gran parte del trabajo de Maryon es válido. El carácter general del yelmo quedó claro». La reconstrucción de 1946 identificó los diseños reconocidos hoy en día, y los dispuso de forma similar en una configuración de paneles. Ambas reconstrucciones componían la visera y las guardas del cuello con los mismos diseños: la visera con el entrelazado más pequeño (diseño 5), la guarda del cuello con una fila superior del entrelazado más grande (diseño 4) sobre dos filas del entrelazado más pequeño. La disposición de las carrilleras también es similar en ambas reconstrucciones; las principales diferencias son la longitud añadida por una tercera fila en la segunda reconstrucción, la sustitución de un panel del diseño 4 por los guerreros danzantes (diseño 1) en la fila central y el cambio de lados.

### Recepción y crítica

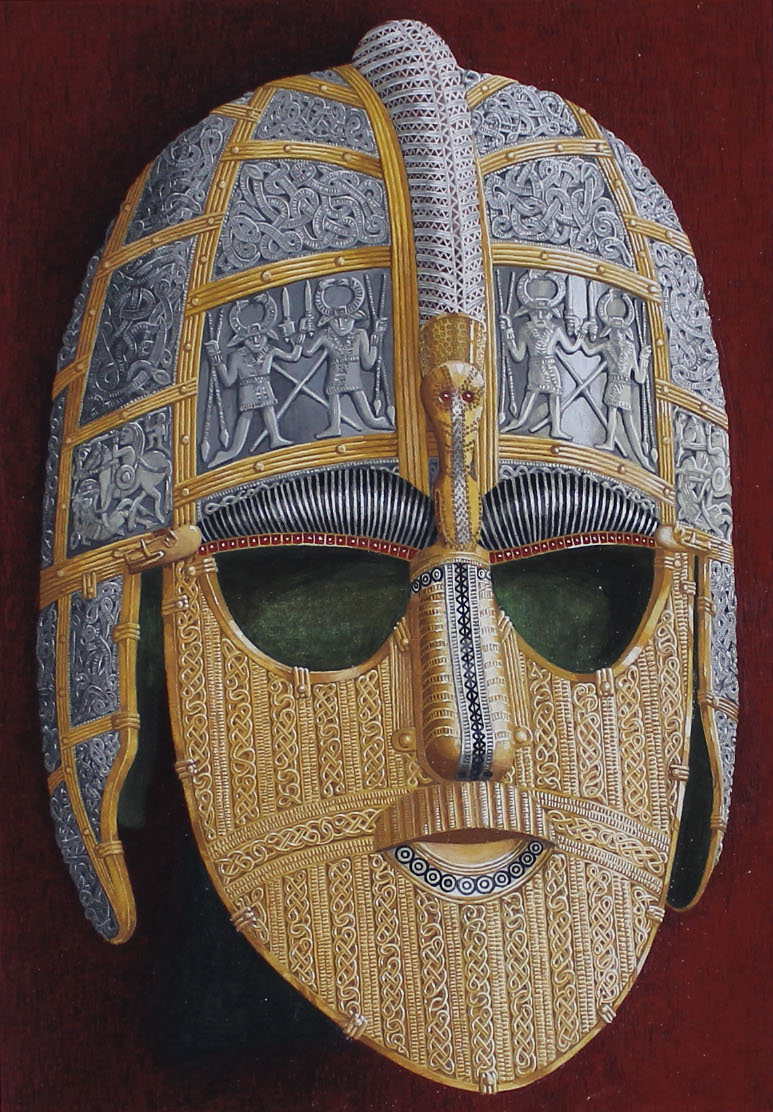
Ilustración de 1966 que muestra varias modificaciones de la reconstrucción

La primera reconstrucción del yelmo de Sutton Hoo fue aclamada en todo el mundo y tuvo una gran influencia académica y cultural. Estuvo expuesto más de 20 años, durante los cuales se convirtió en un objeto icónico de la Edad Media. En 1951, el yelmo se exhibió en el Festival of Britain, donde Rupert Bruce-Mitford comisarió una exposición sobre Sutton Hoo. Ese mismo año, Life envió a un Larry Burrows de 25 años al Museo Británico, lo que dio lugar a una fotografía a toda página del yelmo junto a una fotografía de Maryon; cinco años después, gracias a sus restauraciones, Maryon fue nombrado Oficial de la Orden del Imperio Británico. Las imágenes del yelmo aparecieron en programas de televisión, libros y periódicos, incluso mientras se trabajaba en la segunda reconstrucción. Aunque el impacto duradero de la primera reconstrucción es el de un primer intento, reversible, a partir del cual se pudieron identificar los problemas y encontrar soluciones, durante dos décadas la reconstrucción de Maryon fue un icono por derecho propio.
Con el yelmo expuesto al público y a medida que se iban conociendo mejor los yelmos contemporáneos, la primera reconstrucción, escribió Bruce-Mitford, «fue pronto criticada, aunque no en prensa, por los estudiosos suecos y otros». Un problema subyacente fue la decisión de disponer los fragmentos en torno al molde de la cabeza de un hombre medio, lo que posiblemente predeterminó inadvertidamente el tamaño de la reconstrucción. También se criticaron las zonas expuestas y la protección del cuello, que era fija en lugar de móvil. Aunque Maryon lo concibió como un «casco de ciclista» con un acolchado de unos 9,5 mm entre la cabeza y el casco, su tamaño no permitía ese acolchado; una persona con una cabeza más grande habría tenido dificultades para ponérselo. La parte que faltaba en la parte delantera de cada pómulo dejaba la mandíbula al descubierto, había un agujero entre las cejas y la nariz, y los orificios de los ojos eran lo suficientemente grandes como para que pasara una espada. Por otra parte, como ya señaló Sune Lindqvist, la máscara facial saliente parecía extraña, y habría dejado la nariz del portador vulnerable a los golpes en la cara. Una reconstrucción artística realizada en 1966 por el Museo Británico y la División de Arqueología del Ordnance Survey, bajo la dirección de C. W. Phillips, intentó resolver algunos de estos problemas, mostrando un casquete más grande, una máscara facial más recta, aberturas para los ojos más pequeñas, las cabezas terminales de los dragones en los extremos opuestos, y la reorganización de algunos de los paneles pressblech; sin embargo, también fue criticada por los arqueólogos.
Una última cuestión planteada por la construcción de Maryon fue el uso de yeso para alargar la cresta en aproximadamente 4 1⁄2 pulgadas (110 mm). La cresta había sobrevivido en gran medida a su milenio de enterramiento, tal vez gracias a la durabilidad de los hilos de plata incrustados. Por lo tanto, se cuestionó la necesidad de reemplazar las partes que faltaban; se pensó que, o bien la cresta reconstruida era demasiado larga, o que las partes originales se habían pasado por alto durante la excavación de 1939. Cuando se reexcavó el enterramiento en la década de 1960, uno de los objetivos fue buscar más fragmentos, cuya ausencia podría considerarse una prueba de que la cresta había sido originalmente más corta.

### Reexcavaciones en Sutton Hoo (1965-70)

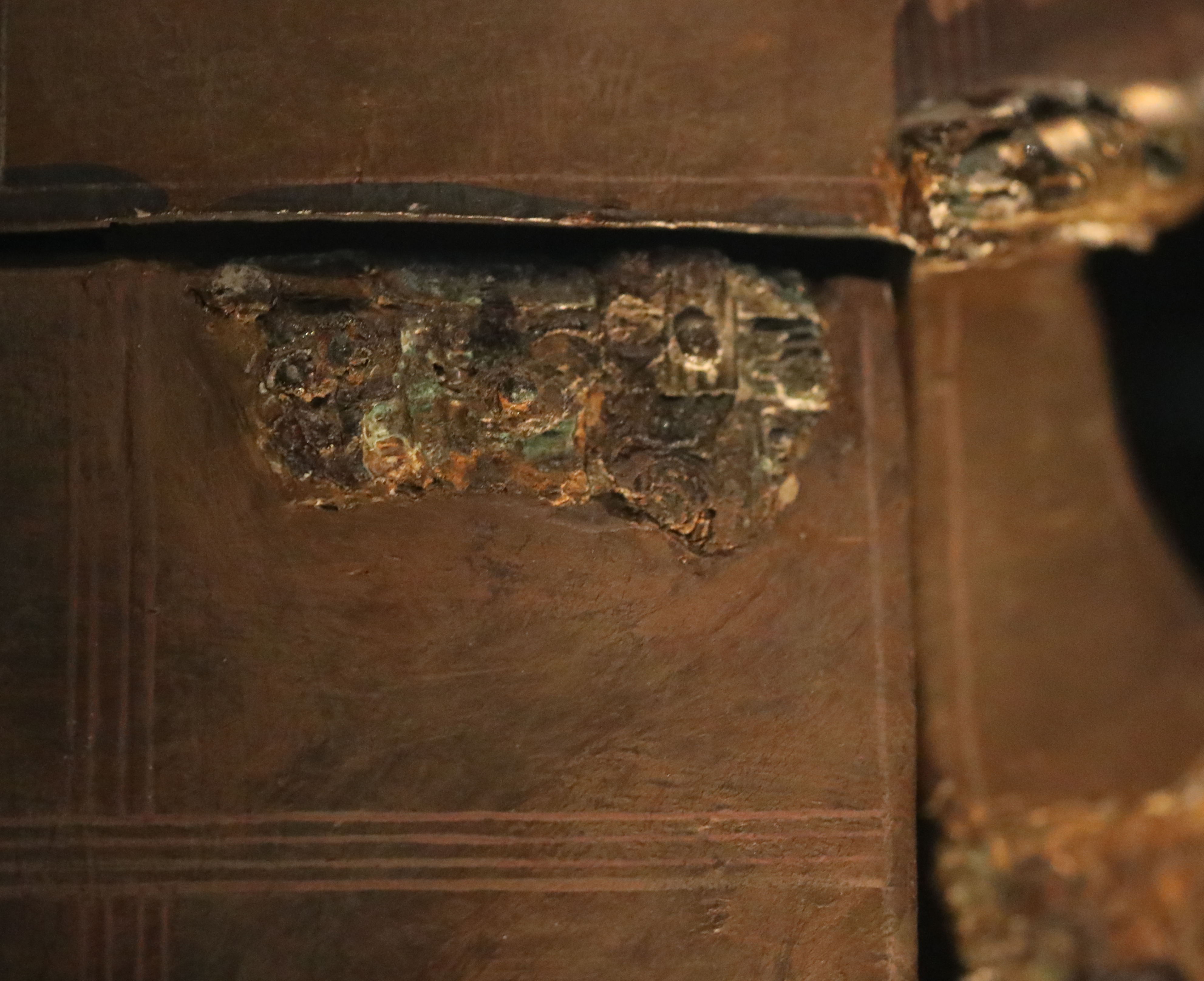
Descubierto en 1967, el fragmento de la izquierda completaba una bisagra en el pómulo diestro

La excavación de 1939 en Sutton Hoo dejó numerosas preguntas sin responder, y en 1965 se inició una segunda excavación. Entre otros objetivos, se estudió el túmulo y su entorno, se reubicó la huella del barco (de la que finalmente se tomó un molde de yeso), se excavó por debajo y se buscó en los estratos de los vertederos de 1939 cualquier fragmento que pudiera haberse pasado por alto en un principio. La primera excavación había sido, en efecto, una excavación de urgencia bajo la amenaza de una guerra inminente, lo que creaba el peligro de que se desecharan inadvertidamente fragmentos de objetos; ya se sabía que una montura de oro del enterramiento había estado a punto de correr esa suerte. Era de esperar que otros fragmentos del yelmo arrojasen luz sobre el tercer diseño figurado no identificado, o que reforzasen la creencia de Maryon de que faltaban 4 pulgadas (100 mm) de la cresta. Para ello, la excavación buscaba «pruebas tanto positivas como negativas». Los nuevos fragmentos de cresta podrían ir donde Maryon había colocado el yeso, mientras que su ausencia podría utilizarse para sugerir que la cresta de la primera reconstrucción era demasiado larga.
Durante la reexcavación se descubrieron cuatro nuevos fragmentos de yelmo. Los tres vertederos de 1939 se localizaron durante la temporada de 1967, y «casi a la vez» arrojaron «fragmentos de yelmo y del gran cuenco colgante...así como fragmentos de adornos de escudo y una púa del ciervo». Los hallazgos fueron tan abundantes que una sola sección de tres pies por un pie del primer vertedero contenía sesenta fragmentos de caldero. Las cuatro piezas del yelmo procedían del segundo vertedero, que solo contenía objetos de la cámara funeraria del barco. Incluían una pieza de bisagra de la protección de la mejilla diestra, una «escama superficial» de la cresta, una pequeña pieza de hierro con líneas acanaladas y un pequeño trozo de borde de hierro que mostraba parte del diseño de entrelazado más grande.
Los hallazgos más importantes del yelmo en la reexcavación de Sutton Hoo fueron el fragmento de la protección de la mejilla y la falta de una pieza sustancial de la cresta. El fragmento de la carrillera se unió a otro encontrado en 1939, completando así «una placa de bisagra para una de las partes móviles del yelmo, lo que no se pudo hacer anteriormente». Mientras tanto, aunque se descubrió una «escama superficial» de la cresta, su colocación no afectó a la longitud total de la misma. La falta de hallazgos significativos de la cresta, en cambio, «reforzó el escepticismo de las largas inserciones de yeso en la reconstrucción original».

## Reconstrucción actual
La actual reconstrucción del yelmo de Sutton Hoo se completó en 1971, tras dieciocho meses de trabajo de Nigel Williams. Williams había ingresado en el Museo Británico en su adolescencia, tras estudiar en la misma Escuela Central de Artes y Oficios que Maryon, pero a diferencia de este, que completó la primera restauración a los 70 años y «con el uso de un solo ojo», Williams reconstruyó el yelmo cuando tenía veintitantos años.
En 1968, con problemas evidentes de la primera reconstrucción que quedaron sin resolver con las reexcavaciones en Sutton Hoo, se tomó la decisión de reexaminar las pruebas. «Tras varios meses de consideración», se decidió desmontar el yelmo y construirlo de nuevo. En primer lugar, se retiraron las carrilleras, la máscara facial y el protector del cuello, y se sometieron a una radiografía que reveló la malla de alambre cubierta de yeso y recubierta de fragmentos. A continuación, el alambre se «enrolló como una alfombra» y se utilizó una sierra para separar cada fragmento. El yeso restante se desmenuzó con un bisturí y agujas. La última pieza del yelmo, la calota craneal, se cortó a continuación por la mitad, empujando la cresta con alfileres largos introducidos en la parte inferior de la cabeza de yeso y cortando después el centro de la cabeza. A continuación se retiró el núcleo central de yeso y la «fina piel de yeso y hierro» restante se separó en fragmentos individuales, al igual que las aletas de las orejas, el protector del cuello y la máscara facial. Este proceso de separación duró cuatro meses y dejó el yelmo en más de 500 fragmentos. El resultado fue «aterrador» para Williams. «Uno de los dos únicos yelmos anglosajones conocidos, un objeto ilustrado en casi todos los libros sobre el periodo medieval temprano, estaba en pedazos».
Tras cuatro meses de desmontaje, se empezó a trabajar en una nueva construcción del yelmo. Este trabajo avanzó en gran medida por el descubrimiento de nuevas uniones, marcado por varios avances en la comprensión. Las nuevas uniones se descubrieron en su mayoría observando el dorso de los fragmentos, que conservaban «una naturaleza única ennegrecida, ondulada y burbujeante», «arrugada como un papel enrollado y de color muy negro». Se cree que esta naturaleza distintiva es el resultado de un revestimiento de cuero deteriorado e impregnado de óxido de hierro —de hecho, esta es la prueba que corrobora el revestimiento de cuero en la réplica del Royal Armouries— y permitió cotejar las arrugas de los fragmentos bajo el microscopio. De este modo, el casquete se construyó a partir de la cresta, con la ayuda del descubrimiento de que solo las dos tiras estriadas que bordean la cresta estaban doradas; en consecuencia, se descubrió que los seis fragmentos con molduras doradas estaban unidos a la cresta. Por su parte, las protecciones de las mejillas se moldearon y alargaron sustancialmente uniendo tres fragmentos del lado siniestro de la primera reconstrucción con dos fragmentos del lado diestro. Las zonas expuestas junto a la mandíbula que dejó la primera reconstrucción solo se eliminaron al final de la segunda, cuando un experto en armas y armaduras aconsejó que las carrilleras cambiaran simplemente de lado.
Cuando se tuvo a la vista una «imagen razonable del yelmo original», tras más de nueve meses de trabajo en la segunda reconstrucción, los fragmentos reubicados se colocaron sobre una «calota de yeso sin rasgos». Esta calota se construyó a su vez hacia fuera con plastilina libre de aceite para que coincidiera con las dimensiones originales del yelmo. Los fragmentos se sujetaron con alfileres largos hasta que se moldeó una mezcla de jute y adhesivo con la forma de las zonas que faltaban, y se adhirió a los fragmentos. A continuación, los bordes de los fragmentos se recubrieron con resina resistente al agua y se extendió yeso sobre el jute para nivelar y alisar la superficie del yelmo. El yeso se pintó de color marrón claro para que se asemejara al color de los fragmentos, pero permitiendo que estos resaltaran; luego se trazaron líneas para indicar los bordes de los paneles. El resultado fue un yelmo hueco en el que los dorsos de los fragmentos permanecen visibles. El 2 de noviembre de 1971, tras dieciocho meses de tiempo y un año entero de trabajo de Williams, se expuso la segunda y actual reconstrucción del yelmo de Sutton Hoo.

### Impacto cultural

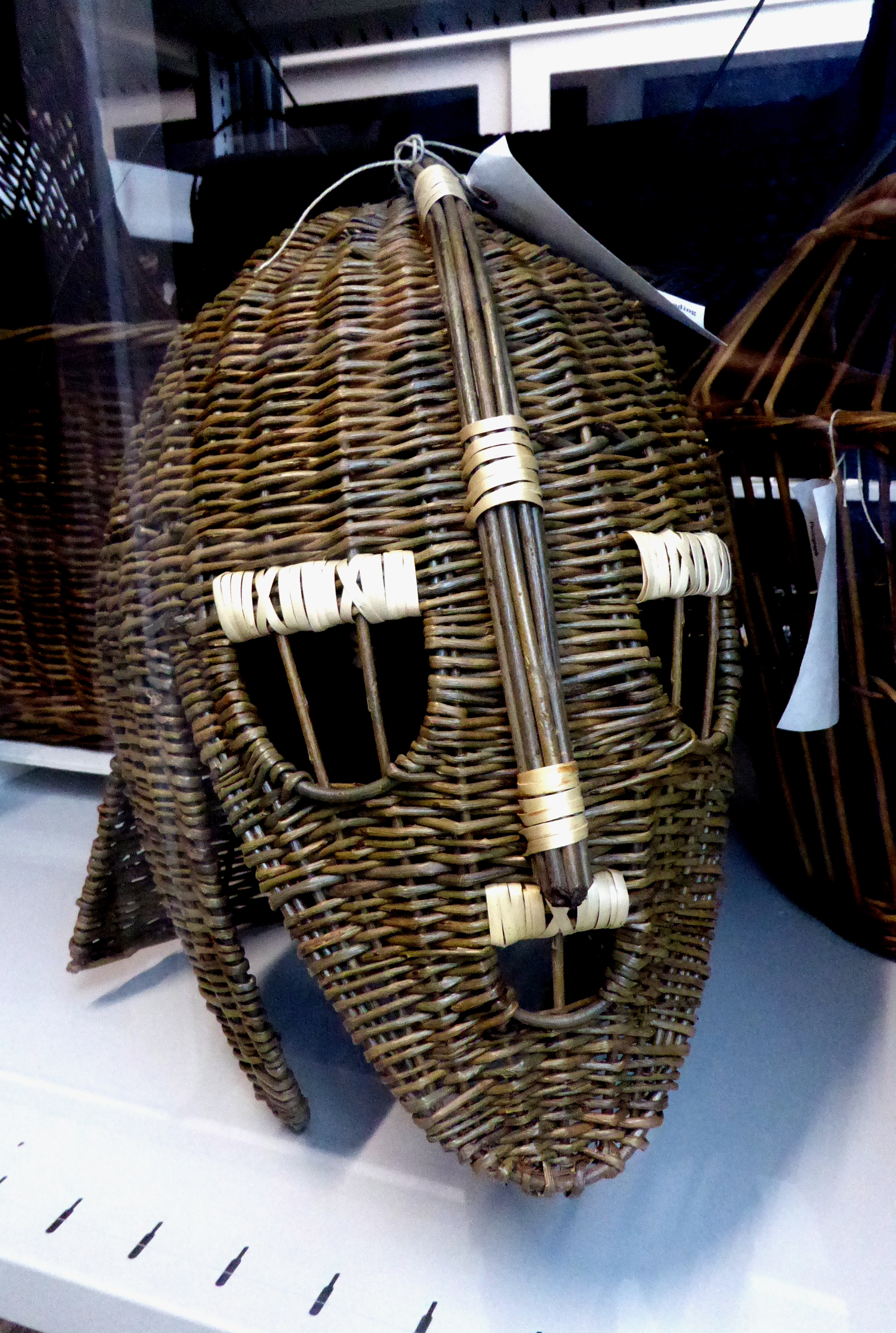
Copia de mimbre del yelmo expuesta en el Museo de la Vida Rural Inglesa en Reading, Berkshire

La reconstrucción del yelmo de Sutton Hoo en 1971 fue muy celebrada, y en las cinco décadas posteriores llegó a simbolizar la Edad Media, la arqueología e Inglaterra. Aparece en las portadas de novelas, libros de texto y publicaciones académicas, como El rey del invierno, de Bernard Cornwell, y The Anglo-Saxons, de James Campbell, y ha influido en artistas, cineastas y diseñadores. Al mismo tiempo, el yelmo se ha convertido en el rostro de una época antes conocida como Años oscuros, pero ahora reconocida por su sofisticación —en parte debido a los hallazgos de Sutton Hoo— y denominada Alta Edad Media. Da veracidad a un periodo de tiempo conocido por las representaciones de guerreros y salas de hidromiel en Beowulf, que antes se consideraban fantasiosas, y personifica a los anglosajones en la Gran Bretaña posromana. Considerado «el objeto más emblemático» de un hallazgo arqueológico aclamado como el «Tutankamón británico», en 2006 fue votado como uno de los 100 iconos culturales de Inglaterra, junto con el sello de la efigie de la Reina, el autobús de dos pisos y la taza de té.

### Errores
Aunque es «universalmente aclamada», la actual reconstrucción del yelmo de Sutton Hoo deja «una serie de problemas menores sin resolver» y contiene varias pequeñas inexactitudes. Estas se limitan principalmente a la guarda del cuello, donde «sobrevive muy poco de la sustancia original...que pueda situarse con certeza». Dos bloques de fragmentos en el borde inferior, y cuatro bloques de fragmentos en el centro, solo están colocados de forma especulativa, lo que deja cierta incertidumbre sobre su ubicación correcta. Las incertidumbres resultantes se refieren a la colocación de los fragmentos individuales dentro del espacio más amplio, más que a un problema con la forma propuesta del protector del cuello.
Tal y como se ha reconstruido, el protector de cuello de Sutton Hoo presenta tres problemas principales. Varios fragmentos del diseño 5 están colocados demasiado arriba en el protector de cuello, que «muestra más espacio por debajo de las tiras acanaladas transversales que por encima de ellas. El espacio que queda por debajo es mayor que la longitud del troquel, mientras que el espacio por encima es menor que la longitud del troquel». Corregido en la réplica del Royal Armouries, la configuración debería permitir dos impresiones completas del diseño 5, de igual longitud, unidas verticalmente en sus extremos. Además, la falta de fragmentos del protector del cuello deja abierta la cuestión de cuántas tiras verticales del diseño 5 se utilizaron. Aunque en la reconstrucción se sugirieron siete tiras, «no hay pruebas que indiquen que había siete tiras ornamentales verticales en la parte inferior del protector del cuello, y la sugerencia...de que el número se reduzca a cinco es igualmente posible». Incluso si siete es el número exacto, la reconstrucción actual muestra una «inverosímil inclinación hacia dentro» por parte de las dos tiras que flanquean la central; enderezar las tiras «tendría el efecto de permitir que las tiras ornamentales se abran en abanico de forma natural, dejando cuñas de superficie lisa de expansión uniforme entre ellas». Por último, el protector del cuello cuelga más bajo en la reconstrucción actual de lo que lo haría cuando se fabricó, ya que la parte superior del protector del cuello encajaba originalmente dentro del casquete. Esto hace que los bordes de la mejilla diestra y de la protección del cuello queden a diferentes niveles, lo que se ha corregido en la réplica del Royal Armouries.

## Réplica del Royal Armouries

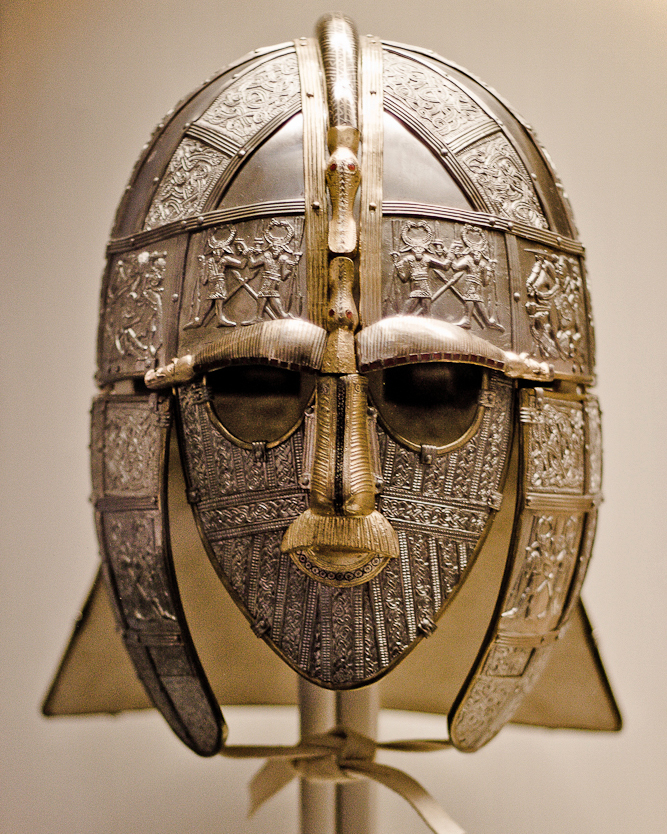
Réplica del Royal Armouries

En 1973, el Royal Armouries colaboró con el Museo Británico para crear una réplica del yelmo de Sutton Hoo recién restaurado. El museo proporcionó un plano general del diseño junto con los electrotipos de los elementos decorativos —nariz y boca, cejas, cabezas de dragón y láminas pressblech—, dejando que el maestro del Armouries A. R. Duffy, junto con su ayudante Henry Russell Robinson y los oficiales superiores de conservación E. H. Smith y A. Davis completaran la tarea. Se observaron algunas diferencias en la construcción, como una cresta sólida, la soldadura de plomo utilizada para los efectos decorativos y la técnica empleada para incrustar la plata, aunque el yelmo se ciñó al diseño original. Las diferencias hicieron que la réplica pesara 3,74 kg, es decir, 1,24 kg más que el peso estimado del original. La réplica terminada se presentó en el Sachsensymposion en septiembre de 1973 con un toque teatral: las luces se atenuaron; por el pasillo bajó Nigel Williams sosteniendo una réplica de la piedra de afilar de Sutton Hoo; y detrás de él le siguió Rupert Bruce-Mitford, con las manos hieráticamente cruzadas, llevando el yelmo del Royal Armouries y recitando las primeras líneas de Beowulf.
La réplica del Royal Armouries aclaró una serie de detalles del yelmo original y proporcionó un ejemplo de su aspecto cuando era nuevo. También se podía usar y someter a experimentación de una manera que el original no podía. En particular, la reproducción demostró que el protector del cuello estaba originalmente colocado dentro del casquete, lo que permitía que se moviera con más libertad y se subiera, y por lo tanto demostró una inexactitud en la reconstrucción de 1971, en la que el protector del cuello y el protector de la mejilla del diestro están desalineados. La réplica también corrigió un segundo error en la reconstrucción de la guarda del cuello al proporcionar una longitud igual a las instancias inferior y superior del diseño 5, aunque probablemente introdujo un error al colocar un borde palanquizado visible en los cuatro lados de cada impresión del diseño 5. El hecho de que la réplica pudiera llevarse puesta también evidenciaba varios atributos del original. Demostró los rangos de movimiento y visión que tendría un usuario, y que con un acolchado adecuado además del forro de cuero, personas con cabezas de diferentes tamaños podrían llevar el yelmo cómodamente. También demostró que el yelmo, aunque sofocante, podía llevarse en la batalla, y que otorgaba a su portador una voz imponente y sonora. Por último, y lo más llamativo, la réplica del Royal Armouries mostraba simplemente el aspecto original del yelmo de Sutton Hoo. Mostraba el yelmo como un objeto claro y brillante en lugar de una reliquia marrón oxidada, y al hacerlo ilustraba las líneas de Beowulf que se refieren al «casco brillante...realzado por el tesoro» (ac se hwita helm...since geweorðad).
La réplica se exhibe en el Museo Británico junto al yelmo original en la sala 41. También se ha expuesto en todo el mundo, con paradas en Estados Unidos, Japón, Corea del Sur, China, Taiwán y Hong Kong.

## En la cultura popular

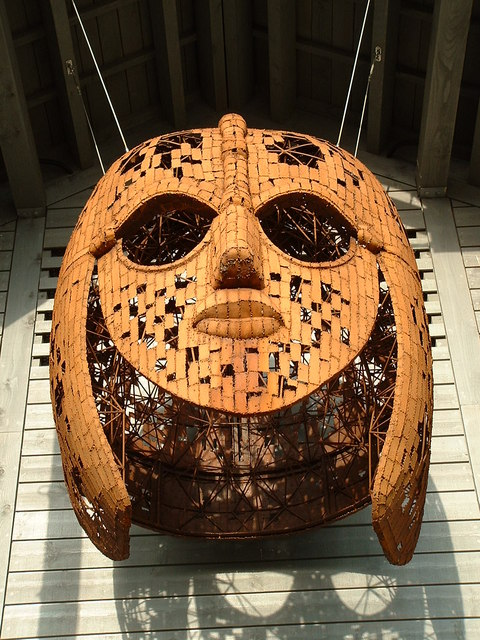
Sutton Hoo Helmet por Rick Kirby, en el exterior del centro de visitantes de Sutton Hoo

- Un dibujo del yelmo de Sutton Hoo aparece en la portada y en la pantalla de carga del videojuego Valhalla, de 1983, y aparece de forma destacada en la publicidad relacionada.[813][814]

- Réplicas del yelmo se ven con frecuencia en el cine y la televisión, como en Gladiator (2000), donde se puede ver una réplica en la armería cuando los gladiadores están seleccionando la armadura que van a utilizar en el Coliseo,[815] en Merlín, donde se muestra uno en el dormitorio de Arturo,[816] en el Museo Británico en Night at the Museum: Secret of the Tomb (2014),[817] en Beowulf: Return to the Shieldlands (2016),[818] en el Sanctum Sanctorum de Nueva York en Doctor Strange (2016),[819] y como construcción de Meccano en Detectorists (2017).[820]

- Desde marzo de 2002, en el centro de visitantes de Sutton Hoo hay suspendida una escultura de 1,8 m de altura, obra de Rick Kirby, titulada Sutton Hoo Helmet.[821]

- En una serie de seis sellos postales emitidos por el Royal Mail en 2003 para conmemorar el 250 aniversario del Museo Británico, el yelmo aparecía junto a otros objetos del Museo, como el Hoa Hakananai'a y una máscara de Xiuhtecuhtli.[822][823]

- En 2006 el yelmo fue votado como uno de los 100 iconos culturales de Inglaterra en el marco de un proyecto encargado por el Departamento de Cultura, Medios de Comunicación y Deporte.[789]

- Una serie de dibujos manga de 2009 de Yukinobu Hoshino incluía representaciones de objetos del Museo Británico, como el yelmo de Sutton Hoo y la piedra de Rosetta.[824][825][826]

- El sexto episodio de Relic: Guardians of the Museum, emitido en 2010, exigía a los concursantes que respondieran a preguntas sobre el barco funerario y el yelmo de Sutton Hoo.[827]

- Representaciones del yelmo de Sutton Hoo aparecen reflejadas en portadas de álbumes,[nota 25] como las de las bandas Warrior (For Europe Only, 1983), Marillion (Grendel/The Web, 1984), Enslaved (Vikingligr Veldi, 1994), Solstice & Twisted Tower Dire (Solstice / Twisted Tower Dire, 1997), Amon Amarth (The Avenger, 1999), Saxon (Killing Ground, 2001), Hrossharsgrani (Schattenkrieger, 2003), Isen Torr (Mighty & Superior, 2004 [EP], 2008 [sencillo]), Forefather (Steadfast, 2008; Curse of the Cwelled, 2015), Celtachor (In the Halls of Our Ancient Fathers, 2010), y Ancient Rites (Laguz, 2015).[829]

- El cantante de Marillion, Fish, suele ponerse una réplica del yelmo para interpretar la canción Grendel, inspirada en la novela homónima y en el poema Beowulf.[830][831]

- La marca de surströmming Erik den Röde muestra el yelmo con «una suave sonrisa, presumiblemente en previsión de los manjares de su interior».[785][832]

### Otros yelmos

#### Anglosajón

##### Benty Grange
- Bateman, Thomas (1861). Ten Years' Digging in Celtic and Saxon Grave Hills, in the counties of Derby, Stafford, and York, from 1848 to 1858; with notices of some former discoveries, hitherto unpublished, and remarks on the crania and pottery from the mounds. London: John Russell Smith. pp. 28-33.
- Lester, Geoff (1987). «The Anglo-Saxon Helmet from Benty Grange, Derbyshire». Old English Newsletter 21 (1): 34-35. ISSN 0030-1973.

##### Coppergate
- Addyman, Peter V. (28 de agosto de 1982). «The Coppergate Helmet». Illustrated London News (7,009). p. 53.
- Addyman, Peter V.; Pearson, Nicholas; Tweddle, Dominic (1982). «The Coppergate helmet». Antiquity LVI (218): 189-194. doi:10.1017/S0003598X00054673.
- Binns, James W.; Norton, Edward C.; Palliser, David M. (1990). «The Latin inscription on the Coppergate helmet». Antiquity 64 (242): 134-139. doi:10.1017/S0003598X00077383.
- Tweddle, Dominic (1983a). «The Coppergate Helmet». Fornvännen 78: 105-112. ISSN 0015-7813. Archivado desde el original el 17 de diciembre de 2021. Consultado el 7 de febrero de 2021.
- Tweddle, Dominic (1983b). The Coppergate helmet – a recent find in York.  En Lamm, Jan Peder; Nordstrom, Hans-Åke, eds. «Vendel Period Studies: transactions of the Boat-Grave Symposium in Stockholm, February 2–3, 1981». Studies – The Museum of National Antiquities, Stockholm 2 (Stockholm: Statens Historiska Museum). pp. 190-191. ISBN 978-91-7192-547-3.
- Tweddle, Dominic (1984). The Coppergate Helmet. York: Cultural Resource Management Ltd.
- Tweddle, Dominic (1992). «The Anglian Helmet from 16–22 Coppergate». The Archaeology of York. 17/8 (London: Council for British Archaeology). ISBN 1-872414-19-2. Archivado desde el original el 25 de febrero de 2017.

##### Shorwell
- Hood, Jamie; Ager, Barry; Williams, Craig; Harrington, Susan; Cartwright, Caroline (2012). «Investigating and interpreting an early-to-mid sixth-century Frankish style helmet». The British Museum Technical Research Bulletin (British Museum) 6: 83-95. ISBN 978-1-904982-80-7.

##### Staffordshire
- Butterworth, Jenni; Fregni, Giovanna; Fuller, Kayleigh; Greaves, Pieta (2016). «The importance of multidisciplinary work within archaeological conservation projects: assembly of the Staffordshire Hoard die-impressed sheets». Journal of the Institute of Conservation (Institute of Conservation) 39 (1): 29-43. doi:10.1080/19455224.2016.1155071.
- Fern, Chris; Speake, George (2014). Beasts, Birds and Gods: Interpreting the Staffordshire Hoard. Warwickshire: West Midlands History. ISBN 978-1-905036-20-2.
- Magnoler, Deborah L. (2011). «K453 and the 'Cheek piece' Group». Staffordshire Hoard. Archivado desde el original el 18 de mayo de 2017. Consultado el 26 de mayo de 2017.
- Pilkington, Andrew (2012). «The Staffordshire Hoard Horseman Helmet Foil». Staffordshire Hoard. Archivado desde el original el 2 de agosto de 2016. Consultado el 27 de enero de 2017.

##### Wollaston
- Meadows, Ian (1996–1997). «The Pioneer Helmet». Northamptonshire Archaeology (Northamptonshire Archaeological Society) 27: 191-193.
- Meadows, Ian (1997a). «Wollaston: The 'Pioneer' Burial». Current Archaeology (Current Publishing) 13 (154): 391-395. ISSN 0011-3212.
- Meadows, Ian (1997b). «The Pioneer Helmet: A Dark-Age Princely Burial from Northamptonshire». Medieval Life (Medieval Life Publications) (8): 2-4. ISSN 1357-6291.
- Meadows, Ian (2004). «An Anglian Warrior Burial from Wollaston, Northamptonshire». Northamptonshire Archaeology Reports (Northamptonshire County Council) 10 (110).
- Read, Anthony (2006). «The conservation of the Wollaston Anglian helmet».  En Smith, Robert Douglas, ed. Make all sure: The conservation and restoration of arms and armour. Leeds: Basiliscoe Press. pp. 38-43. ISBN 0-9551622-0-3.
- Saraceni, Jessica E. (November–December 1997). «Saxon Helmet Restored». Archaeology (Archaeological Institute of America) 50 (6): 18. ISSN 0003-8113.
- Webster, Leslie; Meadows, Ian (1997). «Discovery of Anglo-Saxon Helmet helmet with Boar Crest». Minerva 8 (4): 3-5.

##### Otros
- «Asthall Barrow — an Anglo-Saxon Burial». Archives & Artefacts: Exploring the Past through the Work of E.T. Leeds and A2A. Ashmolean Museum. 2005. Consultado el 12 de mayo de 2017.
- Dickinson, Tania M.; Speake, George (1992). «The Seventh-Century Cremation Burial in Asthall Barrow, Oxfordshire: A Reassessment».  En Carver, Martin, ed. The Age of Sutton Hoo: The seventh century in north-western Europe. Woodbridge: The Boydell Press. pp. 95–130. ISBN 0-85115-330-5.
- Evans, Angela Care (2004). «Horncastle, Lincolnshire: Anglo-Saxon parcel-gilt terminal in the form of a boar’s head (2002 T119) (fig. 41)». Treasure Annual Report 2002. Department for Culture, Media and Sport. pp. 53-54.
- Fordham, Herbert George (1904). «A Small Bronze Object Found near Guilden Morden». Proceedings of the Cambridge Antiquarian Society (Cambridge Antiquarian Society) X (4): 373-374, 404.
- Foster, Jennifer (1977a). Archaeology. «Notes and News: A boar figurine from Guilden Morden, Cambs». Medieval Archaeology (Society for Medieval Archaeology) XXI: 166-167. doi:10.5284/1000320.
- British Museum e. «helmet / figurine». The British Museum. Consultado el 25 de junio de 2017.
- Jarvis, Edwin (1850). «Account of the Discovery of Ornaments and Remains, Supposed to be of Danish Origin, in the Parish of Caenby, Lincolnshire». The Archaeological Journal (London: The Archaeological Institute of Great Britain and Ireland) VII: 36-44. doi:10.1080/00665983.1850.10850769.
- Leeds, E. Thurlow (1924). «An Anglo-Saxon Cremation-burial of the Seventh Century in Asthall Barrow, Oxfordshire». The Antiquaries Journal (Society of Antiquaries of London) IV (2): 113-126. doi:10.1017/S0003581500005552.
- MacGregor, Arthur; Bolick, Ellen (1993). «A Summary Catalogue of the Anglo-Saxon Collections (Non-Ferrous Metals)». British Archaeological Reports 230. ISBN 978-0860547518.
- British Museum f. «mount». The British Museum. Consultado el 4 de julio de 2017.
- Portable Antiquities Scheme (2012). «Record ID: PAS-5D5B56 – EARLY MEDIEVAL helmet». Consultado el 11 de febrero de 2018.

#### Escandinavo

##### Gamla Uppsala
- Arrhenius, Birgit; Freij, Henry (1992). «'Pressbleck' Fragments from the East Mound in Old Uppsala Analyzed with a Laser Scanner». Laborativ Arkeologi (Stockholm University) (6): 75-110.
- Lindqvist, Sune (1936). Uppsala högar och Ottarshögen (en sueco). Stockholm: Wahlström & Widstrand.

##### Gotland
- Nerman, Birger (1969a). «Die Vendelzeit Gotlands (II): Tafeln». Monographien Herausgegehen von der Kungliga Vitterhets Historie och Antikvitets Akademien (en alemán) 48 (Stockholm: Almqvist & Wiksell).
- Nerman, Birger (1969b). Die Vendelzeit Gotlands: Provisorisches Verzeichnis der Tafelfiguren (en alemán). Stockholm: Almqvist & Wiksell.
- Nerman, Birger (1975). Die Vendelzeit Gotlands (I:1): Text. Monographien Herausgegehen von der Kungliga Vitterhets Historie och Antikvitets Akademien (en alemán) 55. Stockholm: Almqvist & Wiksell. ISBN 91-7402-016-1.
- «Statens Historiska Museum och k. Myntkabinettet: Tilväxten år 1904». Månadsblad: 1903–1905 (en sueco) (Royal Swedish Academy of Letters, History and Antiquities). 31–34: 126-189. 1907.
- Thunmark-Nylén, Lena (1995). Die Wikingerzeit Gotlands (I): Abbildungen der grabfunde (en alemán). Stockholm: Almqvist & Wiksell. ISBN 91-7402-241-5.
- Thunmark-Nylén, Lena (1998). Die Wikingerzeit Gotlands (II): Typentafeln (en alemán). Stockholm: Almqvist & Wiksell. ISBN 91-7402-287-3.
- Thunmark-Nylén, Lena (2000a). Die Wikingerzeit Gotlands (IV:1): Katalog (en alemán). Stockholm: Almqvist & Wiksell. ISBN 91-7402-307-1.
- Thunmark-Nylén, Lena (2000b). Die Wikingerzeit Gotlands (IV:2): Katalog (en alemán). Stockholm: Almqvist & Wiksell. ISBN 91-7402-308-X.
- Thunmark-Nylén, Lena (2000c). Die Wikingerzeit Gotlands (IV:3): Katalog (en alemán). Stockholm: Almqvist & Wiksell. ISBN 91-7402-309-8.
- Thunmark-Nylén, Lena (2006a). Die Wikingerzeit Gotlands (III:1): Text (en alemán). Stockholm: Almqvist & Wiksell. ISBN 91-7402-354-3.
- Thunmark-Nylén, Lena (2006b). Die Wikingerzeit Gotlands (III:2): Text (en alemán). Stockholm: Almqvist & Wiksell. ISBN 91-7402-355-1.
- «Ur främmande samlingar: 2». Fornvännen (en sueco) 2: 205-208. 1907. ISSN 0015-7813. Archivado desde el original el 1 de enero de 2018. Consultado el 7 de febrero de 2021.

##### Valsgärde
- Lindqvist, Sune (1931a). «En Hjälm från Valsgärde». Uppsala Universitets Årsskrift (en sueco) 3 (Uppsala: Almqvist & Wiksell).
- Lindqvist, Sune (1931b). «Båtgravarna vid Valsgärde». Fornvännen (en sueco) 26: 372-377. ISSN 0015-7813. Archivado desde el original el 18 de abril de 2017. Consultado el 7 de febrero de 2021.
- Lindqvist, Sune (1932). «Vendel-time Finds from Valsgärde in the Neighbourhood of Old Uppsala». Acta Archaeologica III: 21-46. ISSN 0065-101X.
- Arwidsson, Greta (1934). «A New Scandinavian Form of Helmet from the Vendel-Time». Acta Archaeologica V: 243-257. ISSN 0065-101X.
- Arwidsson, Greta (1942). «Valsgärde 6». Die Gräberfunde von Valsgärde (en alemán) I (Uppsala: Almqvist & Wiksells Boktryckeri A.B.).
- Arwidsson, Greta (1954). «Valsgärde 8». Die Gräberfunde von Valsgärde (en alemán) II (Uppsala: Almqvist & Wiksells Boktryckeri A.B.).
- Arwidsson, Greta (1977). «Valsgärde 7». Die Gräberfunde von Valsgärde (en alemán) III (Uppsala: Uppsala universitets museum för nordiska fornsaker). ISBN 91-506-0113-X.
- Arwidsson, Greta (1983). Valsgärde.  En Lamm, Jan Peder; Nordstrom, Hans-Åke, eds. «Vendel Period Studies: transactions of the Boat-Grave Symposium in Stockholm, February 2–3, 1981». Studies – The Museum of National Antiquities, Stockholm 2 (Stockholm: Statens Historiska Museum). pp. 71-82. ISBN 978-91-7192-547-3.
- Grimberg, Carl (1985). Praktgravar från vår yngre järnålder. «Supplement till bd I och II». Svenska folkets underbara öden (en sueco). X: 1 (Stockholm: Norstedt). pp. 85-92. ISBN 91-1-853442-2.

##### Vendel
- Lindqvist, Sune (1925). «Vendelhjälmarnas ursprung». Fornvännen (en sueco) 20: 181-207. ISSN 0015-7813. Archivado desde el original el 22 de marzo de 2017. Consultado el 7 de febrero de 2021.
- Lindqvist, Sune (1950). «Vendelhjälmarna i ny rekonstruktion». Fornvännen (en sueco) 45: 1-24. ISSN 0015-7813. Archivado desde el original el 22 de marzo de 2017. Consultado el 7 de febrero de 2021.
- Stolpe, Hjalmar; Arne, T. J. (1912). Graffältet vid Vendel (en sueco). Stockholm: K. L. Beckmans Boktryckeri.
- Stolpe, Hjalmar; Arne, T. J. (1927). La Nécropole De Vendel (en francés). Stockholm: Akademiens Förlag.

##### Otros
- Uppåkra Arkeologiska Center. «Artefacts». Uppåkra: a prehistoric central place in Scania, Sweden. Archivado desde el original el 27 de abril de 2016.
- Boye, Vilhelm (1858). «To fund af smedeværktöi fra den sidste hedenske tid i Danmark». Annaler for Nordisk Oldkyndighed og Historie (en danés): 191-200, pl. II-IV.
- Christensen, Tom (2000). «Et Hjelmfragment fra Gevninge». ROMU: Årsskrift Fra Roskilde Museum (en danés) (Roskilde: Roskilde Museum) 19: 31-38. ISBN 87-88563-50-2. ISSN 0107-928X.
- Christensen, Tom (2002). Kongens mand — guld og hjelm fra Gevninge.  En Pind, John; Jørgensen, Anne Nørgård; Jørgensen, Lars; Storgård, Birger; Rindel, Per Ole; Ilkjær, Jørgen, eds. «Drik — og du vil leve skønt: festskrift til Ulla Lund Hansen på 60-årsdagen 18. august 2002». Studies in Archaeology & History (en danés) 7 (Copenhagen: National Museum of Denmark). pp. 41-45. ISBN 87-89384-90-3.
- Christensen, Tom (2015). Lejre bag myten : de arkæologiske udgravninger (en danés). Højbjerg: Jysk Arkæologisk Selskab. ISBN 978-87-88415-96-4.
- Statens Historiska Museum. «Föremål 1168149. SHM 25518:III (FB:1-3)» (en sueco). Consultado el 7 de agosto de 2017.
- Nationalmuseets Samlinger Online (2016). «Hjelmfragment Tjele» (en danés). National Museum of Denmark. Consultado el 11 de mayo de 2017.
- Gudesen, Hans Gude (1980). «Merovingertiden i Øst-Norge: Kronologi, kulturmønstre og tradisjonsforløp». Varia (en noruego) 2 (Oslo: Universitetets Oldsaksamling). ISBN 82-7181-016-2.
- Nederlandse Munten. «ijzeren German luftwaffe helmet. SSK90/ME262». Consultado el 20 de abril de 2017.
- Grieg, Sigurd (1924). «Norske hjelmer fra folkevandringstiden». Bergens Museums årbok 1922–1923: Historisk-antikvarisk Rekke (en noruego) (3): 3-12.
- Grieg, Sigurd (1947). «Gjermundbufunnet: En høvdingegrav fra 900-årene fra Ringerike». Norske Oldfunn (en noruego) VIII (Oslo: Bergen).
- Helgesson, Bertil (2004). Tributes to be Spoken of Sacrifice and Warriors at Uppåkra.  En Larsson, Lars, ed. «Continuity for Centuries: A ceremonial building and its context at Uppåkra, southern Sweden». Acta Archaeologica Lundensia 48 (Stockholm: Almqvist & Wiksell International). pp. 223-239. ISBN 91-22-02107-8.
- Kirpichnikov, Anatoliĭ Nikolaevich (1971). Shlemy. «Dospech, Kompleks Boevych Sredstv IX-XIII vv.». Drevnerusskoe oruzhie 3 (Leningrad: Nauka). LCCN 72324869.
- Lamm, Jan Peder (1962). «Ett vendeltida gravfynd från Spelvik». Fornvännen (en sueco) 57: 277-299. ISSN 0015-7813. Archivado desde el original el 20 de abril de 2017. Consultado el 7 de febrero de 2021.
- Larsson, Lars (2007). «The Iron Age ritual building at Uppåkra, southern Sweden». Antiquity 81 (311): 11-25. doi:10.1017/S0003598X00094813.
- Larsson, Lars (2011). A ceremonial building as a ‘home of the gods’? Central buildings in the central place of Uppåkra.  En Grimm, Oliver; Pesch, Alexandra, eds. «The Gudme-Gudhem phenomenon: papers presented at a workshop organized by the Centre for Baltic and Scandinavian Archaeology (ZBSA), Schleswig, April 26th and 27th, 2010». Schriften des Archäologischen Landesmuseums 6 (Neumünster: Wachholtz Verlag). pp. 189-206. ISBN 978-3-529-01876-3.
- Leth-Larsen, Bodil (1984). «Selected Objects from the Stock of the Tjele Smith». Offa 41: 91-96. ISSN 0078-3714.
- Lund, Julie (2006). «Vikingetidens værktøjskister i landskab og mytologi». Fornvännen (en danés) 101 (5): 323-341. ISSN 0015-7813. Archivado desde el original el 26 de noviembre de 2018. Consultado el 7 de febrero de 2021.
- Munksgaard, Elisabeth (1984). «A Viking Age Smith, his Tools and his Stock-in-trade». Offa 41: 85-89. ISSN 0078-3714.
- Myhre, Bjørn (1992). «The Royal Cemetery at Borre, Vestfold: A Norwegian Centre in a European Periphery».  En Carver, Martin, ed. The Age of Sutton Hoo: The seventh century in north-western Europe. Woodbridge: The Boydell Press. pp. 301–313. ISBN 0-85115-330-5.
- Nerman, Birger (1953). «Ett hjälmfragment, sannolikt från mellersta Sverige». Fornvännen (en sueco) 48: 123-124. ISSN 0015-7813. Archivado desde el original el 15 de abril de 2017. Consultado el 7 de febrero de 2021.
- Nicolaysen, Nicolay (1882). «Udgravninger i Løiten 1881». Aarsberetning for 1881 (en noruego) (Foreningen til Norske Fortidsmindesmerkers Bevaring): 68-80.
- Ohlhaver, Horst (1939). «Der germanische Schmied und sein Werkzeug». Hamburger Schriften zur Vorgeschichte und germanischen Frühgeschichte (en alemán) 2 (Leipzig: Curt Kabitzsch).
- Seiler, Anton (2011). «En vendeltida tuffing – eller konsten att se cool ut på 700-talet». Arkeologernas blogg (en sueco). Consultado el 20 de abril de 2017.
- Seiler, Anton; Appelgren, Katarina (2012). «Inhåleskullen – ett mångtydigt gravfält från yngre bronsålder-äldre vikingatid». Arkeologiska Uppdragsverksamheten (UV) Rapporter (en sueco) (Stockholm: Riksantikvarieämbetet) 2012 (158).
- Sjösvärd, Lars; Vretemark, Maria; Gustavson, Helmer (1983). A Vendel warrior from Vallentuna.  En Lamm, Jan Peder; Nordstrom, Hans-Åke, eds. «Vendel Period Studies: transactions of the Boat-Grave Symposium in Stockholm, February 2–3, 1981». Studies – The Museum of National Antiquities, Stockholm 2 (Stockholm: Statens Historiska Museum). pp. 133-150. ISBN 978-91-7192-547-3.
- Stjernquist, Berta (2004). A Magnificent Glass Bowl from Uppåkra.  En Larsson, Lars, ed. «Continuity for Centuries: A ceremonial building and its context at Uppåkra, southern Sweden». Acta Archaeologica Lundensia 48 (Stockholm: Almqvist & Wiksell International). pp. 103-151. ISBN 91-22-02107-8.
- Strong, Doug (2002). «Not A 10th Century Scandinavian Helmet». Talbot's Fine Accessories. Consultado el 20 de abril de 2017.

#### Romano
- Engelhardt, Conrad (1863). «Thorsbjerg Mosefund: beskrivelse af de oldsager som i aarene 1858–61 ere udgravede af Thorsbjerg Mose ved Sønder-Brarup i Angel». Sønderjydske Mosefund (en danés) I (Copenhagen: G. E. C. Gad).
- British Museum g. «helmet». The British Museum Collection Online. Consultado el 14 de noviembre de 2017.
- British Museum h. «helmet». The British Museum Collection Online. Consultado el 14 de noviembre de 2017.
- James, Simon (1986). «Evidence from Dura Europos for the Origins of Late Roman Helmets». Syria (Institut Francais du Proche-Orient) LXIII (1–2): 107-134. JSTOR 4198539. doi:10.3406/syria.1986.6923. (enlace roto disponible en Internet Archive; véase el historial, la primera versión y la última).
- Johnson, Stephen (1980). «A Late Roman Helmet from Burgh Castle». Britannia (Society for the Promotion of Roman Studies) XI: 303-312. JSTOR 525684. doi:10.2307/525684.
- Kaminski, Jaime; Sim, David (2014). «The production and deposition of the Witcham Gravel Helmet». Proceedings of the Cambridge Antiquarian Society (Cambridge Antiquarian Society) CIII: 69-82.
- Klumbach, Hans, ed. (1973). «Spatromische Gardehelme». Münchner Beiträge zur Vor- und Frügeschichte (en alemán) 15 (Munich: C. H. Beck'sche). ISBN 3-406-00485-7.
- Manojlović-Marijanski, Mirjana (1964). «Kasnorimski Šlemovi iz Berkasova».  En Rašajski, Rastko, ed. Vojvođanski Muzej Posebna Izdanja (en serbio) III (Novi Sad: Vojvođanski Muzej).
  - Publicado en un volumen con dos títulos, con el texto en serbio y francés al lado. Información bibliográfica en francés: Manojlović-Marijanski, Mirjana (1964). «Les Casques Romains Tardifs de Berkasovo».  En Rašajski, Rastko, ed. Vojvođanski Muzej Monographie (en francés) III (Novi Sad: Musée de Voïvodine).
- Plenderleith, H. J. (1956). The Conservation of Antiquities and Works of Art: Treatment, Repair, and Restoration. London: Oxford University Press.
- Robinson, H. Russell (1975). The Armour of Imperial Rome. New York: Charles Scribner's Sons. ISBN 0-684-13956-1.
- Seyrig, Henri (1952a). «A Helmet from Emisa». Archaeology (Archaeological Institute of America) 5 (2): 66-69. JSTOR 41663047.
- Seyrig, Henri (1952b). «Le Casque d'Émèse». Les Annales Archéologiques de Syrie (en francés) (Direction Générale des Antiquités de Syrie) II (1–2): 101-108.